# Aviazione nella seconda guerra mondiale

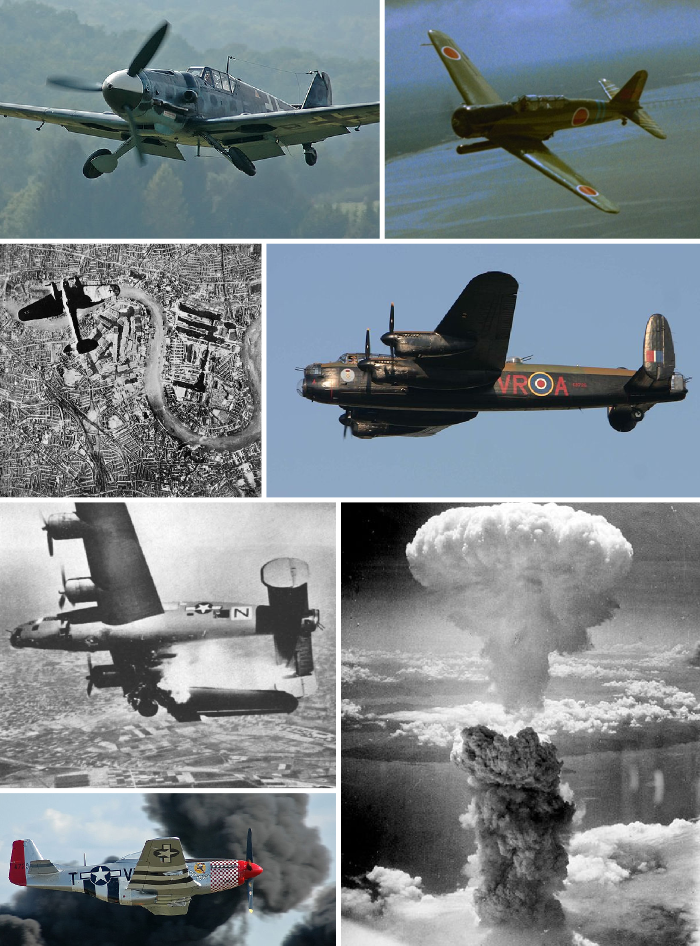
In ordine di lettura: Un caccia tedesco Messerschmitt Bf 109; un aerosilurante giapponese Nakajima B5N; un bombardiere tedesco Heinkel He 111 sopra Londra durante il Blitz; un bombardiere britannico Avro 683 Lancaster; un bombardiere statunitense Consolidated B-24 Liberator colpito dall'artiglieria contraerea; un caccia statunitense North American P-51 Mustang; la bomba atomica sganciata su Nagasaki il 9 agosto 1945.

L'aviazione nella seconda guerra mondiale ebbe un ruolo molto importante durante tutto l'arco temporale del conflitto.
L'impiego dell'aeroplano come strumento bellico fu diffuso in tutti i teatri di combattimento e praticamente tutte le nazioni belligeranti fecero ampio ricorso all'aviazione militare.
L'aereo venne impiegato, dall'inizio delle ostilità fino alla conclusione del conflitto, nei ruoli di caccia, cacciabombardiere, bombardiere (tattico, strategico o in picchiata), ricognitore, mezzo da collegamento, trasporto, pattugliatore marittimo, aerosilurante e in altri ruoli imbarcati, oltre che per svolgere altre funzioni meno convenzionali.
È generalmente condiviso che l'esito della seconda guerra mondiale fu profondamente influenzato dall'aviazione, sia nella misura in cui l'aereo contribuì direttamente alle offensive terrestri o navali, sia in quanto – impiegato come bombardiere – ebbe la funzione strategica di minare le infrastrutture e la capacità industriale, oltre che il morale, delle fazioni contro cui venne usato.

## Antefatto

### La tecnologia aeronautica e l'impiego bellico dell'aviazione negli anni trenta

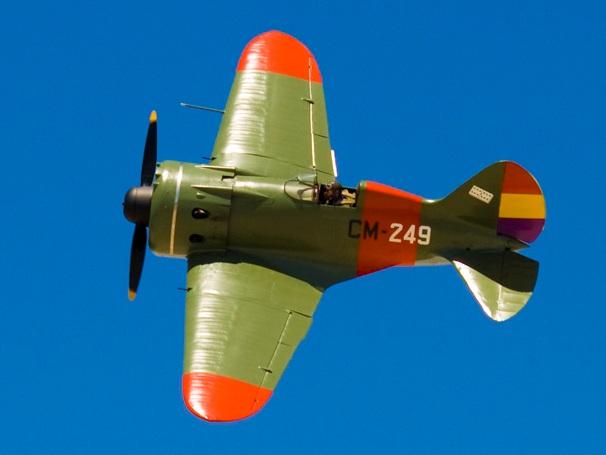
Un Polikarpov I-16, uno dei più moderni aerei sovietici costruiti negli anni trenta, nei colori dell'aeronautica repubblicana spagnola.

La storia dell'impiego bellico dell'aviazione iniziò molto presto, quasi nello stesso momento in cui nacque l'aeroplano stesso: si ricordi che il primo potenziale cliente a cui i fratelli Wright si erano rivolti nel 1905 per vendere uno dei loro aeroplani era stato il segretariato della guerra statunitense. La prima vera azione militare di un aeroplano risale alla guerra italo-turca del 1911; pochi anni più tardi, la prima guerra mondiale fu testimone dell'affermazione dell'aeronautica militare e della nascita della distinzione tra ricognitori, aerei da caccia e bombardieri. Tuttavia, pur avendo rivestito una certa importanza, l'aviazione aveva conservato nella Grande guerra un ruolo sostanzialmente subalterno rispetto alla fanteria e alla marina.
Il periodo tra le due guerre, a volte citato come l'"età dell'oro" dell'aviazione, vide il diffondersi del trasporto aereo e l'affermarsi a livello teorico di dottrine relative all'impiego bellico dell'aviazione come, ad esempio, quella del bombardamento strategico o degli attacchi antinave (sostenute rispettivamente dall'italiano Giulio Douhet e dallo statunitense Billy Mitchell).
Anche la tecnologia aeronautica progredì sensibilmente, con la graduale affermazione del monoplano sul biplano, con il costante aumento della potenza dei motori e con la nascita, sul finire degli anni trenta, dei primi velivoli monoplani con struttura interamente metallica, carrello retrattile e abitacolo chiuso. I progressi compiuti dai velivoli da trasporto e da gara negli anni venti e trenta si rifletterono in un'ugualmente rapida evoluzione degli aerei militari, con notevoli miglioramenti nel campo delle tecniche costruttive e delle prestazioni.
Tra il 1935 e il 1939 eventi come la campagna italiana in Etiopia, la guerra civile spagnola e il secondo conflitto sino-giapponese diedero ad alcune nazioni l'occasione di sperimentare nuovi aeroplani e nuove tecniche di combattimento. In particolare in Spagna le forze della Germania nazista e dell'Italia fascista (alleate con i franchisti) sperimentarono con successo il bombardamento in picchiata; nella Penisola iberica l'Unione Sovietica combatté a fianco delle forze repubblicane con alcuni dei suoi caccia più moderni, mentre in Cina l'aviazione dell'Impero giapponese fece esperienza di combattimenti aerei, di bombardamenti e di azioni di appoggio tattico alle truppe terrestri. Alcuni degli aerei che avrebbero partecipato al conflitto mondiale (come gli italiani Fiat C.R.32, i tedeschi Junkers Ju 52/3m, Junkers Ju 87 e Messerschmitt Bf 109, i sovietici Polikarpov I-16 e i giapponesi Mitsubishi modello 96) ebbero quindi il battesimo del fuoco prima dello scoppio della guerra, contribuendo ad accrescere l'esperienza di piloti e progettisti.
Comunque, pur non essendo stato il primo conflitto in cui l'aviazione ebbe un peso rilevante, la seconda guerra mondiale vide un coinvolgimento senza precedenti dell'aviazione, e la componente aerea del conflitto ebbe un ruolo di fondamentale importanza nel determinare quale delle fazioni riportò la vittoria finale.

### La situazione all'inizio del conflitto

#### La Luftwaffe

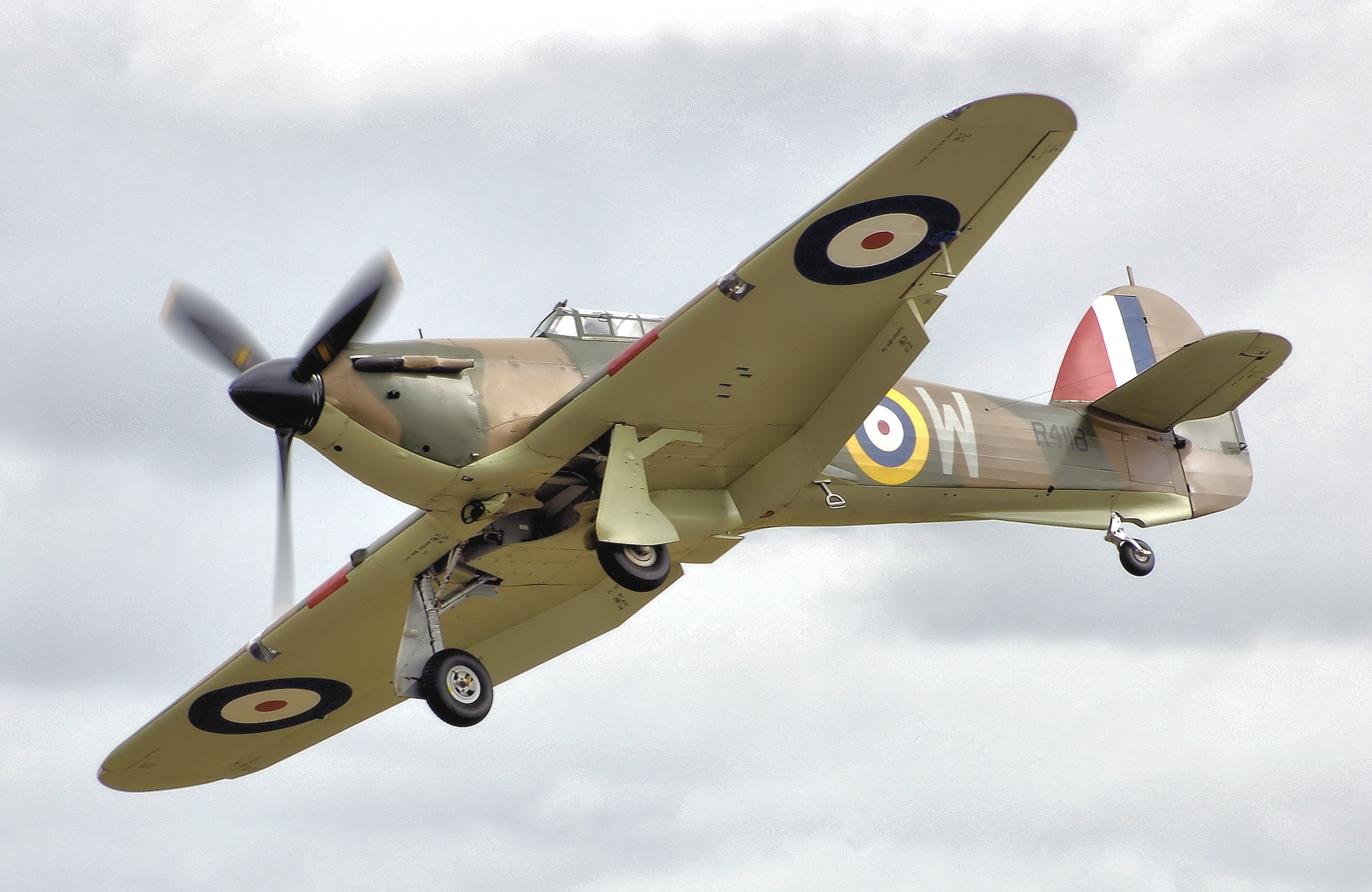
Un Hawker Hurricane Mk I, uno dei principali caccia inglesi delle fasi iniziali della guerra, aveva volato per la prima volta nel 1935. Gran parte della sua struttura era in legno.

Le forze aeree tedesche erano andata ricostituendosi poco a poco nel corso degli anni venti e trenta nonostante le limitazioni al riarmo tedesco imposte dagli Alleati dopo la fine della prima guerra mondiale. Per aggirare queste limitazioni nei primi anni trenta alcuni velivoli, come il bombardiere medio Dornier Do 17, vennero sviluppati come trasporti passeggeri e trasformati in aerei da guerra clandestinamente.

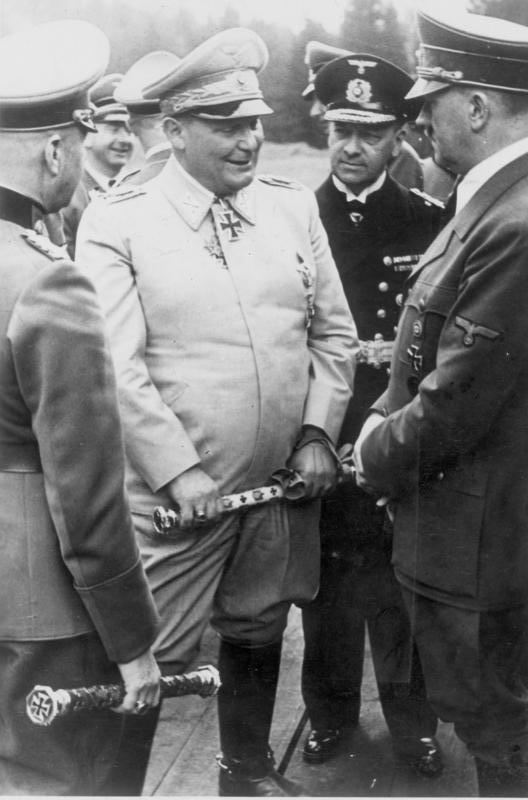
Il capo della Luftwaffe Hermann Göring insieme ad Adolf Hitler

A partire dal 1935 questa politica di segretezza venne abbandonata dal capo della nuova Germania nazista, Adolf Hitler che costituì formalmente la nuova Luftwaffe, affidata al comando del fedele luogotenente Hermann Göring, famoso asso della caccia nella prima guerra mondiale. Il massiccio riarmo tedesco proseguì alla luce del sole; è particolarmente degno di nota il coinvolgimento del reparto d'élite della Luftwaffe Legione Condor nella guerra di Spagna tra il 1936 e il 1939.
Grazie alla supervisione del generale Erhard Milch, tra il 1933 e il 1936 la produzione di aeroplani della Germania aumentò dell'800%; inoltre, la propaganda nazista riuscì a fare in modo che la pericolosità della Luftwaffe venisse sopravvalutata da tutti i potenziali nemici.
Effettivamente, per tutto il corso della guerra la Luftwaffe fu caratterizzata da una certa inefficienza e disorganizzazione. Inoltre, dal punto di vista strategico, alcuni errori viziarono la sua validità militare, come ad esempio l'eccessivo entusiasmo per i bombardieri tattici in picchiata, in favore dei quali vennero sacrificati i bombardieri veloci e quelli strategici.
Nell'estate del 1939 la forza aerea di Hermann Göring contava 4 021 aerei operativi, tra cui 1 191 bombardieri (Dornier Do 17, Heinkel He 111 e pochi Junkers Ju 88), 361 cacciabombardieri a tuffo (Junkers Ju 87), 788 caccia (Messerschmitt Bf 109), 431 caccia pesanti (Messerschmitt Bf 110) e 488 velivoli da trasporto (prevalentemente Junkers Ju 52). Il personale era di circa due milioni di uomini.

#### La Royal Air Force
L'aeronautica militare del Regno Unito (Royal Air Force, o RAF) aveva passato la maggior parte degli anni trenta approfondendo a livello teorico le potenzialità dell'arma aerea per l'offensiva strategica, e aveva posto molta attenzione allo sviluppo del concetto di bombardamento strategico. Fino a circa il 1935 l'importanza della collaborazione con l'esercito e con la marina era stata sottovalutata, così come l'importanza del ruolo difensivo dell'aviazione (il quale invece si sarebbe rivelato molto importante durante la battaglia d'Inghilterra); comunque, all'inizio della guerra non era in effetti disponibile alcun velivolo veramente adatto a missioni di bombardamento pesante a lungo raggio, e le esigenze della guerra difensiva che gli Alleati condussero nelle fasi iniziali del conflitto mondiale portarono ben presto a migliorare le capacità difensive della RAF e la sua flessibilità nelle collaborazioni con il British Army e la Royal Navy.
Allo scoppio della guerra, la RAF aveva una consistenza numerica pari a circa la metà di quella della Luftwaffe. Tuttavia era nel complesso meglio organizzata e meglio coordinata con le altre forze armate, e inoltre era sostanzialmente superiore dal punto di vista della qualità dell'equipaggiamento e dell'addestramento dei piloti. Parte del successo che la RAF ottenne nella difesa delle isole britanniche nelle prime fasi della guerra, poi, fu dovuto all'efficiente rete di radar che era stata installata sulla costa nel corso degli anni trenta. Gli aerei schierati dalla Royal Air Force all'inizio del conflitto erano caccia come gli Hawker Hurricane e i Supermarine Spitfire, caccia pesanti come il Boulton Paul P.82 Defiant, bombardieri come il Bristol Blenheim, il Vickers Wellington, il Fairey Battle.

#### La Regia Aeronautica
L'aviazione dell'Italia fascista, che era stata considerata almeno fino al 1935 una delle migliori del mondo, all'inizio della seconda guerra mondiale aveva ormai perso le sue caratteristiche d'avanguardia. A livello teorico, in Italia erano forti le divergenze tra "douhettiani" (sostenitori, come Giulio Douhet, della dottrina del bombardamento strategico) e "mecozziani" (fautori, come Amedeo Mecozzi, dell'aviazione da assalto); la polemica tra queste due posizioni consumò parecchio tempo e considerevoli energie.
Dopo la fine della guerra in Etiopia era stato varato un piano finalizzato a portare a 3 000 velivoli gli effettivi della Regia Aeronautica, con la costituzione di trenta stormi da bombardamento, dieci da caccia, due da assalto e altri per la ricognizione, il trasporto e l'addestramento. Tuttavia lo sviluppo dei nuovi aeroplani andò spesso incontro a gravi difficoltà e ritardi, che impedirono sia di ottenere macchine particolarmente buone, sia di ottenerne in grandi quantità. Un altro problema riguardò lo sviluppo di nuovi motori, praticamente interrotto a metà degli anni trenta e proseguito, da allora, solo con la modifica e l'adattamento di motori stellari stranieri prodotti su licenza. Quando scoppiò la guerra, la Regia Aeronautica era la forza aerea più piccola tra quelle delle principali potenze dell'Asse. Contava 105 430 uomini, tra cui 6 340 piloti e 3 260 velivoli, di cui meno di 2 000 erano effettivamente in grado di combattere.

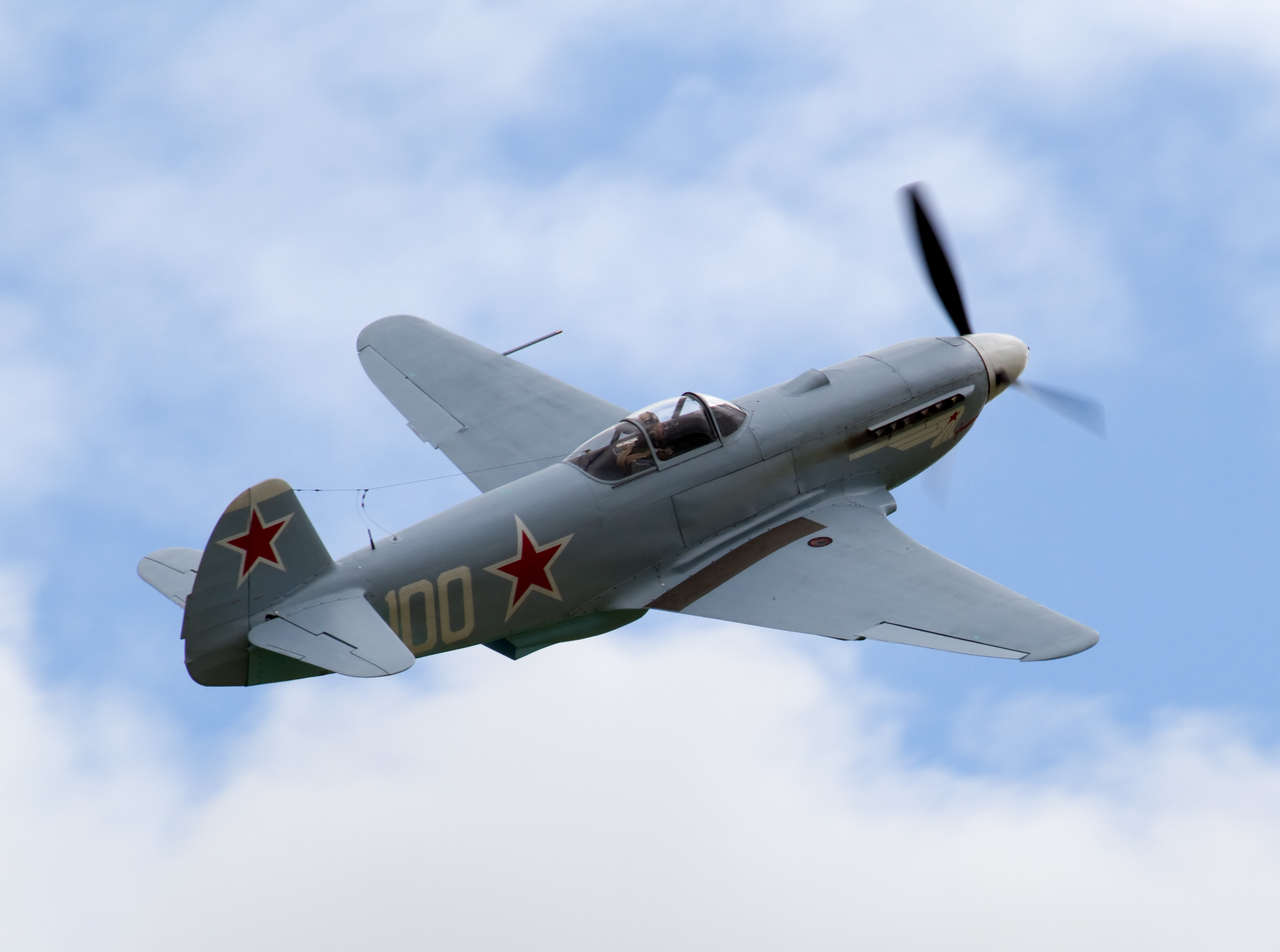
Un caccia sovietico Yakovlev Yak-3, sviluppo dello Yakovlev Yak-1; venne prodotto in più di 4 800 esemplari a partire dal 1943.

#### La Voenno-vozdušnye sily (Sovetskie)
L'aeronautica militare sovietica, nota come Voenno-vozdušnye sily o VVS, era alla fine degli anni trenta un'aviazione molto consistente sul piano quantitativo (si trattava della più numerosa aviazione del mondo), e in rapida evoluzione sul piano qualitativo. Alcuni dei suoi piloti avevano già una considerevole esperienza di combattimento, acquisita in Spagna o in Mongolia (dove i sovietici avevano affrontato le truppe giapponesi già padrone della Manciuria nei sanguinosi scontri che vanno sotto il nome di incidente di Nomonhan). Tuttavia, la VVS aveva perso molti dei suoi alti ufficiali nel corso della grande purga con cui Josip Stalin, tra il 1937 e il 1939, aveva punito un complotto ai suoi danni organizzato da Jan Gamarnik con la collaborazione dell'Armata Rossa e dell'aeronautica.
Nel periodo di relativa tranquillità che andò dalla fine del 1939 a tutto il 1940 (interrotto solo dalla breve guerra d'inverno contro la Finlandia) la VVS si riorganizzò ed emerse in Russia un nuovo gruppo di giovani progettisti: Ilyushin, Mikoyan e Gurevich, Yakovlev, Lavochkin, Sukhoi, Petljakov e altri. Essi avrebbero dato origine ad aeroplani da attacco al suolo come gli Il-2 e i Pe-2 e a caccia come i MiG-1, i LaGG-1 e gli Yak-1 (che avrebbero presto soppiantato gli I-16).
Tra il 1939 e il 1940 l'industria aeronautica sovietica produsse in media 400 caccia al mese, e le sue numerose scuole di volo del territorio russo formarono piloti a un ritmo paragonabile. Quando, il 22 giugno 1941, la Germania avviò l'operazione Barbarossa, erano inquadrati nella VVS circa 15 000 aeroplani.

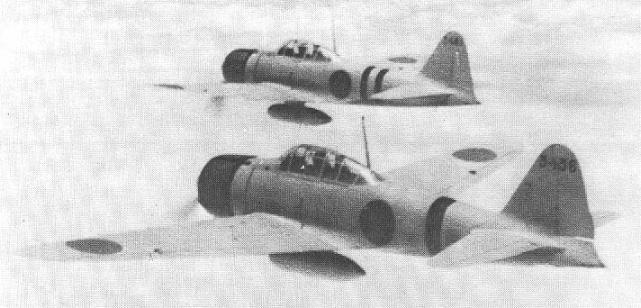
Due caccia Zero della marina imperiale giapponese fotografati nel maggio 1941, prima dell'inizio della guerra sul fronte del Pacifico.

#### La Dai-Nippon Teikoku Rikugun Kōkū Hombu e la Dai-Nippon Teikoku Kaigun Kōkū Hombu
Quando l'Impero giapponese entrò in guerra a fianco delle potenze dell'Asse, il 7 dicembre 1941, il conflitto sino-giapponese era in corso già da quasi 10 anni. La guerra contro la Cina favorì considerevolmente il potenziamento della componente aerea dell'esercito nipponico (Dai-Nippon Teikoku Kaigun Kōkū Hombu).

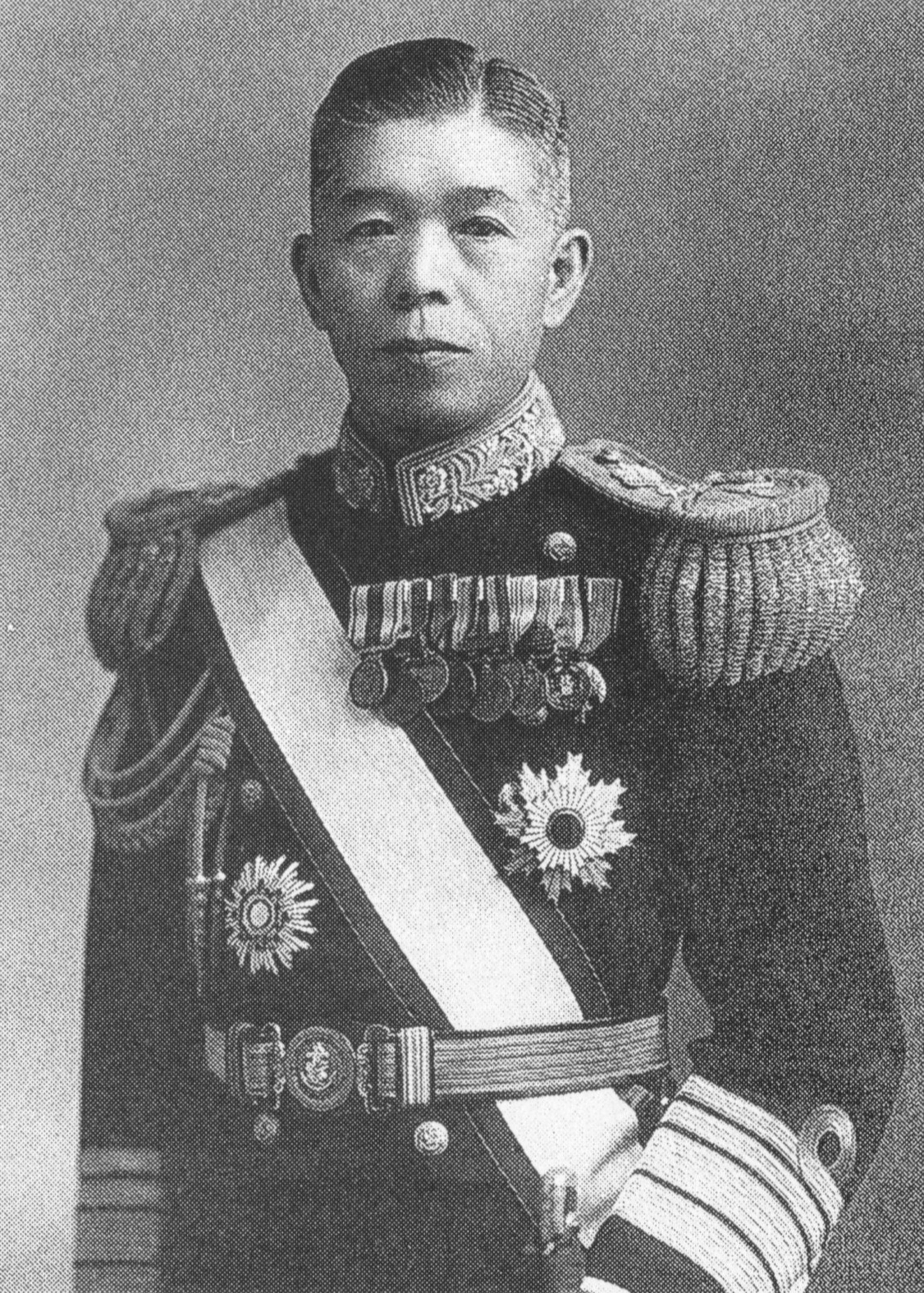
L'ammiraglio Eikichi Katagiri, comandante delle forze aeronavali della marina imperiale giapponese all'inizio della guerra del Pacifico.

L'aviazione dell'esercito identificava il suo nemico principale con l'Unione sovietica, e per questo orientò la sua evoluzione verso l'impiego di modelli da combattimento e da appoggio tattico dotati di autonomia limitata e adatti a operare in climi freddi. Queste scelte, però, avrebbero penalizzato l'efficienza della Dai-Nippon Teikoku Kaigun Kōkū Hombu durante il conflitto mondiale: in effetti il fronte della Manciuria e della Siberia non fu mai teatro di guerra, se non per pochi giorni nell'agosto 1945; i combattimenti contro gli statunitensi si svolsero prevalentemente nel Sud-est asiatico, un teatro caratterizzato da spazi molto ampi e climi caldi. Alla fine del 1941 l'esercito disponeva, complessivamente, di circa 1 500 velivoli, dislocati tra Cina, Manciuria, Siberia, e Filippine.
La riorganizzazione della componente aeronautica della marina imperiale giapponese (Dai-Nippon Teikoku Kaigun Kōkū Hombu) nel corso degli anni trenta ebbe risultati migliori. Grazie all'esperienza maturata all'estero da molti ufficiali giapponesi, e soprattutto grazie alla lungimiranza dell'ammiraglio Yamamoto (convinto sostenitore dell'importanza delle portaerei rispetto alle corazzate) il Giappone riuscì a dotarsi di un'importante forza aeronavale: nel 1941 la marina disponeva di 9 portaerei, equipaggiate con un totale di 430 aeroplani imbarcati, organizzate in 5 squadre d'attacco; in totale 3 000 velivoli facevano capo alla marina; di essi 1 400 erano schierati in prima linea, e ai 430 velivoli imbarcati sulle portaerei si aggiungevano 250 idrovolanti in grado di essere lanciati e recuperati (per mezzo di catapulte e gru) da normali navi da battaglia senza un ponte di volo.
I principali velivoli dell'esercito erano i caccia Nakajima Ki-43 e Mitsubishi A6M (i famosi, ottimi Zero), i bombardieri medi Mitsubishi G4M e Ki-21, i bombardieri leggeri Kawasaki Ki-48. I principali velivoli della marina erano, oltre ai caccia Zero, gli aerosiluranti Nakajima B5N e i bombardieri in picchiata Aichi D3A.

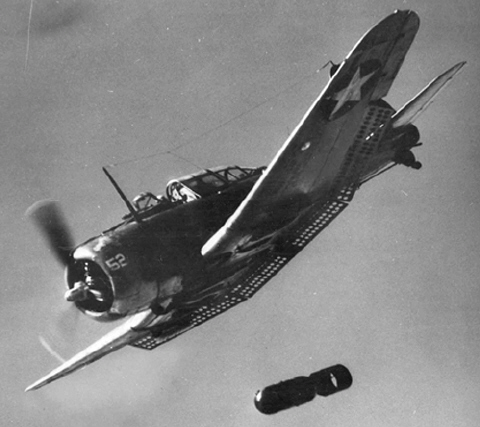
Un Douglas SBD Dauntless, bombardiere in picchiata della United States Navy.

#### La United States Army Air Forces e le forze aeree dell'US Navy

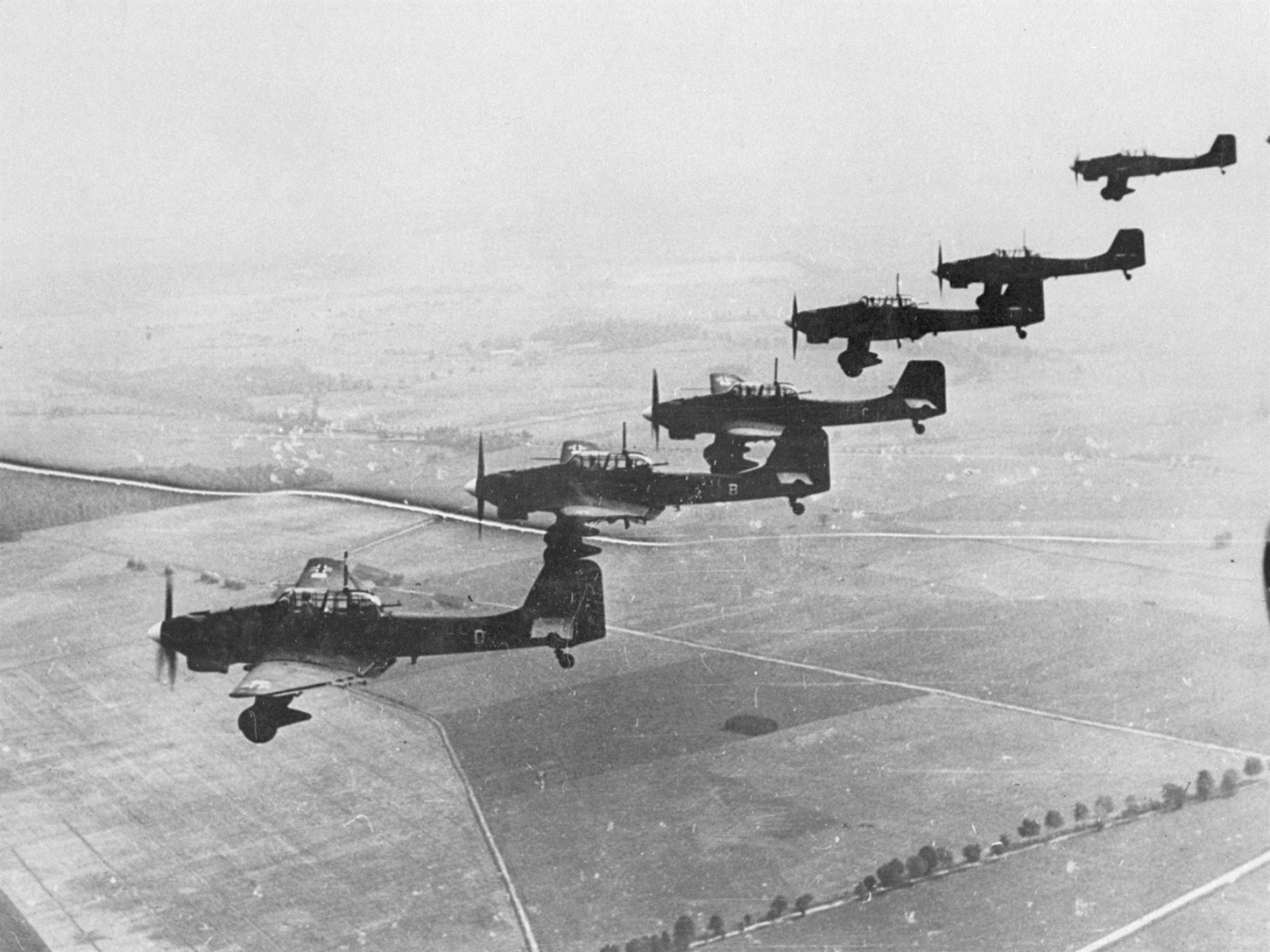
Bombardieri in picchiata Junkers Ju 87 Stuka in volo sopra la Polonia nel 1939.

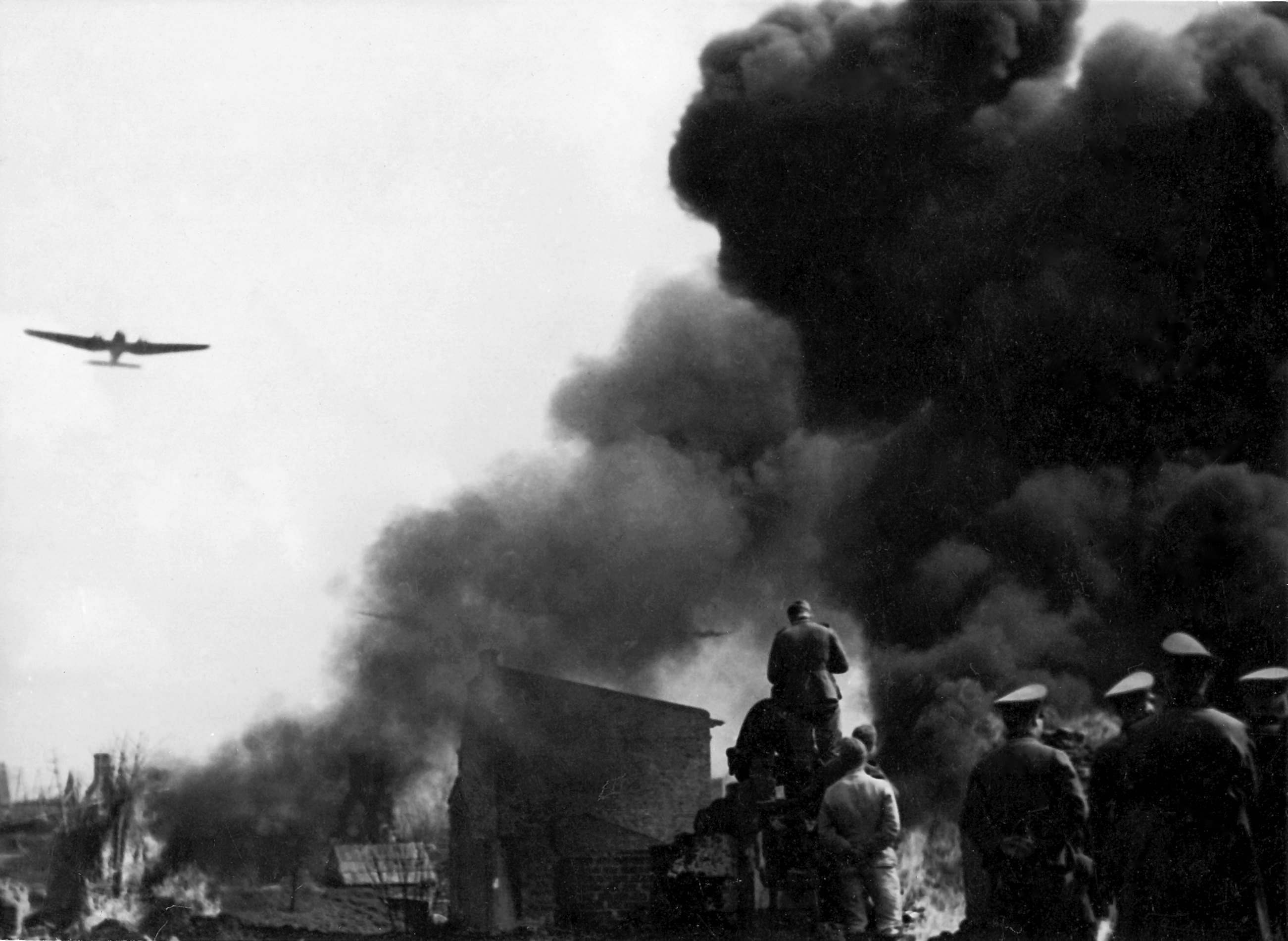
Un Heinkel He 111 tedesco sorvola le rovine di Varsavia caduta, alla fine del settembre 1939.

Gli Stati Uniti d'America (che nonostante l'operato dei fratelli Wright erano stati molto lenti a sviluppare una valida aeronautica militare) per tutto il corso della seconda guerra mondiale non ebbero a disposizione un'aviazione indipendente: l'United States Army Air Forces faceva capo all'esercito, e l'aviazione di marina alla United States Navy.

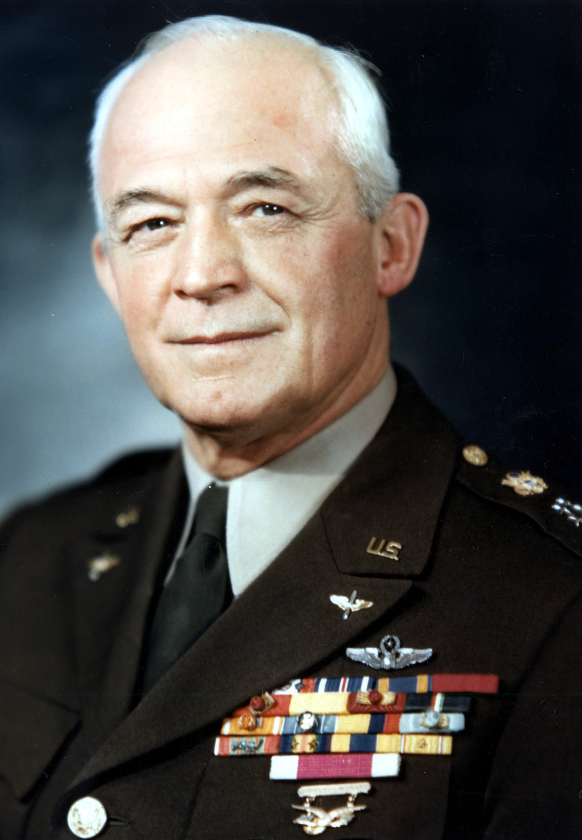
Il generale Henry Arnold fu il capo di stato maggiore dell'USAAF per tutta la seconda guerra mondiale.

Nel corso degli anni trenta, comunque, gli statunitensi avevano sviluppato diversi caccia paragonabili per caratteristiche ai loro omologhi europei, e inoltre si erano portati all'avanguardia nel campo della costruzione di bombardieri strategici (nei quali, come i britannici, nutrivano una fiducia incondizionata).
La forza aerea dell'esercito, la United States Army Air Forces (United States Army Air Corps fino al 20 giugno 1941), crebbe moltissimo nel corso del periodo tra il 1939 e l'entrata in guerra degli USA, e ben presto divenne un'aviazione di primo piano. Dai 20 000 uomini e 2 400 aerei del 1939, già a metà del 1941 gli effettivi erano passati a 152 000, con un considerevole incremento anche nel numero di velivoli. Oltre al bombardiere pesante a lungo raggio Boeing B-17 Flying Fortress, i principali velivoli terrestri in servizio nel 1941 erano il North American P-51 Mustang, il Curtiss P-40 e il Bell P-39 Airacobra.
Per quanto riguardava l'aviazione navale, gli Stati Uniti si erano dotati di una flotta di tutto rispetto con la costruzione, alla fine degli anni trenta, delle portaerei USS Yorktown e USS Enterprise. Alcuni esperimenti con dirigibili portaerei (USS Macon e USS Akron) non avevano avuto seguito. I principali aerei imbarcati della US Navy all'epoca di Pearl Harbor erano il Douglas SBD Dauntless, il Brewster F2A Buffalo e il Grumman F4F Wildcat; nel 1940 la US Navy disponeva di 7 portaerei (più una portaerei leggera), di 21 600 uomini (di cui 5 900 piloti) e di 5 233 aeroplani, inclusi i velivoli da addestramento e di seconda linea.

## Dalla "guerra lampo" alla battaglia d'Inghilterra

### L'invasione della Polonia
La seconda guerra mondiale cominciò quando, il 1º settembre 1939, le forze aeree e terrestri della Wehrmacht tedesca avviarono l'invasione del territorio della Polonia. Fin dall'inizio delle ostilità la Germania impiegò una tattica molto efficace e innovativa, nota con il termine tedesco di Blitzkrieg, "guerra lampo": essa si caratterizzava, oltre che per la rapidità d'azione da cui trae il nome, per la stretta collaborazione di unità corazzate terrestri e reparti aeronautici d'assalto. Sotto la protezione degli aeroplani da caccia, i quali garantivano l'assoluta supremazia aerea, i bombardieri tedeschi (specialmente i goffi ma precisi Ju 87 Stuka) distrussero la gran parte delle infrastrutture militari polacche e colpirono violentemente anche le città; nel frattempo le colonne di mezzi corazzati annientavano le forze terrestri, anche qui con la collaborazione e l'appoggio dei bombardieri in picchiata.
I tedeschi inviarono in Polonia circa 2 000 aeroplani moderni e altrettanti equipaggi ben addestrati; essi ebbero facilmente ragione dei circa 600 velivoli della Polskie Lotnictwo Wojskowe, prevalentemente caccia PZL P.11 e PZL P.7 e bombardieri PZL.23 Karaś e PZL.37 Łoś. Nonostante il coraggio e l'abilità dei piloti polacchi, l'inferiorità numerica e tecnica dei loro mezzi rese impossibile un'opposizione efficace alla Luftwaffe. Entrata in azione per la prima volta contro i tedeschi il 3 settembre, la Polskie Lotnictwo Wojskowe praticamente scomparve dai cieli il 17; Varsavia cadde il 28, e la campagna di Polonia si concluse il 6 ottobre. La maggior parte dei piloti vennero fatti prigionieri, ma molti riuscirono a fuggire in Francia e di qui, poi, in Inghilterra, dove continuarono a combattere nelle file della RAF fino alla fine della guerra.

### "Strana guerra" ed espansione tedesca in Danimarca e Norvegia
Il periodo tra l'inizio dell'ottobre 1939 e l'inizio dell'aprile 1940, durante il quale Adolf Hitler decise di sospendere le operazioni in attesa della fine dell'inverno, fu caratterizzato dall'assoluta stasi del fronte occidentale; per tale motivo questa fase è spesso ricordata con l'espressione francese drôle de guerre, "strana guerra".
L'Unione sovietica però, che non sarebbe entrata formalmente in guerra (alla rottura del patto Molotov-Ribbentrop) fino al 22 giugno 1941, attaccò la Finlandia il 30 novembre 1939; iniziò così quella che è ricordata come guerra d'inverno. La Finlandia disponeva di forze molto inferiori a quelle dell'URSS: 9 divisioni di fanteria (contro le 180 dell'Armata Rossa), una marina militare molto piccola e un'aviazione militare di soli 150 aerei (a cui si aggiunsero solo in un secondo tempo alcuni caccia inviati da Francia, Italia, Regno Unito e Svezia). I sovietici misero in campo 3 000 aeroplani, ma ebbero gravi difficoltà a sconfiggere le forze finlandesi e subirono pesanti perdite (persero 580 velivoli, di cui 280 abbattuti nel corso di combattimenti aerei); questo fu dovuto in parte alla dispersione sul territorio delle forze finniche e alla loro notevole capacità di nascondersi e di sottrarsi ad attacchi massicci, in parte all'inesperienza dei quadri di comando sovietici (la quale a sua volta era dovuta alle già citate purghe degli anni trenta) e in parte all'intrinseco valore dei piloti finlandesi. Tuttavia, verso l'inizio del 1940, l'URSS riuscì ad acquisire il dominio dell'aria e, grazie a pesanti bombardamenti (anche sulle città) e grazie alla cooperazione di forze aeree e terrestri coordinata dal generale Timošenko, ottenne la resa della Finlandia il 13 marzo 1940.

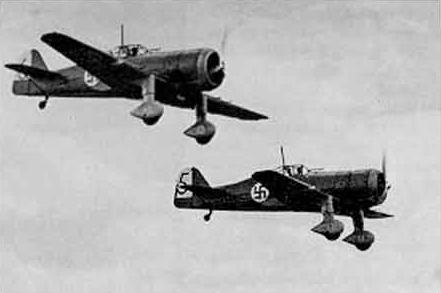
Caccia Fokker D.XXI in forza all'aeronautica militare finlandese (Suomen ilmavoimat) al tempo della guerra d'inverno.

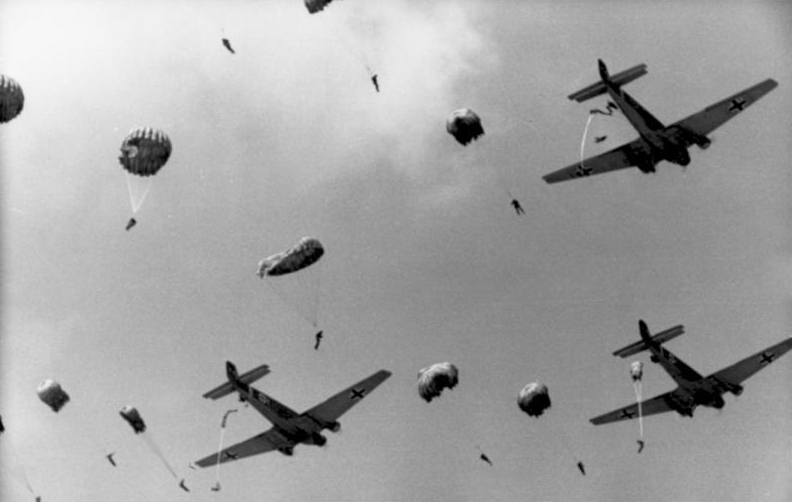
Lancio di paracadutisti da Junkers Ju 52/3m della Luftwaffe.

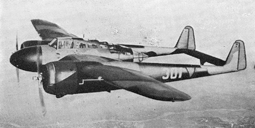
Un caccia bimotore Fokker G.I olandese.

L'interruzione invernale voluta da Hitler si concluse il 9 aprile 1940; in questa data ebbe inizio l'operazione Weserübung, finalizzata a conquistare la Danimarca e, soprattutto, la Norvegia, i cui porti sul Mare del Nord erano di grande importanza strategica per garantire la continuità dei rifornimenti di materie prime all'industria tedesca. L'operazione si basò in gran parte sull'impiego delle truppe aviotrasportate della 7. Flieger-Division del generale Kurt Student: essa era composta sia di paracadutisti da lanciare sulle posizioni nemiche con aerei da trasporto (tipicamente Ju 52) sia di fanti da sbarcare direttamente nel luogo dell'attacco per mezzo di alianti (come i DFS 230). La conquista della Danimarca si concluse la sera del 9 aprile, dopo meno di 24 ore di combattimenti, in seguito alla presa da parte dei commando tedeschi dell'aeroporto di Aalborg e del ponte di Storstrøm. La maggior parte della piccola aviazione dell'esercito danese venne distrutta a terra dagli attacchi dei Bf 110 della Luftwaffe.
L'occupazione della Norvegia fu più difficoltosa, a causa della resistenza norvegese e del maltempo che complicò le operazioni aeree. Tuttavia, sempre facendo affidamento sulle truppe aviotrasportate supportate dai cacciabombardieri Bf 110, i tedeschi riuscirono ben presto a occupare l'aeroporto di Sola-Stavanger e quello di Fornebu, presso Oslo. Gli Alleati (che pianificavano di trasferire in Norvegia delle truppe già prima dell'inizio delle operazioni tedesche) reagirono eseguendo uno sbarco presso Trondheim il 14 aprile; reparti di caccia Hawker Hurricane e Gloster Gladiator vennero inviati in supporto dell'aviazione norvegese, e anche gli aerei imbarcati sulle portaerei britanniche HMS Ark Royal, Furious e Glorious furono messi in campo contro le forze tedesche. Tuttavia, non riuscendo a tener testa ai tedeschi così lontano dalle loro basi, intorno alla fine di aprile gli Alleati dovettero iniziare la ritirata dal territorio norvegese.

### Invasione del Belgio, dei Paesi Bassi e della Francia
Il 10 maggio prese avvio l'operazione (Fall Gelb) che avrebbe portato alla conquista tedesca dei Paesi Bassi, del Belgio e della Francia. Sul fronte occidentale gli Alleati disponevano di una sostanziale superiorità in termini di marina e di eserciti terrestri, mentre le aviazioni francese, belga e olandese erano nettamente inferiori alla Luftwaffe, per il numero di aeroplani e soprattutto per la loro qualità; l'aviazione britannica poté intervenire solo in misura limitata a causa della distanza tra il fronte e le basi dell'Inghilterra meridionale. I tedeschi prevedevano di invadere (sempre sfruttando truppe aviotrasportate) dapprima Paesi Bassi e Belgio, per poi prendere alle spalle la linea difensiva francese.

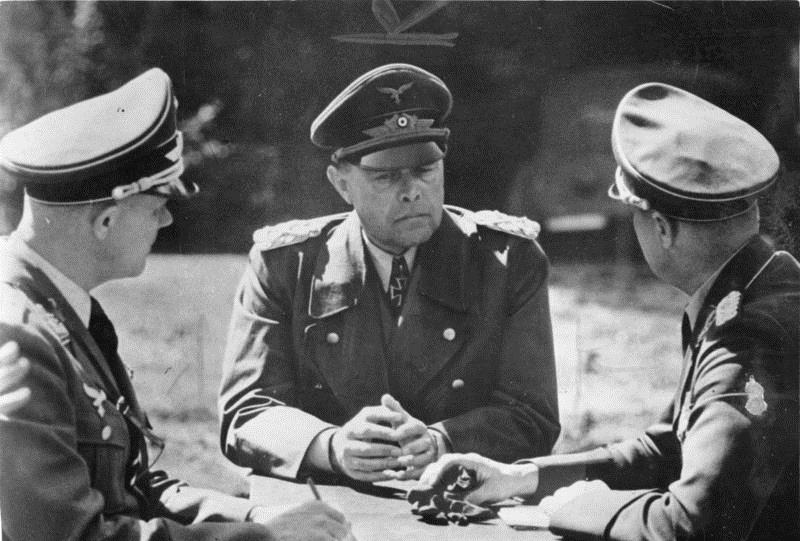
Al centro il feldmaresciallo Albert Kesselring, comandante in capo della Luftflotte 2 durante la campagna di Francia e la battaglia d'Inghilterra.

La mattina del 10 maggio, alle 4.30, 120 Ju 52 con altrettanti alianti DFS 230 al traino (per un totale di 1 200 soldati) vennero lanciati contro il forte di Eben-Emael, cardine della linea di difesa belga e considerata praticamente inespugnabile. I reparti aviotrasportati della Wehrmacht atterrarono direttamente all'interno delle mura del forte e ne ottennero la resa alle 13.30, con la perdita di soli 6 uomini da parte tedesca. Nel frattempo altre unità, sempre trasportate da alianti, compirono sbarchi in corrispondenza di diversi ponti sul canale Alberto e riuscirono a stabilire solide teste di ponte. Il Belgio si arrese definitivamente il 28 maggio. La conquista dei Paesi Bassi fu più difficoltosa. Gli olandesi erano sostanzialmente pronti per ricevere le truppe naziste, e avevano schierato uomini, contraerea e aeroplani (prevalentemente caccia Fokker D.XXI) a difesa degli aeroporti. La resistenza fu accanita e i tedeschi ebbero difficoltà a conquistare i ponti e gli aeroporti che costituivano i loro obiettivi strategici. Al 14 maggio, dal momento che gli olandesi potevano sperare di resistere ancora agli invasori tedeschi ed erano quindi nella posizione di negoziare, il generale Scharroo stava portando avanti delle trattative con i comandanti nazisti; tuttavia, per un contrattempo nelle comunicazioni tra i tedeschi, quello stesso giorno una formazione di 50 He 111 bombardò pesantemente la città di Rotterdam costringendo i difensori alla resa immediata.

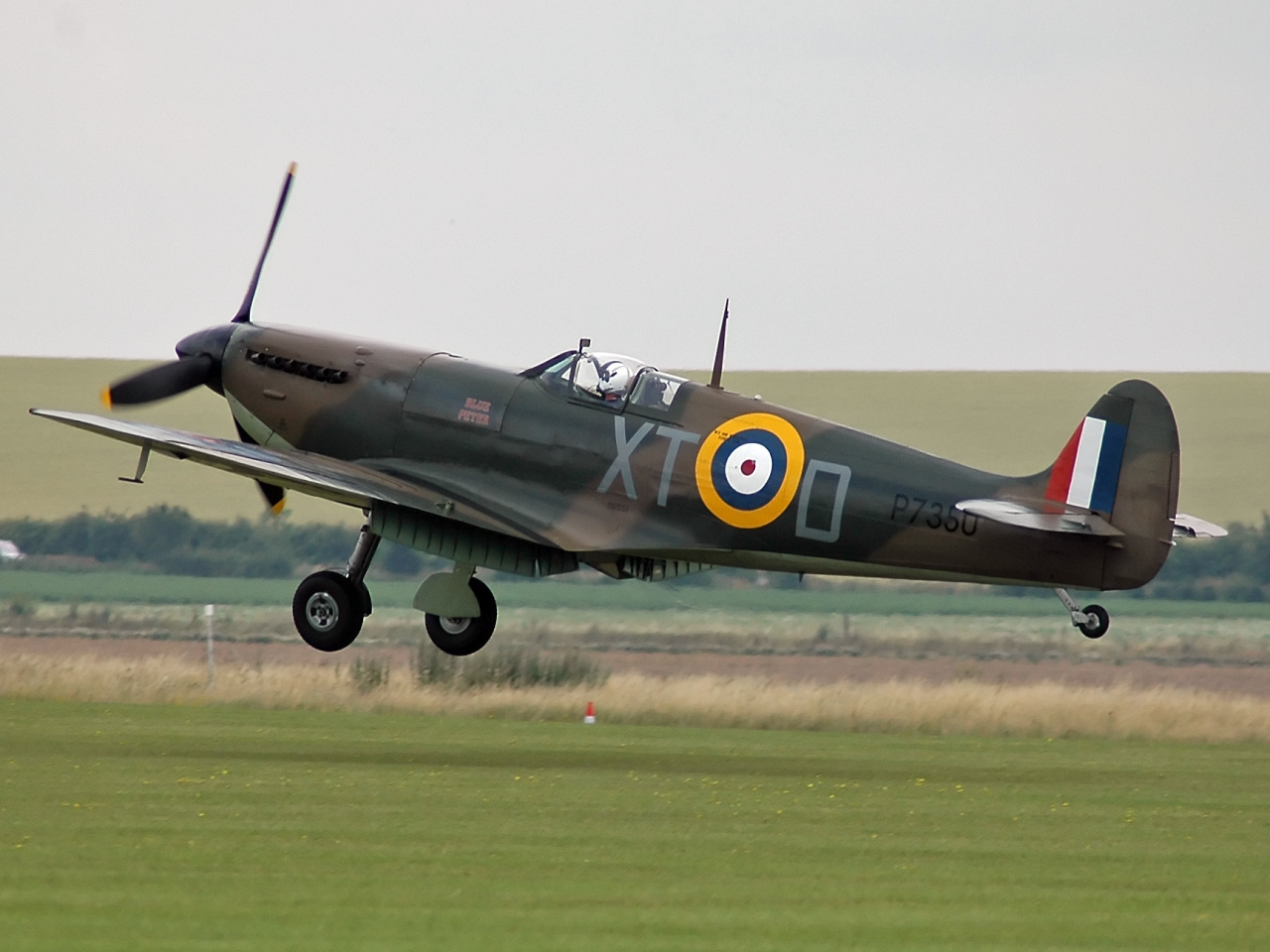
Il Supermarine Spitfire era probabilmente il miglior caccia a disposizione della RAF all'epoca della battaglia d'Inghilterra.

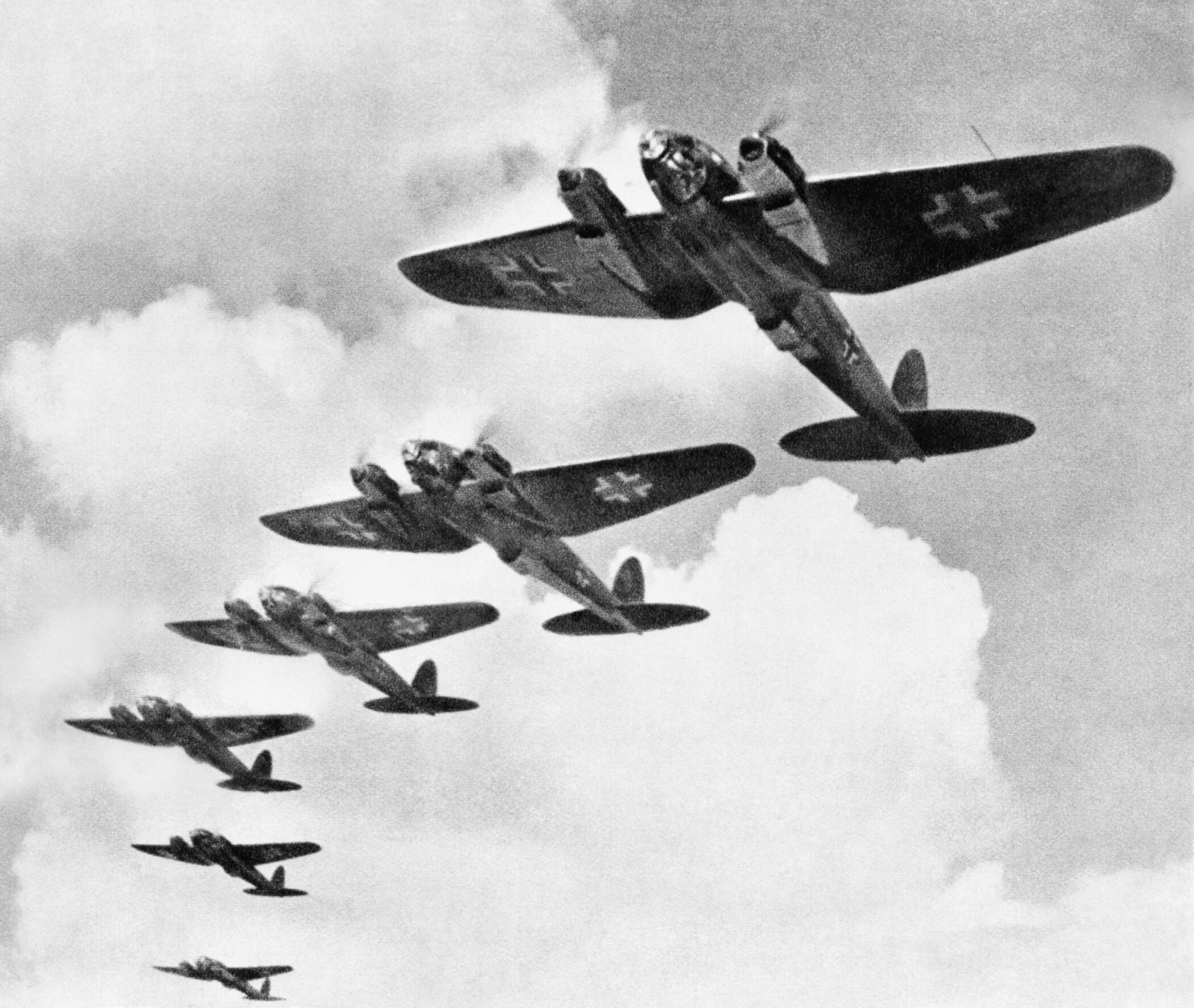
Una formazione di Heinkel He 111 della Lufwaffe durante la battaglia d'Inghilterra.

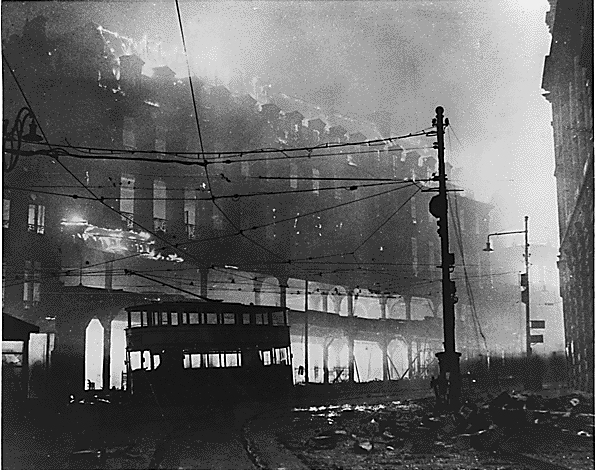
Edifici in fiamme a Sheffield in seguito ai bombardamenti della Luftwaffe nel corso del Blitz.

Lo stesso 10 maggio gli aerei della Luftwaffe cominciarono ad attaccare gli aeroporti francesi, avviando la campagna di Francia. A quella data in Francia gli Alleati disponevano di circa 1 000 velivoli, organizzati in 24 gruppi dell'Armée de l'air (con Morane-Saulnier MS.406, Bloch MB 151 e 152, Curtiss P-36 Hawk, Breguet Bre 693 e pochi Dewoitine D.520) e 13 squadriglie della Royal Air Force (con Hawker Hurricane, Gloster Gladiator, Fairey Battle e Bristol Blenheim). Il numero di velivoli a disposizione della Lufwaffe sul fronte francese era all'incirca equivalente; si trattava per lo più di Do 17, He 111 e Ju 87. I bombardieri tedeschi decimarono l'aviazione alleata attaccando le sue basi, favoriti dalla loro superiorità tecnica rispetto ai velivoli francesi e dalla disorganizzazione della difesa. Le colonne di mezzi corazzati tedeschi avanzavano protette dalla contraerea leggera, contrastate inefficacemente dai cacciabombardieri alleati; nel frattempo i mezzi terrestri francesi venivano duramente colpiti dagli attacchi di precisione degli Stuka.
Gli inglesi cercarono di rallentare l'avanzata tedesca con alcune incursioni diurne dei bombardieri bimotori che all'epoca erano considerati pesanti (i Vickers Wellington, gli Armstrong Whitworth AW.38 Whitley e gli Handley Page Hampden), mentre i francesi compirono alcune notevoli azioni notturne con gli obsoleti Amiot 143. Il 14 maggio, mentre a terra infuriava la battaglia di Sedan, ebbe luogo la prima grande battaglia aerea della guerra, con i caccia anglo-francesi che impegnarono i bombardieri tedeschi e le loro scorte in una lotta sostanzialmente impari.
Nonostante l'ingegnoso piano difensivo approntato dal generale Weygand e alcuni efficaci contrattacchi terrestri, nella seconda metà di maggio la situazione degli Alleati continuò a peggiorare; ben presto mezzo milione di soldati si trovano accerchiati presso Dunkerque e costretti ad attendere di essere evacuati in Inghilterra sotto la copertura dei caccia britannici basati oltre la Manica. Il 4 giugno, completata l'operazione Dynamo, ebbe quindi termine la partecipazione della RAF alla guerra nei cieli francesi; lasciata a sé stessa l'Armée de l'Air non poté resistere a lungo, ma nella notte tra il 7 e l'8 giugno un singolo velivolo francese portò a termine il primo bombardamento di Berlino, in una risposta simbolica ai bombardamenti di Parigi del 3 giugno. La Francia capitolò il 22.

### La battaglia d'Inghilterra
All'inizio dell'estate del 1940, la Germania nazista aveva praticamente completato la conquista dell'Europa continentale; i piani di Hitler prevedevano di avviare l'operazione Leone marino (l'invasione delle isole britanniche) prima dell'inizio dell'inverno, oppure di costringere al più presto il Regno Unito alla resa; in entrambi i casi per i tedeschi era necessario distruggere la RAF entro l'estate.

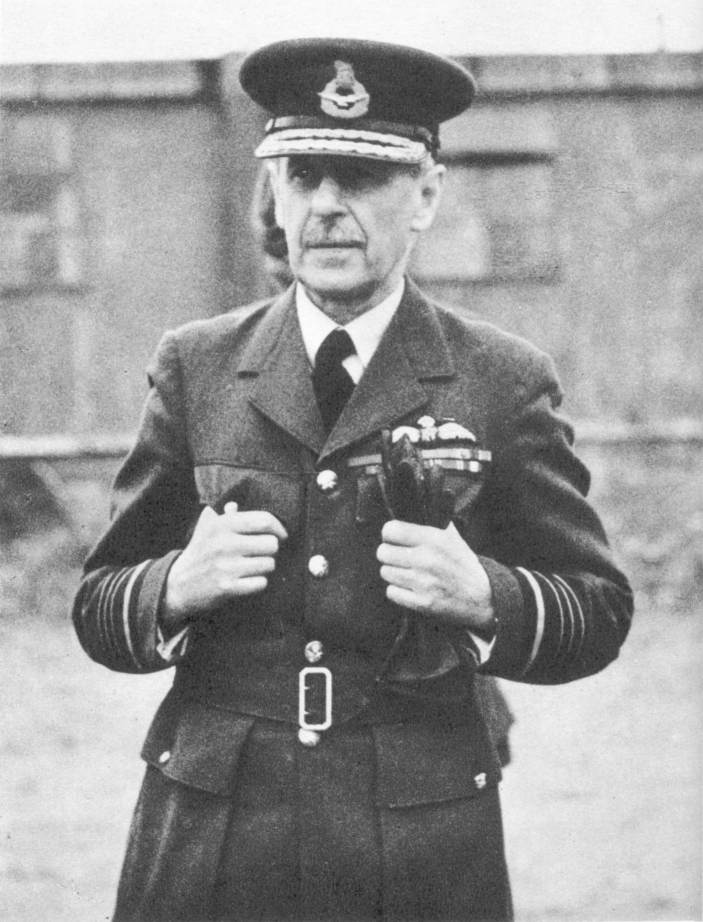
Il comandante del Fighter Command, maresciallo dell'aria Hugh Dowding.

I velivoli della Royal Air Force e quelli della Luftwaffe iniziarono a scontrarsi sopra la Manica a partire dai primi di luglio, mentre il 13 agosto (il cosiddetto Adlertag, il "giorno dell'aquila") cominciò l'attacco più massiccio sul suolo inglese. Dapprima le formazioni di bombardieri tedeschi si concentrarono sugli attacchi agli aeroporti, alle fabbriche aeronautiche e alle installazioni radar dell'Inghilterra meridionale (le quali costituivano il cardine della difesa britannica); i bombardieri tedeschi procedevano scortati da caccia monomotori monoposto Bf 109 e da bimotori biposto Bf 110; gli inglesi contrastavano i caccia per mezzo degli agili Supermarine Spitfire, mentre l'intercettazione dei bombardieri era in genere affidata ai meno manovrieri Hawker Hurricane. Con l'intenzione di logorare il Fighter Command ("comando caccia"), che rappresentava l'ostacolo principale all'ottenimento della superiorità aerea necessaria per l'invasione, i tedeschi si concentrarono sulla distruzione dei caccia inglesi e delle loro basi. Tuttavia, in modo piuttosto inatteso, il 7 settembre l'offensiva cambiò obiettivo e cominciò a concentrarsi sull'attacco alle città (iniziò così il cosiddetto Blitz). Incapaci di avere ragione del Fighter Command di sir Hugh Dowding, la cui capacità di resistenza era stata sottovalutata, i comandanti della Luftwaffe videro gradualmente sfumare la possibilità di ottenere la superiorità aerea sopra il Regno Unito; il 17 settembre Hitler rimandò a tempo indefinito l'invasione, decretando sostanzialmente la sconfitta della Luftwaffe nella battaglia d'Inghilterra. Comunque, la pesante campagna strategica di bombardamenti su Londra, su Coventry, su Liverpool, su Birmingham e su altre città inglesi continuò fino al maggio 1941.

## Africa, Mediterraneo e Balcani

### La RAF contro la Regia Aeronautica
Il 23 settembre 1940 un contingente anglo-francese eseguì un tentativo di sbarco presso Dakar, nel Senegal, avviando così la prima operazione offensiva alleata di tutto il conflitto. L'obiettivo dell'azione, la riconquista di un'importante base navale francese (fortemente voluta dal generale Charles de Gaulle per riunificare le forze francesi rimaste fuori dal territorio metropolitano) fallì, a causa principalmente dell'inadeguato supporto aereo garantito all'operazione dai pochi e antiquati biplani da siluramento Fairey Swordfish della portaerei inglese HMS Hermes. Tuttavia, più tardi, de Gaulle ottenne il suo scopo con mezzi esclusivamente politici.
Nel frattempo, al confine tra la Libia e l'Egitto, avvennero i primi scontri tra inglesi e italiani (i quali, entrati in guerra il 10 giugno 1940, erano convinti che la vittoria tedesca avrebbe concluso il conflitto in pochi mesi). Nonostante le carenze delle infrastrutture e delle comunicazioni italiane, le prime operazioni della Regia Aeronautica confermarono la sostanziale superiorità dei bombardieri S.79 e dei caccia C.R.42 rispetto ai Gloster Gladiator che la RAF schierava in Nordafrica; in questa fase, tuttavia, l'eccessivo impiego di aeroplani per svolgere compiti che avrebbero dovuto essere delle forze terrestri logorò in breve tempo l'aviazione italiana.
Per strappare alle forze dell'Asse il controllo del mar Mediterraneo, gli inglesi rinforzarono il loro presidio sull'isola di Malta e contrattaccarono in Egitto, recuperando le posizioni inizialmente cedute agli italiani. Sostituiti la maggior parte dei Gladiator con moderni Hurricane, la RAF sopraffece in breve la Regia Aeronautica e tra il 9 settembre e i primi di dicembre si spinse a ovest fino a conquistare tutta la Cirenaica.
Il 28 ottobre l'Italia dichiarò guerra alla Grecia, iniziando subito operazioni aeree di bombardamento di porti e centri logistici, le quali però furono contrastate piuttosto efficacemente dai pochi caccia PZL P.24 dell'aviazione greca. L'apertura di questo nuovo fronte mise in difficoltà le forze armate italiane, che si trovarono a dover operare su terreni impervi e sconosciuti in una stagione di cattivo tempo; inoltre, parecchie unità aeree precedentemente dislocate in Nordafrica dovettero essere spostate in Grecia, aggravando la già critica posizione italiana in Libia.
Tra l'11 e il 12 novembre poi, nel corso della "notte di Taranto", gli Swordfish inglesi decollati dalla HMS Illustrious danneggiarono gravemente tre delle cinque corazzate della Regia Marina, al prezzo della perdita di soli due velivoli; questa vittoria inglese fu un colpo molto grave per la superiorità italiana sul Mediterraneo. Gli italiani risposero mettendo sotto pressione Malta e il porto di Alessandria d'Egitto, ma le loro azioni (condotte con bombardieri S.79, S.81 e S.82) non ebbero importanti ripercussioni.
Nel dicembre 1940 il X. Fliegerkorps, un corpo aereo tedesco equipaggiato con caccia e bombardieri (He 111, Ju 87, Ju 88, Bf 109 e Bf 110), venne inviato in Sicilia per assistere gli italiani a contrastare la flotta inglese tra Malta e la Libia. Gli italiani portarono avanti attacchi contro la rocca di Gibilterra, il canale di Suez, le raffinerie di Haifa; gli inglesi risposero con attacchi contro le dighe della Sardegna e con un'ingegnosa ma fallimentare azione di commando contro l'acquedotto pugliese (operazione Colossus). Nei primi mesi del 1941 i tedeschi si limitarono a qualche azione di bombardamento di limitato successo su Suez, ma in febbraio l'arrivo delle truppe di terra del generale Rommel (gli Afrikakorps) avviò un ribaltamento della situazione nordafricana.

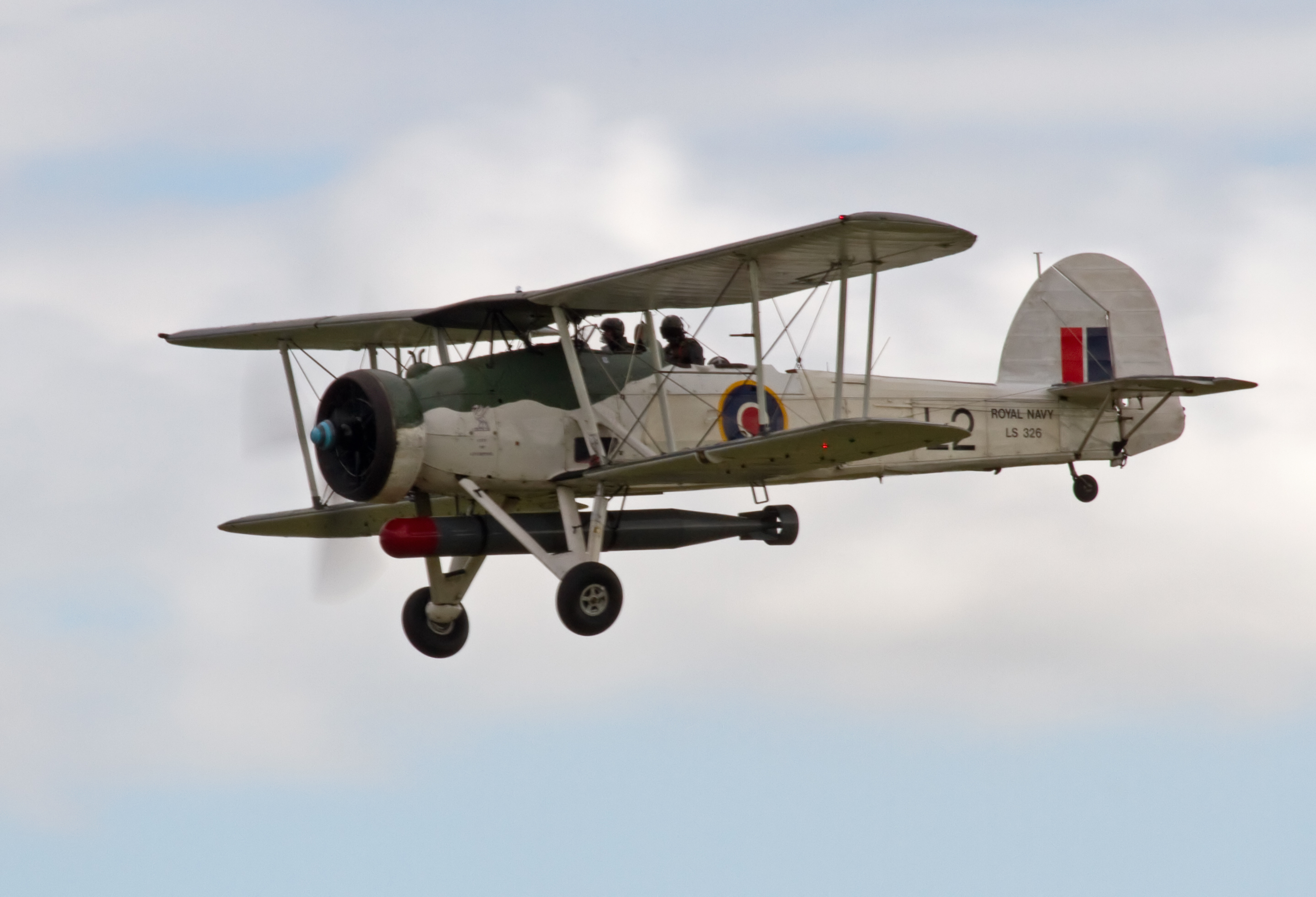
Un aerosilurante Fairey Swordfish.

Nonostante i brillanti risultati ottenuti subito da Rommel contro gli inglesi, l'attenzione dell'Asse si spostò verso i Balcani. Hitler (mentre sul piano politico convinceva Bulgaria, Romania e Ungheria ad allearsi con lui) invase militarmente la Jugoslavia (si ricorda il bombardamento di Belgrado del 6 aprile); dalla Jugoslavia le truppe tedesche passarono rapidamente in Grecia, dove si unirono a quelle italiane. Gli inglesi avevano inviato un contingente di rinforzi in Grecia all'inizio del 1941, e in marzo la Royal Navy aveva ottenuto un'importante vittoria aeronavale a Capo Matapan; tuttavia, quando con la primavera l'aviazione italiana riprese gli attacchi contro le retrovie dell'esercito greco, gli inglesi si trovarono costretti alla ritirata, che avvenne di notte, da porti minori, per evitare gli attacchi della Luftwaffe. Il 24 aprile la Grecia firmò la resa, e il giorno successivo Hitler autorizzò l'operazione Merkur per l'invasione di Creta.

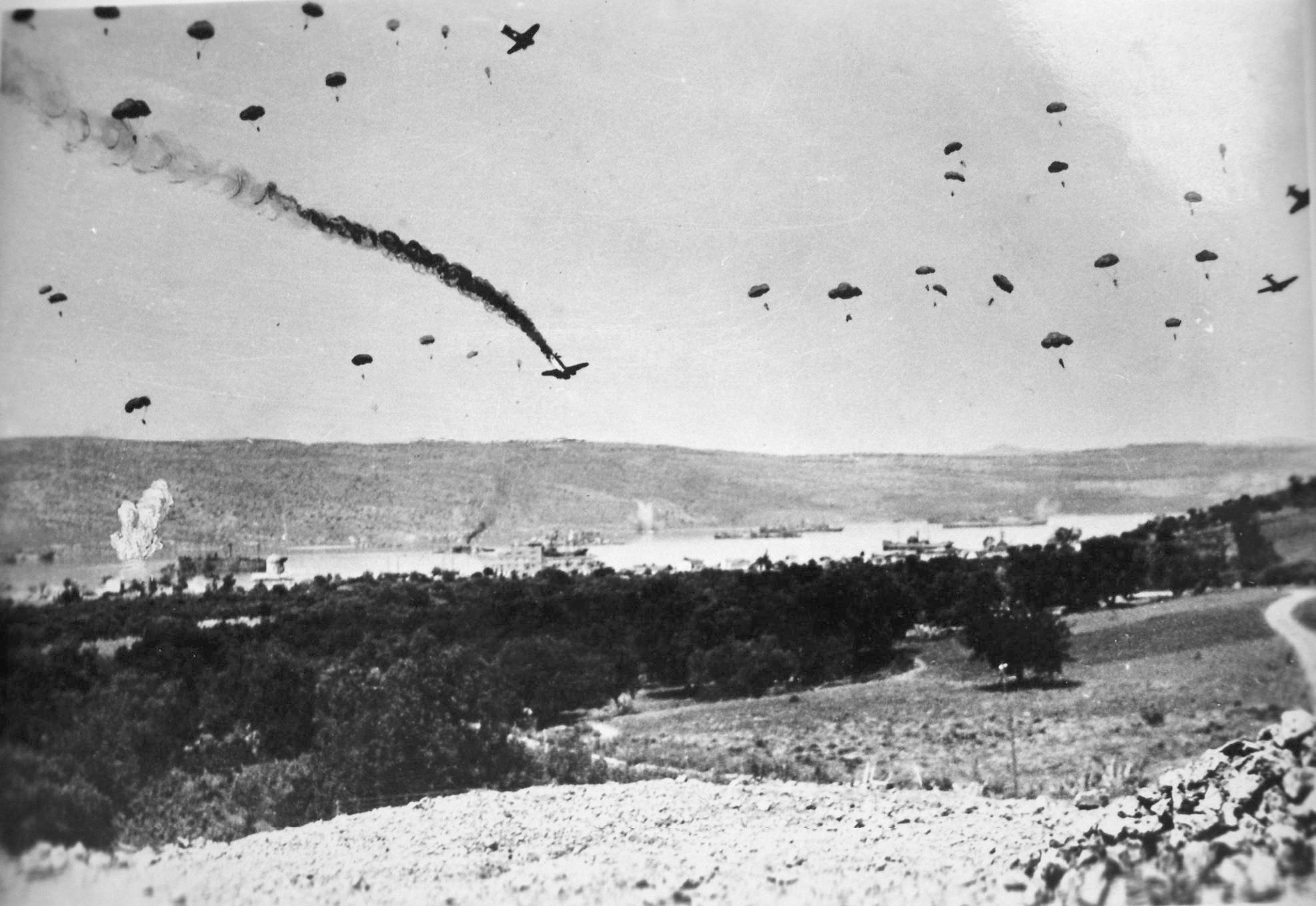
Paracadutisti tedeschi lanciati sopra Creta nel 1941.

### Operazione Merkur
I preparativi per l'invasione di Creta cominciarono il 1º maggio 1941, con la messa a punto di 500 Ju 52 e la costituzione dell'imponente impianto logistico necessario per rifornirli e renderli operativi. La notizia dell'imminente aviosbarco, destinato a essere la più grande operazione di fanteria aviotrasportata intrapresa fino ad allora (oltre che la prima azione strategica di questo tipo) trapelò presso gli inglesi; i tedeschi furono svantaggiati anche dall'indisponibilità della Flieger-Division, sostituita da un reparto di truppe alpine meno adatto al compito, e da difficoltà tecniche e organizzative dovute alla dimensione dell'operazione.
Preceduti da ondate di Do 17 e Bf 110 per preparare il terreno, i primi alianti atterrarono presso l'aeroporto di Maléme la mattina del 20 maggio; la resistenza dei difensori fu agguerrita, e i lanci delle successive ondate di paracadutisti andarono piuttosto male. Entro il giorno successivo, tuttavia, l'aeroporto venne conquistato dai tedeschi; gli altri obiettivi della Wehrmacht (la capitale la Canea, gli aeroporti di Rethymno e Candia) fallirono, ma a Maléme l'arrivo delle truppe di montagna consentì ai tedeschi di stabilire un'importante testa di ponte. Nel frattempo sul mare intorno all'isola si combatté un'importante battaglia aeronavale, che vide i bombardieri della Luftwaffe (con qualche supporto da parte della Regia Aeronautica) contrapposti alla Mediterranean Fleet inglese, la quale cercava di impedire che truppe tedesche compissero uno sbarco anfibio su Creta. Tra il 22 e il 23 la flotta inglese subì una grave sconfitta; i pochi velivoli a disposizione della RAF in Egitto vennero quasi tutti distrutti, e i comandanti britannici presero la decisione di ritirarsi da Creta, ritirata che venne completata il 29 maggio.
Comunque, i tedeschi non poterono approfittare a fondo dell'importante base strategica che si erano assicurati conquistando Creta, perché gran parte delle forze della Luftwaffe dislocate in Grecia furono richiamate in Germania da Hitler per prepararsi alla già pianificata invasione dell'Unione sovietica: l'operazione Barbarossa.

## Il fronte orientale

### Preparazione delle operazioni
Hitler comunicò ai suoi comandanti l'intenzione di invadere l'unione sovietica con una direttiva del 18 dicembre 1940. Tra quella data e la metà del 1941, in accordo con un piano strategico poi molto discusso (che non sfruttava il vantaggio strategico derivante dalla faticosa conquista di Creta e che si fondava ancora una volta sull'impiego strettamente tattico della Luftwaffe) i reparti tedeschi vennero preparati per essere schierati su un fronte molto esteso, che andava dalla Norvegia alla Romania.
La Luftwaffe, schierata in appoggio diretto dell'esercito, era presente sul fronte orientale con tre Luftflotte (flotte aeree), ciascuna assegnata a un Heeresgruppe (gruppo d'armate), per un totale di 3 000 aerei. 1 000 di essi erano bimotori da bombardamento tattico (He 111, Ju 88, Do 17Z e qualche Do 217); 400-500 erano bombardieri in picchiata Ju 87; 500 erano caccia monomotori Bf 109 (la maggior parte della versione F, circa un terzo ancora della versione E); 700 erano ricognitori, 100 erano caccia bimotori e 300 trasporti.
Alle forze tedesche si aggiungevano quelle dei paesi dell'area di influenza dell'Asse (la Croazia, la Finlandia, la Romania, l'Ungheria) che dichiararono guerra all'URSS insieme alla Germania. Essi schieravano velivoli, in molti casi non all'avanguardia, provenienti da molte nazioni diverse (tra cui anche il Regno Unito, gli USA e la stessa Unione Sovietica). L'Italia inviò in supporto della Luftwaffe il 22º Gruppo Autonomo Caccia Terrestre e il 61º Gruppo Osservazione Aerea, per un totale di 83 tra caccia Macchi M.C.200 e ricognitori Caproni Ca.311 (supportati da un piccolo numero di trasporti Savoia-Marchetti S.M.81).
La VVS, molto più numerosa, schierava da 10 000 a 12 000 aeroplani; circa 3 000 erano caccia monomotori, 2 000-2 500 erano aerei da attacco al suolo, 400-500 erano ricognitori; ad essi si aggiungevano 1 500 tra bombardieri e trasporti. Tuttavia in questa fase i caccia erano per lo più obsoleti biplani I-15 o I-153 o monoplani I-16, i bombardieri erano in maggioranza altrettanto anziani SB-2 o TB-3. Nel 1941 l'aviazione e l'industria aeronautica sovietica iniziavano a riprendersi dalle purghe degli anni trenta, ma l'invasione arrivò prima che fossero del tutto preparate; comunque, la guerra in Finlandia aveva fatto acquisire qualche esperienza ai comandanti e nel frattempo avevano iniziato ad entrare in servizio aerei innovativi come il bombardiere bimotore Petlyakov Pe-2 e l'aereo d'assalto Ilyushin Il-2 Šturmovik.

### Dall'inizio dell'invasione all'inverno: la supremazia della Luftwaffe
L'operazione Barbarossa prese avvio all'alba del 22 giugno 1941, con l'obiettivo di completare la conquista dell'URSS in sei settimane. Nei primi giorni di guerra gli equipaggi della VVS, sostanzialmente impreparati all'entrata in guerra anche a causa del patto di non aggressione firmato con i tedeschi, vennero decimati dagli attacchi della Lufwaffe: il primo giorno vennero abbattuti 322 aerei della Voenno-vozdušnye sily SSSR; altri 4 000 velivoli andarono distrutti nella prima settimana (molti di essi al suolo) e in pochi giorni alcuni assi tedeschi come Werner Mölders o Erich Hartmann accumularono centinaia e centinaia di abbattimenti.

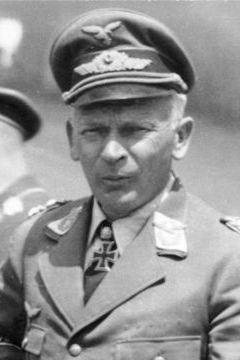
Il generale Wolfram von Richthofen, comandante della Luftflotte 4 sul Fronte orientale.

L'avanzata dell'esercito tedesco, come al solito supportato da vicino dall'aviazione, non incontrò che resistenze molto deboli sia da parte dell'esercito sovietico che da parte dell'aviazione, incapace di fornire alcun sostegno tattico; essa fu tanto rapida che le linee di supporto logistico alle spalle del fronte si assottigliarono considerevolmente. Tuttavia appena l'abbrivio delle prime settimane venne meno l'inesistenza di una componente strategica della Luftwaffe (che, con bombardieri a lungo raggio, potesse colpire direttamente la fonte del potere aereo sovietico, le industrie) dimostrò di essere un problema tanto più grave in quanto, gradualmente, gli stabilimenti di produzione stavano venendo trasferiti a est, oltre gli Urali, lontano dal pericolo rappresentato dagli invasori.
In autunno, i tedeschi si trovarono ad aver portato a termine un'avanzata di 1 000 chilometri; avevano annientato tre armate sovietiche, isolato Leningrado e inflitto una serie di pesanti sconfitte all'Armata Rossa. I sovietici però, che erano stati costretti a impiegare nella battaglia anche le unità di addestramento e che avevano usato gli aerei da trasporto civile dell'Aeroflot per far giungere al fronte i rifornimenti, riuscirono man mano a porre un freno all'avanzata tedesca; la Luftwaffe intraprese ad esempio un tentativo di bombardare l'area di Mosca che si scontrò con una consistente resistenza e costrinse alcuni rinforzi ad accorrere dalla Francia. Intorno a Kiev, i tedeschi cominciarono a subire gli attacchi dei velivoli Il-2 e Pe-2 accompagnati da caccia Mikoyan Gurevich e Yakovlev di nuovo modello.
Quando a novembre giunse alle porte di Mosca, poi, la Wehrmacht fu sorpresa da un inverno estremamente rigido – al quale i tedeschi non erano preparati (a differenza dell'unione sovietica): tenere gli aerei in stato di efficienza a decine di gradi sotto lo zero si rivelò impossibile per la Luftwaffe, e le difficoltà furono aggravate dal fango che invase le strade e i campi di volo. Mentre l'attività della Luftwaffe diminuiva, quella della VVS (assai meno turbata dal freddo) aumentava. In Germania Ernst Udet, artefice della rinascita della Luftwaffe negli anni trenta e alto comandante, si suicidò a causa dei suoi fallimenti alla guida della forza aerea tedesca; nello stesso inverno, a indebolire ancora i quadri della Luftwaffe, morirono in incidenti aerei il generale Weilberg e l'ispettore della caccia Moelders. Nel frattempo una nuova generazione di aeroplani entrò in linea con la VVS, e l'enorme capacità industriale sovietica si rivelò capace di far fronte a tutte le perdite.

### La rivincita sovietica

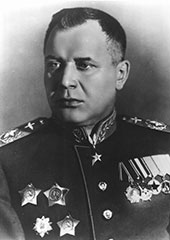
Il comandante in capo delle forze aeree sovietiche dal 1942 alla fine della guerra, maresciallo Aleksandr Aleksandrovič Novikov.

A dicembre, le forze sovietiche iniziarono la controffensiva; i tedeschi organizzarono efficacemente la loro resistenza su una linea di capisaldi che consentivano di tenere sotto controllo le vie di comunicazione, e così (pur essendo arretrati, in alcuni punti, anche di 250 chilometri) essi riuscirono ad attestarsi e a resistere all'Armata Rossa. In questo tipo di guerra l'aviazione (soprattutto da trasporto e da ricognizione) ebbe un ruolo fondamentale: il fronte era molto frastagliato, e in aree come Demjansk e Cholm si formarono sacche di resistenza tedesche accerchiate dai sovietici; in questi casi, grazie a parte dei 240 trasporti Ju 52 disponibili, vennero messi in piedi dei ponti aerei che, trasportando in ciascuna delle città assediate centinaia di tonnellate di rifornimenti al giorno, consentirono a entrambe le sacche citate di resistere e venire liberate; lo stesso fecero i sovietici con i velivoli Lisunov Li-2 a Leningrado assediata dai tedeschi. Anche la guerra tattica combattuta dai mezzi corazzati vide un ampio coinvolgimento dell'aviazione, con i pesantemente armati Il-2 che, a partire dal tardo 1941, vennero armati di proiettili razzo estremamente efficaci contro i carri armati tedeschi.
I sovietici impiegarono, per azioni di sabotaggio e per attacchi a sorpresa, anche reparti di commando paracadutati, spesso lanciati di notte. In qualche caso, venne impiegata contro i bombardieri tedeschi la tattica detta "dell'ariete", che prevedeva che un caccia si lanciasse contro gli impennaggi del velivolo nemico tentando di distruggerli con l'elica (al pilota era necessaria una certa dose di fortuna per riuscire a lanciarsi con il paracadute senza ferirsi o rimanere ucciso).

### Lo sforzo industriale
A partire dal luglio 1941 gran parte dell'industria aeronautica sovietica (impianti e operai) venne ordinatamente trasferita a est, oltre gli Urali, per sottrarsi ai bombardamenti tedeschi. Interi stabilimenti (1 500 solo tra il luglio e il novembre 1941) vennero spostati via treno nella regione del Volga, del Kazakistan e della Siberia occidentale grazie a un enorme sforzo logistico e organizzativo. Nella seconda metà del 1941 la produzione di aerei dell'URSS venne raddoppiata. Nel corso del 1942 la produzione di caccia monomotori raggiunse i 10 000 esemplari; entrarono in servizio con la VVS nuovi caccia come gli Yakovlev Yak-9 e i Lavochkin La-5, che contribuirono ad assicurare ai sovietici la possibilità non solo di superare i tedeschi a livello quantitativo, ma anche di affrontarli ad armi pari a livello qualitativo (nonostante l'arrivo in prima linea, sul fronte opposto, dei nuovi Focke-Wulf Fw 190). Inoltre, nella seconda metà del conflitto nelle file della VVS militarono anche velivoli occidentali, prestati o affittati all'URSS in base al programma interalleato "Lend-Lease": soprattutto Bell P-39 Airacobra e North American B-25 Mitchell statunitensi e Hurricane e Spitfire britannici. Il sistema di affitti e prestiti prevedeva anche lo scambio di tecnici, istruttori di volo e piloti per aiutare i sovietici a convertirsi ai velivoli anglo-americani. Specialmente dei P-39 e della loro versione aggiornata P-63 (che gli statunitensi non amavano per via delle scarse prestazioni in quota e della cattiva manovrabilità) i sovietici seppero fare ottimo uso, sfruttando le buone prestazioni a bassa quota e il pesante armamento adatto alla lotta anticarro.

### La seconda fase della guerra sul fronte orientale e l'avanzata finale
Anche sul fronte dei trasporti i sovietici si rivelarono man mano sempre più in grado di sfruttare con efficacia la mobilità garantita alle unità di fanteria dalla possibilità di essere aviotrasportate o, anche, aviolanciate; i tedeschi al contrario, sempre più a corto dei caccia necessari a scortare gli aerei da trasporto (un numero crescente di aerei da caccia doveva essere trasferito dal fronte orientale per difendere il cielo della Germania dalle incursioni dei bombardieri anglo-americani) si trovarono spesso nell'impossibilità di sfruttare appieno l'aviazione per scopi logistici.
La Wehrmacht tentò una nuova offensiva nella zona meridionale del fronte (operazione Blu) nella tarda primavera del 1942. 1 000-1 500 aerei tedeschi vennero schierati contro un numero triplo di velivoli sovietici. Nonostante la lieve superiorità tecnica dei tedeschi, essi faticavano sempre di più a rimpiazzare i caduti con nuovi equipaggi ben addestrati; Sebastopoli cadde anche grazie al contributo dell'"artiglieria volante" (Ju 87 e Ju 88), e l'esercito tedesco arrivò in breve tempo fin quasi alla Crimea; tuttavia, giunta ai piedi del Caucaso, a Tuapse, l'avanzata rallentò fino a fermarsi a causa del continuo martellamento delle sue colonne da parte dei Pe-2 e degli Il-2 della VVS: fu così decretato il fallimento dell'operazione.

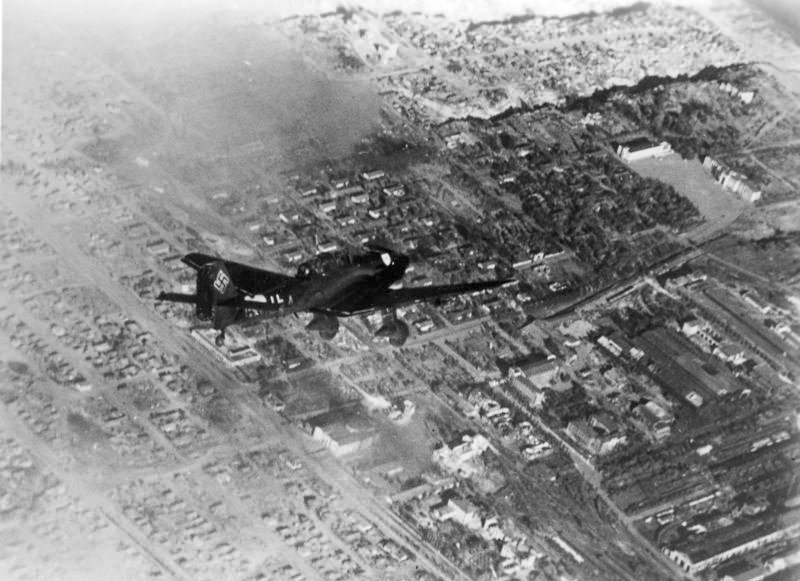
Uno Stuka sorvola Stalingrado nell'ottobre 1942, durante l'assedio della città.

A novembre 1942 l'Armata Rossa contrattaccò con successo riguadagnando molto terreno e accerchiando i 300 000 soldati tedeschi della 6. Armee nell'area di Stalingrado. La Luftwaffe tentò di mettere in piedi un ponte aereo particolarmente imponente (da 750 tonnellate di rifornimenti al giorno), per consentire agli assediati di resistere. Per far fronte all'emergenza, vennero fatti affluire a Stalingrado anche alcuni quadrimotori Fw 200 e He 177. Tuttavia, a causa delle difficilissime condizioni meteorologiche, della carenza di aerei da trasporto e dell'interferenza aggressiva dell'aviazione da caccia sovietica, che disponeva di una netta superiorità aerea, il ponte aereo (che, oltre le perdite legate alla battaglia terrestre, costò ai tedeschi 490 aerei da trasporto e oltre 2 500 tra piloti e uomini di equipaggio) non raggiunse il suo scopo (solo una media di 100 tonnellate di rifornimenti giunsero giornalmente a destinazione) ed ebbe anzi effetti disastrosi sulla Luftwaffe, dai quali "l'aviazione tedesca non avrebbe più avuto modo di riprendersi". Il 2 febbraio 1943 le residue truppe accerchiate a Stalingrado si arresero e la città tornò in mani sovietiche.
L'inverno contribuì anche a sbloccare la situazione di Leningrado; su tutto il fronte le armate tedesche diedero segni di cedimento e iniziarono ad arretrare. Per l'estate i tedeschi avevano pianificato un grande attacco contro Leningrado con truppe aviotrasportate che non si concretizzò mai, mentre a loro volta i sovietici misero in piedi un efficiente corpo di paracadutisti e fucilieri avioportati.
Verso la fine della guerra, in parte grazie all'ormai indiscussa superiorità numerica della VVS rispetto alla Luftwaffe e in parte grazie alla stretta collaborazione tra l'aviazione e l'esercito, l'avanzata che avrebbe portato i sovietici alle porte di Berlino nella primavera del 1945 fu sostanzialmente lineare e costante. Merita però una menzione speciale la battaglia di Kursk, combattuta nel corso del luglio 1943: durante questo grande scontro di forze corazzate terrestri, cacciabombardieri e bombardieri tattici, l'aviazione ebbe un ruolo fondamentale: alcuni aeroplani, progettati appositamente come "cacciacarri" (Hs 129, Il-2) o adattati allo scopo (Ju 87, La-5, Pe-2) contribuirono alla distruzione di grandi quantità di carri armati.
Dal punto di vista quantitativo, a partire dalla primavera del 1943 la superiorità della VVS si fece sempre più schiacciante. Negli ultimi due anni e mezzo di guerra i sovietici riuscirono ad avere sempre attivi e operativi in media 10 000 aeroplani, contro i quali i tedeschi potevano schierare al massimo 2 500 velivoli alla volta (che divennero 3 500 solo in occasione della disperata battaglia di Berlino). L'impiego dell'aviazione sovietica fu quasi sempre di tipo eminentemente tattico, come "artiglieria volante", con molte efficaci azioni di supporto ravvicinato alle truppe terrestri, attacchi alle colonne di soldati e di corazzati nemici, ai loro aeroporti, ai loro rifornimenti e alle loro vie di comunicazione. I bombardamenti notturni su obiettivi industriali poco oltre la linea del fronte furono portati avanti, in numero relativamente ridotto, solo quando la linea del fronte aveva ormai raggiunto la Polonia e la Prussia orientale.

## La battaglia dell'Atlantico
Un altro importante fronte della guerra aerea nel secondo conflitto mondiale fu quello dell'oceano Atlantico, dove le marine e le aviazioni inglesi e tedesche si fronteggiarono per tutta la durata del conflitto. Le prime azioni che videro la Home Fleet contrapposta alla Luftwaffe e la Kriegsmarine contrapposta alla RAF si erano svolte, all'inizio della guerra, tra il mare del Nord e l'Atlantico orientale: fin dal 1939 i bombardieri delle opposte fazioni avevano contribuito alla guerra navale con il lancio di mine e con l'attacco ai porti e ai bacini di riparazione (si ricorda, ad esempio, la serie di incursioni delle formazioni di Vickers Wellington britannici su Helgoland tra il settembre 1939 e l'aprile 1940). Più tardi, gli idrovolanti trasportati a bordo delle navi da battaglia andarono assumendo sempre maggiore importanza; il loro impiego come ricognitori (in qualche caso anche come aerei da attacco) fu lo standard sulle corazzate e sugli incrociatori di tutte le nazioni belligeranti, e in particolare poté supplire in qualche misura alla mancanza di portaerei nelle marine tedesca e italiana.

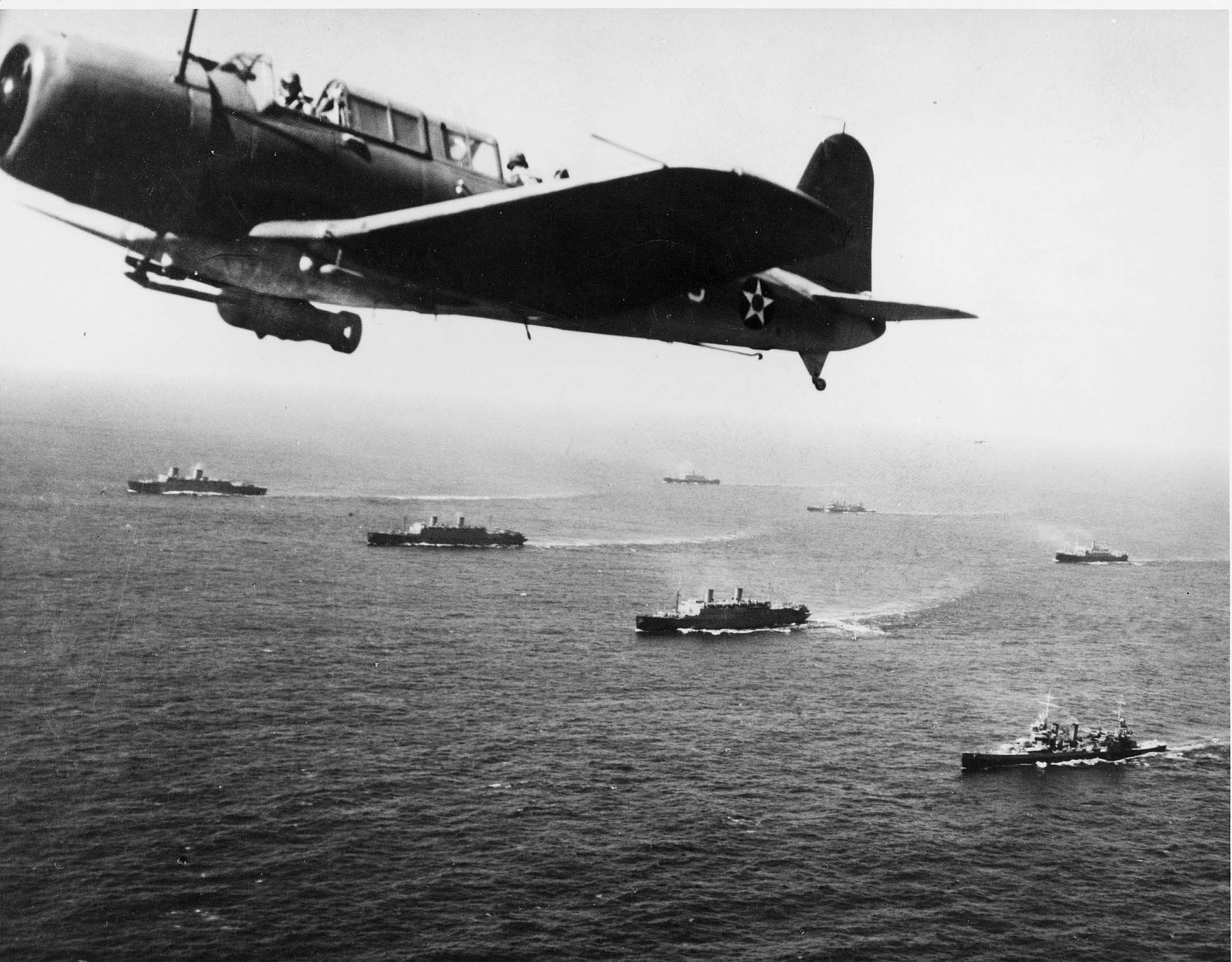
Un Vought SB2U Vindicator scorta un convoglio alleato sull'oceano Atlantico nel novembre 1941.

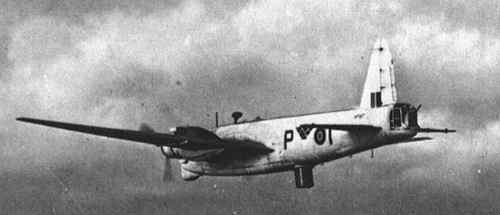
Un faro montato sotto la fusoliera di un Vickers Wellington del Royal Air Force Coastal Command consentiva a questo pattugliatore marittimo di attaccare gli U-Boot anche di notte, con l'aiuto del radar.

Alla fine del maggio 1941, mentre a Creta la situazione degli alleati cominciava a farsi critica, sul fronte dell'Atlantico entrò in azione la corazzata tedesca Bismarck; essa minacciava di rendere impossibile ai convogli alleati transitare per raggiungere l'Europa dall'America, perciò la Royal Navy iniziò subito quella che rimase nota come la "caccia alla Bismarck". Dopo diversi giorni di combattimenti e inseguimenti, in cui andò persa tragicamente la corazzata inglese HMS Hood, la sera del 27 maggio un'ondata di Swordfish venne inviata dalla portaerei HMS Ark Royal contro la Bismarck. Colpita al timone da un aerosilurante, la nave tedesca andò fuori controllo e fu poi finita dalle cacciatorpediniere inglesi.
Per tutto il 1941, e per la seconda metà della guerra, l'Atlantico settentrionale rimase teatro di intense operazioni. Mentre il naviglio di superficie e gli U-Boot, i temibili sommergibili tedeschi, insidiavano i convogli da trasporto in viaggio verso il Regno Unito, anche la Lufwaffe faceva la sua parte nella guerra navale: i pattugliatori e bombardieri a lungo raggio Focke-Wulf Fw 200, che attaccavano le navi alleate con bombe convenzionali e di profondità, affondarono 324 navi solo nel 1941. Per contro, anche gli Alleati si dotarono di aerei basati a terra per il pattugliamento marittimo antinave e antisommergibile (Lockheed Hudson e Consolidated PBY Catalina statunitensi, Short S.25 Sunderland britannici); inoltre, essi svilupparono il concetto di "portaerei di scorta", o "ausiliaria", una portaerei ottenuta in genere per conversione di un mercantile e capace, grazie a una mezza dozzina di aeroplani (spesso Grumman F4F Wildcat, a volte Sea Hurricane), di garantire la copertura aerea di un convoglio.
Il 1º luglio 1941 gli statunitensi avevano iniziato a scortare i convogli (di tutte le nazioni alleate) fino agli scali islandesi; quando, nel dicembre dello stesso anno, essi entrarono ufficialmente in guerra, le loro navi cominciarono a subire attacchi sottomarini fin sotto la costa orientale. A partire dal 1942 i britannici, e poi anche gli statunitensi, iniziarono a installare dei radar a bordo dei loro pattugliatori marittimi, aumentando così considerevolmente la loro efficacia anche di notte. I tedeschi svilupparono un ricevitore d'allerta radar come contromisura, e allora gli inglesi realizzarono il sistema radar altamente perfezionato H2S su lunghezza d'onda centimetrica. Il numero di portaerei di scorta alleate aumentò molto dopo l'entrata in guerra degli USA, e inoltre cominciarono a essere disponibili i Consolidated B-24 Liberator "a lunghissimo raggio" da pattugliamento.
Negli ultimi due anni di guerra, tra il 1943 e il 1945, la superiorità tecnologica degli anglo-americani (unita alla loro superiorità numerica, alla loro maggiore capacità industriale e alla crescente difficoltà che i tedeschi avevano a rimpiazzare i mezzi perduti) portò la Germania alla sconfitta nella battaglia dell'Atlantico. Nell'ultimo periodo della guerra, a causa principalmente degli aeroplani alleati equipaggiati con radar e razzi, le perdite degli U-Boot si fecero più pesanti di quelle dei mercantili che essi attaccavano. Man mano che i sommergibili tedeschi diventavano obsoleti sostituirli con modelli nuovi diventava sempre più difficile, e nessuna nuova tattica di combattimento riuscì a ribaltare la situazione in favore della Kriegsmarine.

## Il teatro del Pacifico

### Da Pearl Harbor al mar dei Coralli

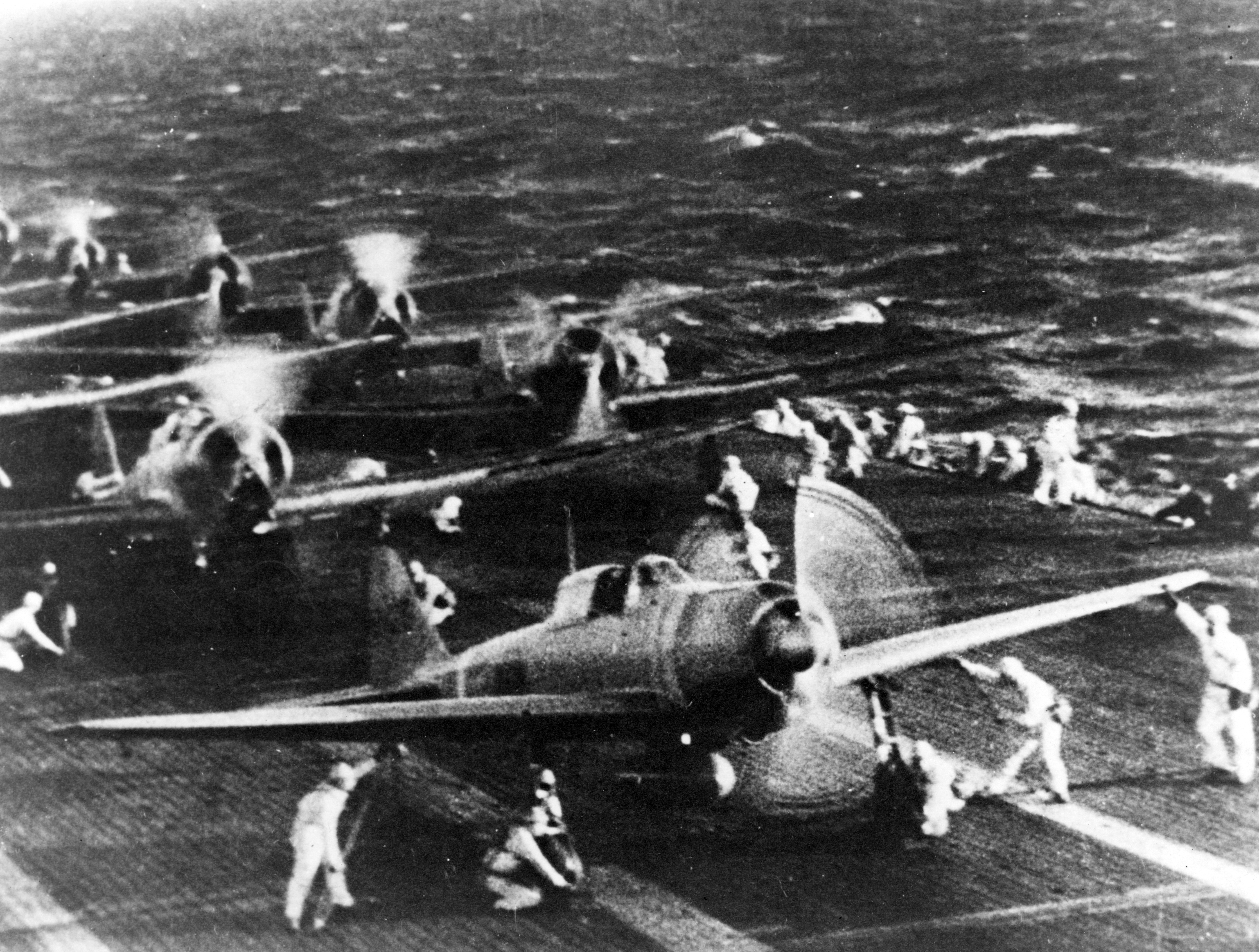
Aeroplani imbarcati giapponesi si preparano a decollare dal ponte della Shōkaku

Nel frattempo, alla fine del 1941, si era aperto un altro fronte dall'altra parte del globo. Il 7 dicembre 1941 l'Impero giapponese (che era in guerra con la Cina nazionalista già dal 1937) lanciò un attacco a sorpresa contro la base navale statunitense di Pearl Harbor, nelle Hawaii, ufficializzando la dichiarazione di guerra subito dopo. L'attacco era stato portato a termine da oltre 350 aeroplani imbarcati giapponesi (Nakajima B5N da aerosiluramento e Aichi D3A da bombardamento a tuffo supportati da Mitsubishi A6M da caccia), e causò danni molto gravi alla flotta statunitense: 18 navi vennero distrutte o danneggiate gravemente; tuttavia nessuna delle portaerei americane, che erano in manovra in mare aperto, venne colpita.
Nei primi sei mesi di guerra l'avanzata giapponese fu praticamente inarrestabile: altri attacchi ebbero luogo nelle Filippine, e poi i giapponesi occuparono la Malaysia, il Borneo e la Malacca, spingendosi fino a Guadalcanal. Anche in Cina, dove l'aviazione nazionalista poté fare poco nonostante l'aiuto dei cacciabombardieri Curtiss P-40 dei volontari statunitensi del 1º AVG (le celebri "Tigri volanti"), l'espansione nipponica fu folgorante. Sul mare, ugualmente, nella prima fase della guerra le forze americane non riuscirono a opporsi efficacemente alla potenza aeronavale giapponese: nel gennaio 1942 la città di Darwin, in Australia, venne pesantemente bombardata dall'aviazione giapponese e la porterei Langley, inviata in supporto degli olandesi a Giava, fu affondata; altre sconfitte aeronavali vennero incassate dagli alleati a Tjilatjap e presso Ceylon in marzo e in aprile.

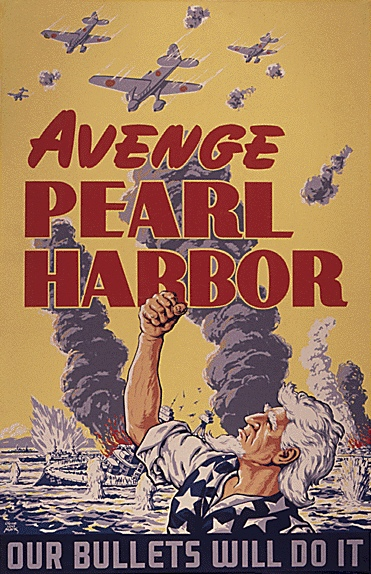
Un manifesto della propaganda statunitense incita a vendicare l'affronto subito dagli USA nel corso dell'attacco a sorpresa di Pearl Harbor.

Tutte le battaglie della guerra del Pacifico, come quelle della guerra in Europa e in Africa, videro l'ampio coinvolgimento dell'aviazione per il supporto delle truppe terrestri e, soprattutto, per l'attacco antinave o la difesa aerea delle flotte.
Il 18 aprile 1942 gli USA compirono la prima incursione aerea su Tokyo: il raid, che aveva finalità prevalentemente propagandistiche, venne portato a termine da 16 bombardieri bimotori North American B-25 Mitchell decollati dal ponte della portaerei Hornet; l'operazione, anche se ebbe conseguenze limitate sul piano militare, rappresentò per gli americani la vendetta del proditorio attacco a Pearl Harbor.
La battaglia del Mar dei Coralli, combattuta tra il 4 e l'8 maggio 1942, costituì un primo punto di svolta a favore degli americani. Il 7 maggio, nel corso di una serie di schermaglie piuttosto disordinate, essi riuscirono per la prima volta nel corso della guerra ad affondare una grande nave giapponese, la portaerei Shōhō. Il giorno successivo, mentre una delle due portaerei della squadra giapponese (la Zuikaku) era coperta dalle nubi, essi danneggiarono la Shōkaku. La Lexington andò distrutta a causa di danni riportati in precedenza, ma l'esito della battaglia fu in sostanza una vittoria strategica statunitense, dal momento che le forze USA riuscirono di fatto ad arrestare l'avanzata giapponese verso l'Australia e il Pacifico meridionale. La battaglia del mar dei Coralli fu il primo scontro navale combattuto esclusivamente dall'aviazione imbarcata, senza che le flotte contrapposte giungessero a contatto visivo né, tanto meno, a distanza di tiro per i cannoni di bordo.

### Da Midway a Okinawa

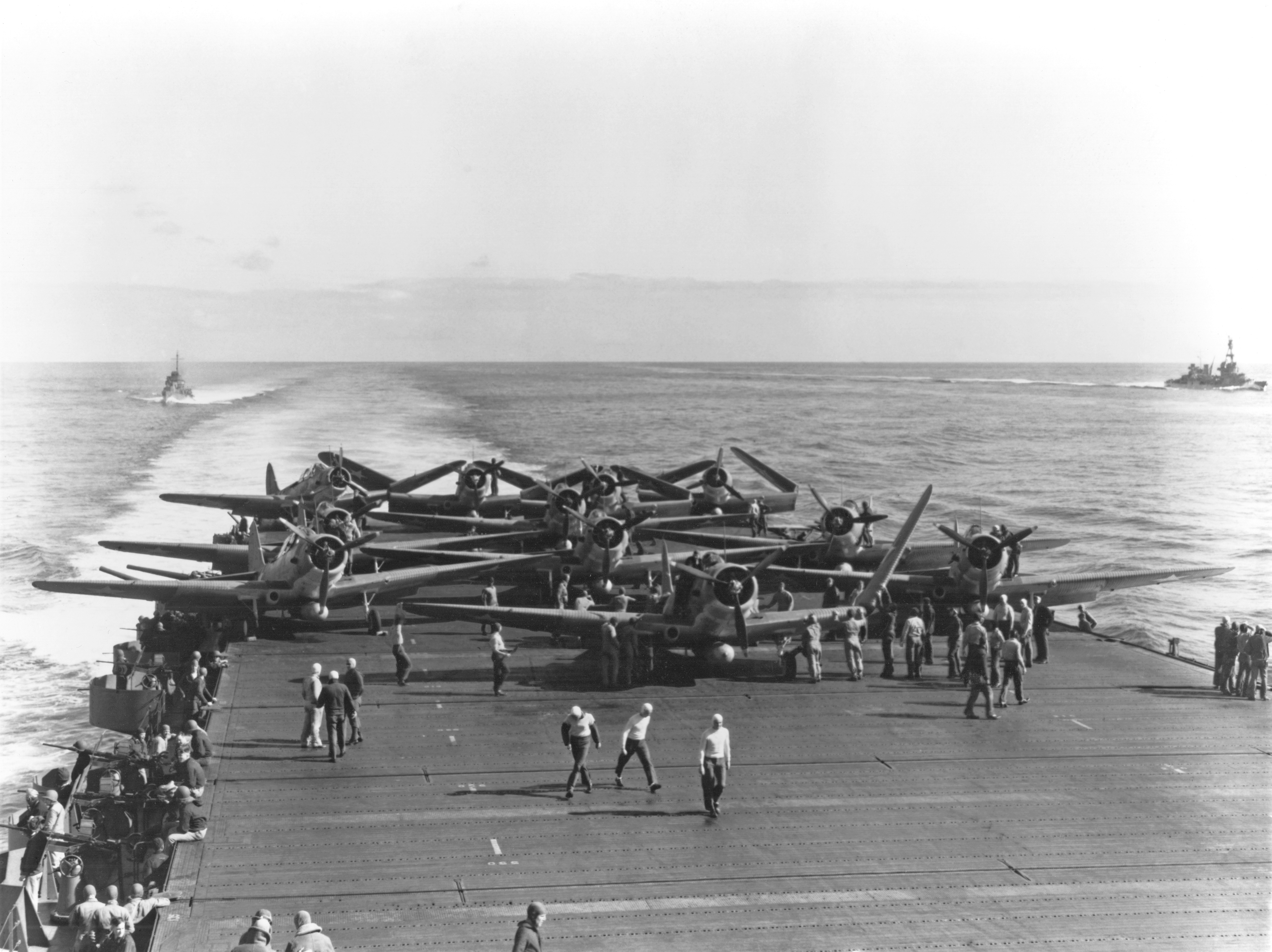
Aerosiluranti statunitensi Douglas TBD Devastator pronti al decollo la mattina del 4 giugno 1942, poco prima dell'inizio della battaglia delle Midway

La battaglia che decise le sorti della guerra del Pacifico si svolse presso le atollo di Midway, a metà strada tra il continente americano e quello asiatico, tra il 4 e il 6 giugno 1942. Una squadra navale giapponese di 26 navi (tra cui le quattro portaerei Akagi, Kaga, Hiryu e Soryu) si accinse ad attaccare l'arcipelago, supportata da un convoglio di 15 imbarcazioni con truppe terrestri per l'invasione e da un'ulteriore squadra di supporto con altre 32 navi, tra cui la nuova corazzata Yamato. Gli americani però avevano intercettato le comunicazioni dei giapponesi, e si erano preparati all'attacco. Le navi giapponesi, protette dai caccia imbarcati Zero e dalla loro artiglieria contraerea, resistettero a sette ondate di velivoli da aerosiluramento e bombardamento statunitense: ai primi fallimentari tentativi di colpire le portaerei nipponiche, oltre ai velivoli imbarcati Douglas SBD Dauntless e TBD Devastator, parteciparono anche bombardieri terrestri Boeing B-17 Flying Fortress e
Martin B-26 Marauder. Finalmente un gruppo di Dauntless della portaerei Enterprise riuscì a mettere a segno una serie di colpi sulla Kaga; quasi nello stesso tempo altri aerei dello stesso tipo colpirono la Akagi, mentre altri Dautless, questa volta della Yorktown, affondarono la Soryu. Inseguendo gli aerei americani sulla via del ritorno, un gruppo di velivoli giapponesi riuscì a raggiungere la Yorktown e a danneggiarla gravemente; la sera del 6 giugno, infine, un gruppo di Dauntless della Enterprise avvistò la Hiryu, colpendola e mandandola a fondo. Nonostante la perdita della Yorktown, la battaglia di Midway costituì una vittoria fondamentale per gli Stati Uniti: essi, riuscendo a distruggere gran parte delle portaerei nipponiche, arrestarono definitivamente l'avanzata del Giappone e minarono a fondo la sua capacità di continuare a combattere efficacemente sul mare.

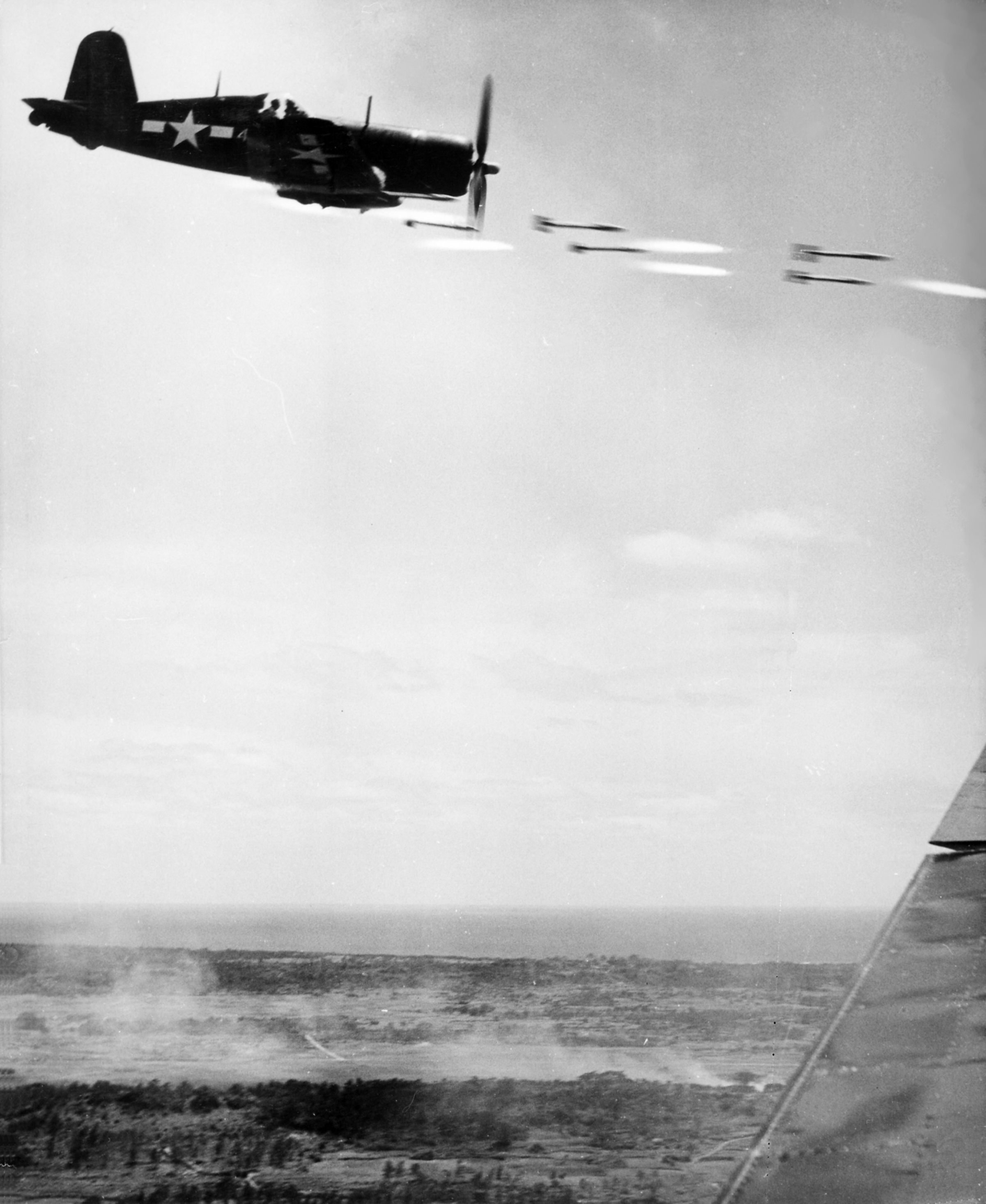
Un cacciabombardiere imbarcato statunitense F4U Corsair spara dei razzi durante la battaglia di Okinawa.

Il fatto di aver posto un freno all'avanzata giapponese significò anche, per gli americani, avere il tempo di far pesare sull'esito del conflitto la loro enorme potenza industriale. Nel 1943, ad esempio, divenne operativa la prima portaerei di classe Essex, che rappresentava un notevole passo avanti sul piano tecnologico, e nell'autunno di quell'anno il numero totale di portaerei USA in azione nel Pacifico era già di 19 unità. Una nuova generazione di aeroplani entrò in servizio, consentendo ai piloti statunitensi di affrontare i giapponesi ad armi almeno pari: i Grumman TBF Avenger sostituirono i Devastator, i Grumman F6F Hellcat sostituirono i Wildcat, ed entrarono in servizio anche i Curtiss SB2C Helldiver e i Chance Vought F4U Corsair che, dopo un periodo di rodaggio non sempre facile, si dimostrarono macchine valide.
Tra la seconda metà del 1942 e l'inizio del 1943 gli statunitensi riportarono un'importante vittoria strategica con la vittoria nella battaglia navale di Guadalcanal e nella campagna di Guadalcanal che ne seguì. Nonostante una sconfitta tattica presso le isole Salomone e una fase di alterni successi (in cui gli americani persero la Saratoga e la Hornet) la campagna si concluse con una vittoria alleata e l'inizio della fase di avanzata statunitense verso il territorio metropolitano giapponese. Il 18 aprile 1943, inoltre, i giapponesi persero quello che era probabilmente il loro stratega migliore, l'ammiraglio Yamamoto, abbattuto durante un volo di trasferimento a bordo di un Mitsubishi G4M da una squadriglia di Lockheed P-38 Lightning americani. Nel corso del 1944 la superiorità numerica e qualitativa degli statunitensi andò facendosi sempre più schiacciante; i loro aerei arrivarono ad abbattere oltre 10 nemici per ogni velivolo perso.

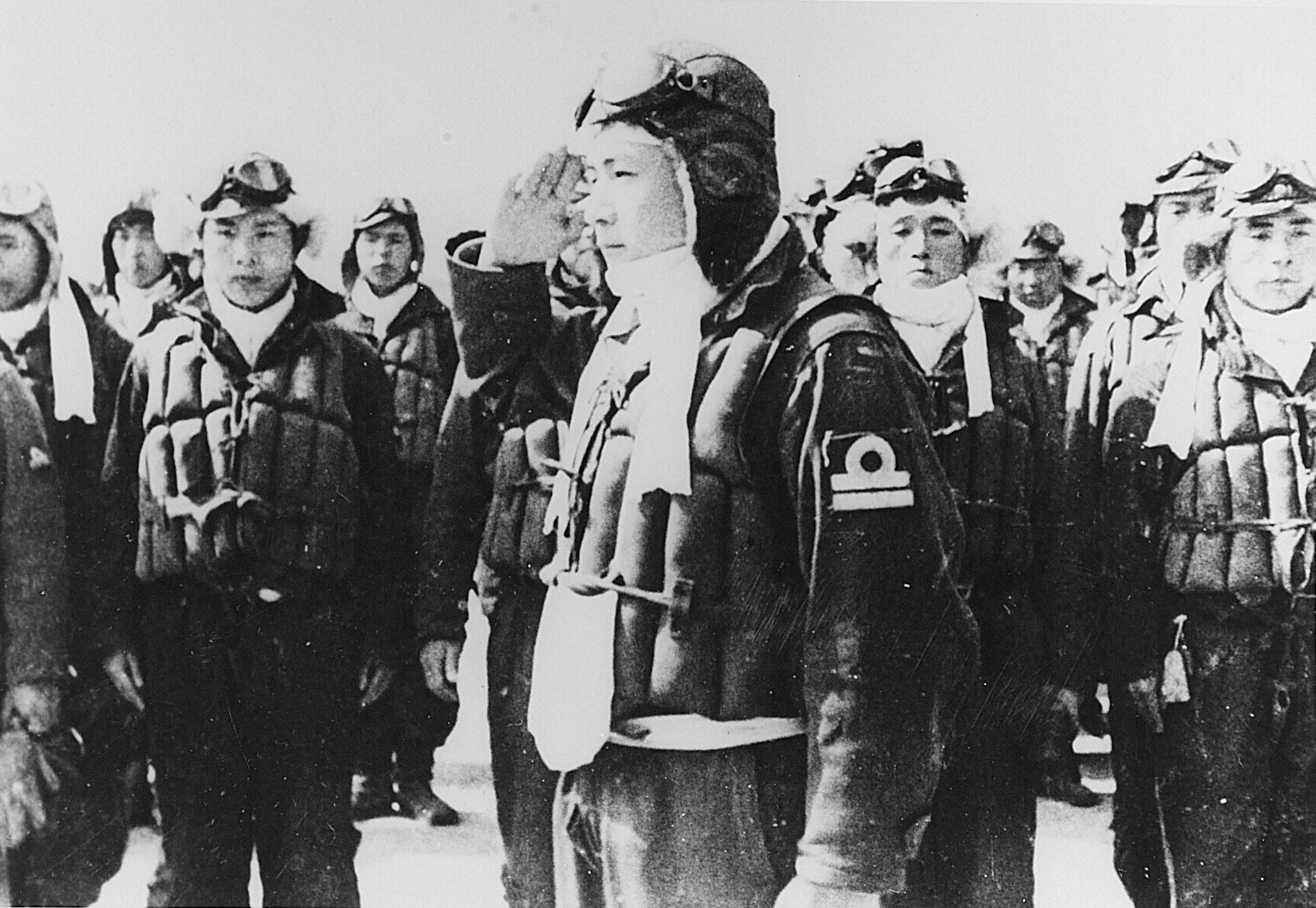
Un pilota giapponese saluta prima di imbarcarsi in una missione kamikaze.

La battaglia del Mare delle Filippine del 19-20 giugno 1944, che avrebbe dovuto essere per i giapponesi l'occasione di una svolta verso la vittoria, si risolse in quello che è rimasto famoso come il "tiro al tacchino delle Marianne": l'ondata di aerei giapponesi che si dirigevano verso la Task force statunitense, rivelata agli americani dai radar, venne intercettata da diverse squadriglie di Hellcat e decimata. I sommergibili USA affondarono due portaerei nipponiche, e l'aviazione navale contrattaccò; giungendo sul nemico al tramonto, al limite della loro autonomia, gli statunitensi riuscirono ad affondare la portaerei Hiyo, infliggendo un altro duro colpo alla flotta imperiale. Nel corso della battaglia del Golfo di Leyte del 23-26 ottobre 1944, che fu la più grande battaglia aeronavale della storia, gli Stati Uniti sostanzialmente distrussero quello che rimaneva della flotta del Giappone.
L'ultimo fatto particolarmente degno di nota della campagna che, con i successi (pur pagati a caro prezzo) delle battaglie di Iwo Jima e di Okinawa, portò gli statunitensi alle porte dell'arcipelago giapponese fu l'emergere del fenomeno dei kamikaze. Ormai surclassati qualitativamente e quantitativamente dagli statunitensi, a partire dalla fine del 1944 alcuni piloti giapponesi accettarono volontariamente di lanciarsi contro le navi nemiche con il loro aereo in attacchi suicidi. Gli attacchi di questo tipo erano particolarmente letali, perché il loro effetto era dovuto all'impatto di un intero aereo con tutto il carburante e le bombe a bordo, ma in effetti furono relativamente pochi quelli che andarono a buon fine, e la maggior parte dei kamikaze venne abbattuta dalla contraerea o dai caccia di scorta.

## Bombardamenti strategici sulla Germania
All'inizio della guerra, per evitare di generare un'escalation degli attacchi aerei strategici e per non contrariare il presidente statunitense Roosevelt (che aveva chiesto a tutte le nazioni in guerra di non usare l'aviazione come un'arma di terrore) fino al maggio 1940 gli alleati si limitarono a impiegare i bombardieri per attacchi antinave o per il lancio di volantini. Tuttavia, nella primavera del 1940, le pesanti perdite subite dai britannici nel corso delle azioni di bombardamento strategico diurno costrinsero la RAF a passare al bombardamento notturno; data l'impossibilità di eseguire attacchi notturni di precisione con i mezzi dell'epoca. Dopo la decisiva direttiva sull'Area bombing diramata dall'abile capo di stato maggiore della RAF Charles Portal, a partire dal febbraio 1942 il Bomber Command (posto sotto la nuova guida del risoluto maresciallo dell'aria Arthur Harris) concentrò le sue attenzioni sul bombardamento a tappeto delle città tedesche, con l'obiettivo primario di minarne le infrastrutture e il morale. Tra il maggio e il giugno del 1942 ebbero inizio le operazioni Millennium, nelle quali circa 1 000 bombardieri alla volta attaccarono le città di Colonia, Essen e Brema.

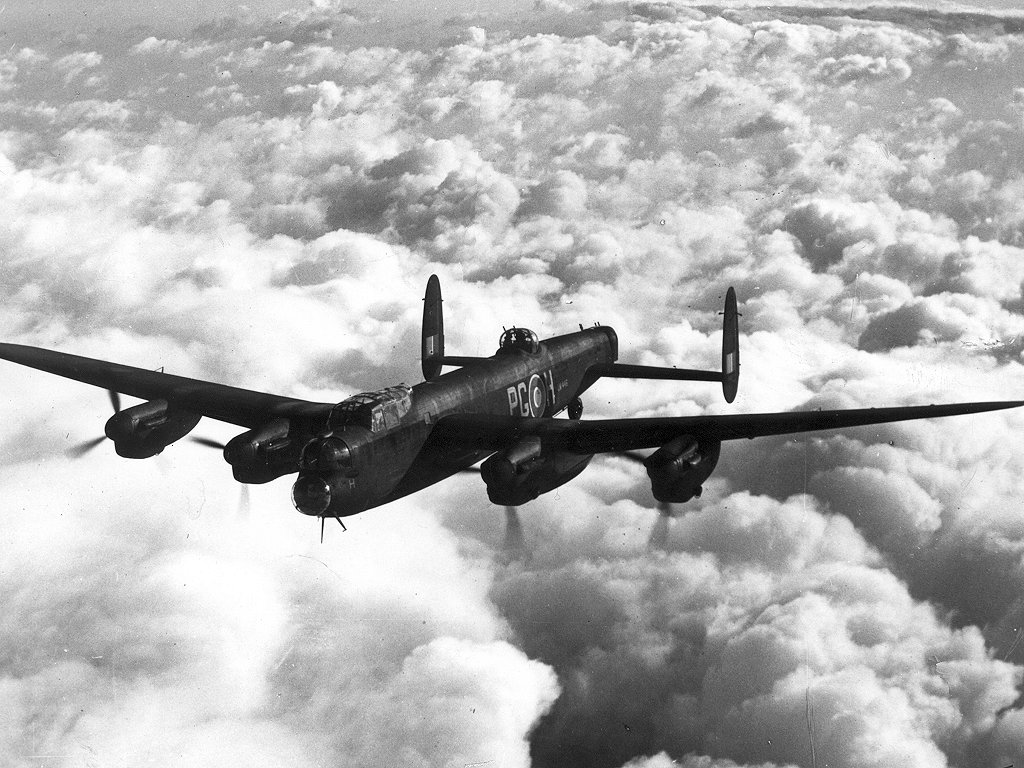
Un bombardiere britannico Avro Lancaster, coprotagonista dell'offensiva notturna sulla Germania.

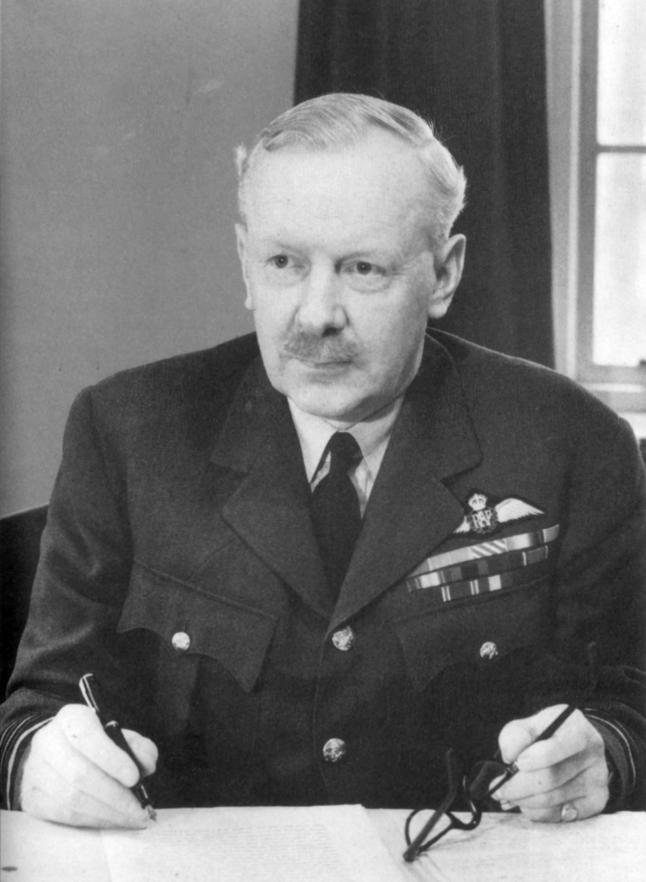
Il comandante in capo del Bomber Command, Arthur Harris.

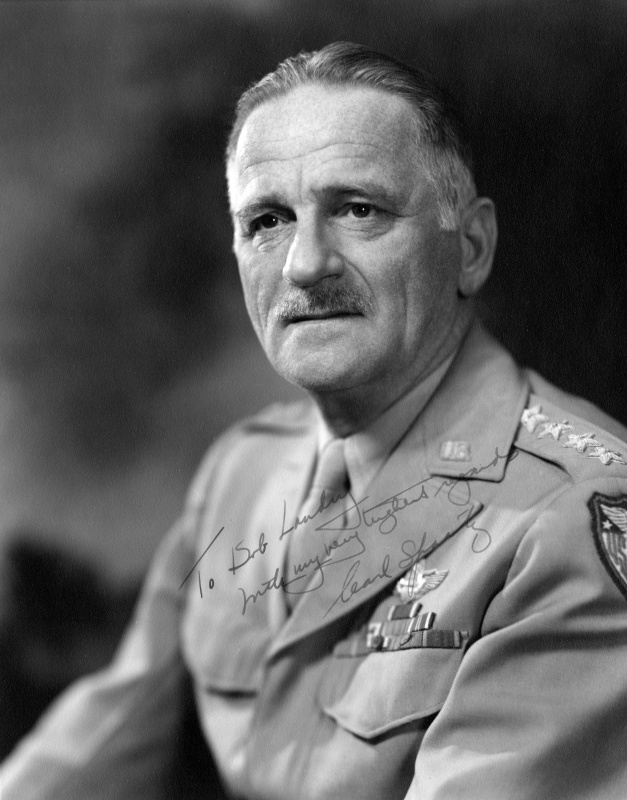
Il comandante in capo delle USSTAF, Carl Spaatz.

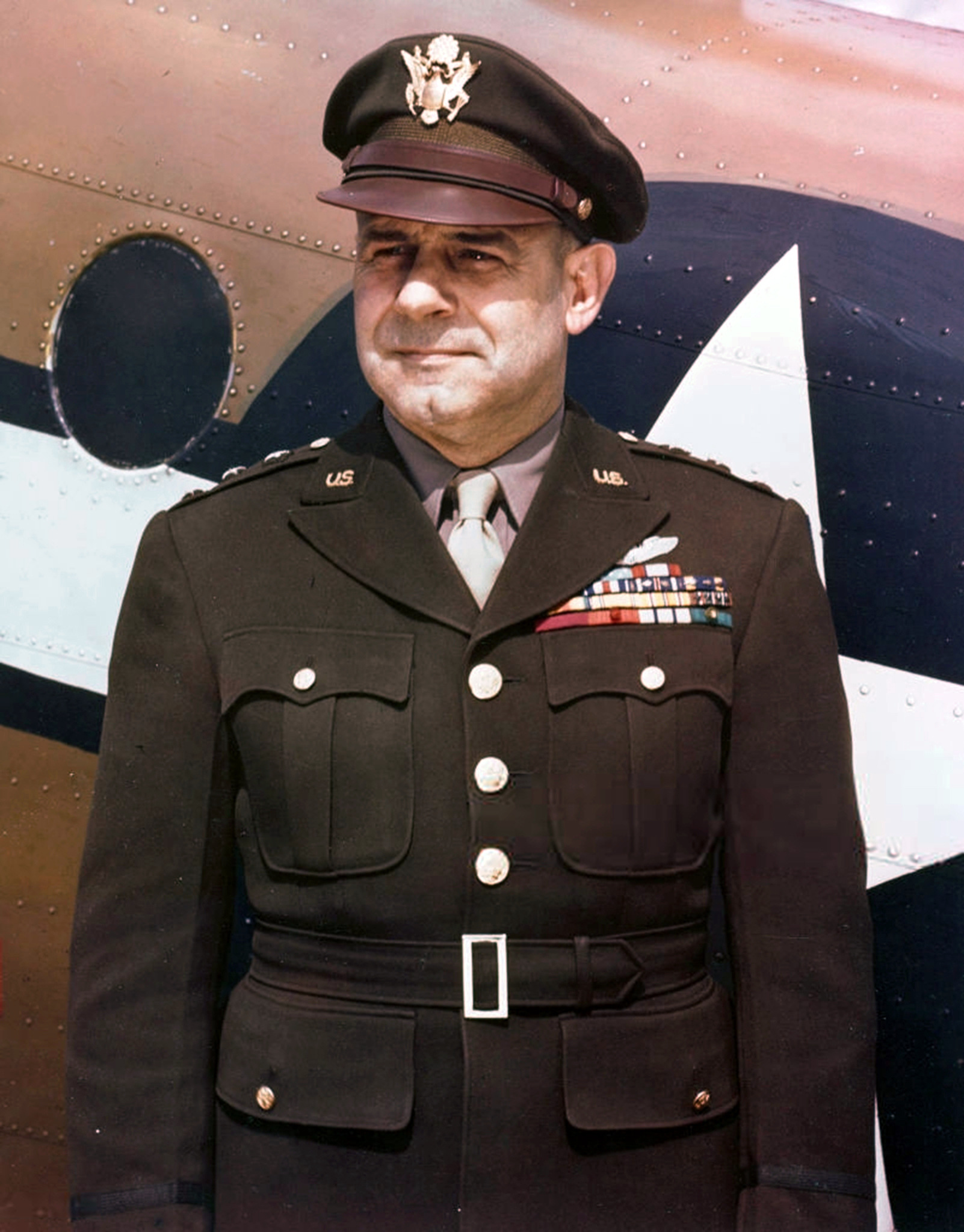
Il comandante della Eight Air Force James Doolittle.

Tra il 1942 e il 1943 le capacità degli equipaggi e dei mezzi della Royal Air Force si accrebbero notevolmente, con il miglioramentodell'addestramento, l'adozione della tattica del bomber stream e l'entrata in servizio dei nuovi bombardieri quadrimotori Avro Lancaster e Handley Page Halifax, che rimpiazzarono gli Hampden, i Whitley e i Wellington; anche il progresso dell'avionica diede importanti contributi all'offensiva aerea alleata: i nuovi sistemi di radionavigazione (dapprima il modello GEE, poi l'Oboe, infine il già citato sistema H2S) consentirono di rendere l'avvicinamento agli obiettivi più facile e preciso. Anche i tedeschi, del resto, puntarono sulla tecnologia radar per contrastare gli attaccanti di notte: la loro contraerea e i loro caccia notturni, guidati da sistemi radar e riflettori, continuarono a causare gravi perdite alla RAF; i Bf 110 e i Ju 88 da intercettazione notturna furono a loro volta dotati di radar Lichtenstein aeroportati, e di ingegnosi sistemi d'arma in grado di sparare verso l'alto (Schräge Musik).
Fu l'idea (invero piuttosto semplice) di impiegare delle striscioline di alluminio (window, "finestra") per confondere i radar tedeschi che consentì alla RAF di portare a termine con successo l'azione più importante del bombardamento di Amburgo nella notte tra il 27 e il 28 luglio 1943. Un'altra azione degna di nota era stata, nella notte tra il 16 e il 17 maggio dello stesso anno, l'attacco da parte dei Lancaster del 617th Squadron delle dighe della Ruhr nel corso dell'operazione Chastise.

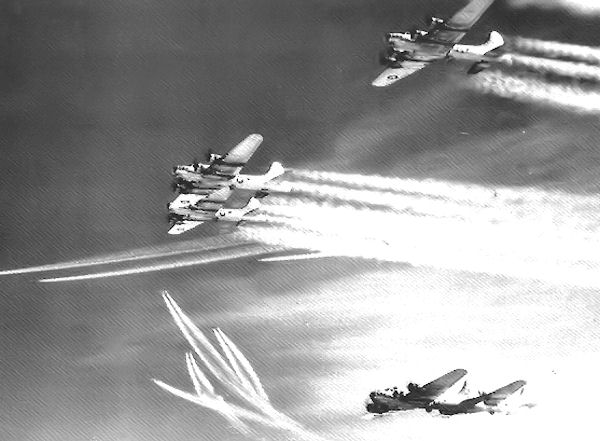
Una formazione di B-17 scortata da P-38 che lasciano scie di vapore sullo sfondo.

Nel 1942, poi, l'USAAF si era affiancata alla RAF nella campagna di bombardamento del territorio tedesco, operando di giorno e avviando così la fase dei bombardamenti around the clock, giorno e notte. Gli statunitensi, equipaggiati con bombardieri B-17 Flying Fortress e B-24 Liberator, facevano affidamento sul sofisticato sistema di puntamento Norden per garantire la precisione degli attacchi, e sulle mitragliatrici di bordo per l'autodifesa degli aeroplani che volavano in compatti combat box. Tuttavia fu solo quando, nel dicembre 1943, si rese disponibile il caccia di scorta a lungo raggio North American P-51 Mustang (capace di affrontare ad armi pari anche il nuovo caccia Focke-Wulf Fw 190 tedesco) le perdite dei bombardieri statunitensi divennero sostenibili, e la campagna di bombardamento iniziò a sortire effetti veramente pesanti per la Germania.
I bombardamenti che si susseguirono tra il 1944 e il 1945 furono devastanti; negli attacchi a Dresda e a Berlino morirono rispettivamente 60 000 e 10 000 persone, e altre migliaia morirono negli attacchi a
Lipsia, a Essen, a Dortmund e ad altri centri, anche più piccoli e praticamente privi di obiettivi industriali o militari, come ad esempio Pforzheim. Altre azioni, come quelle sui centri petroliferi di Ploiești, in Romania nel corso dell'operazione Tidal Wave conseguirono l'importante obiettivo strategico di minare in profondità la capacità di combattere delle forze armate tedesche.

## Offensiva alleata in Africa e in Europa

### Contrattacco in Nordafrica
Alla fine del 1941, sul fronte libico-egiziano, le forze alleate si erano considerevolmente rinforzate con l'arrivo di diversi nuovi reparti di Hurricane, di Blenheim, di Wellington e di Beaufighter britannici, oltre ai B-17, agli A-20 e ai P-40 di produzione statunitense. L'Asse, per contro, vide l'entrata in servizio del nuovo caccia italiano Macchi M.C.202 e della versione F del Messerschmitt Bf 109.

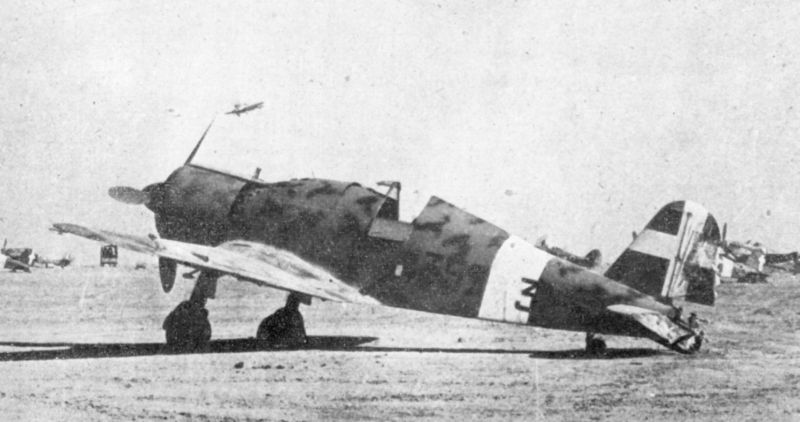
Un Fiat G.50 catturato dagli inglesi nel novembre 1941.

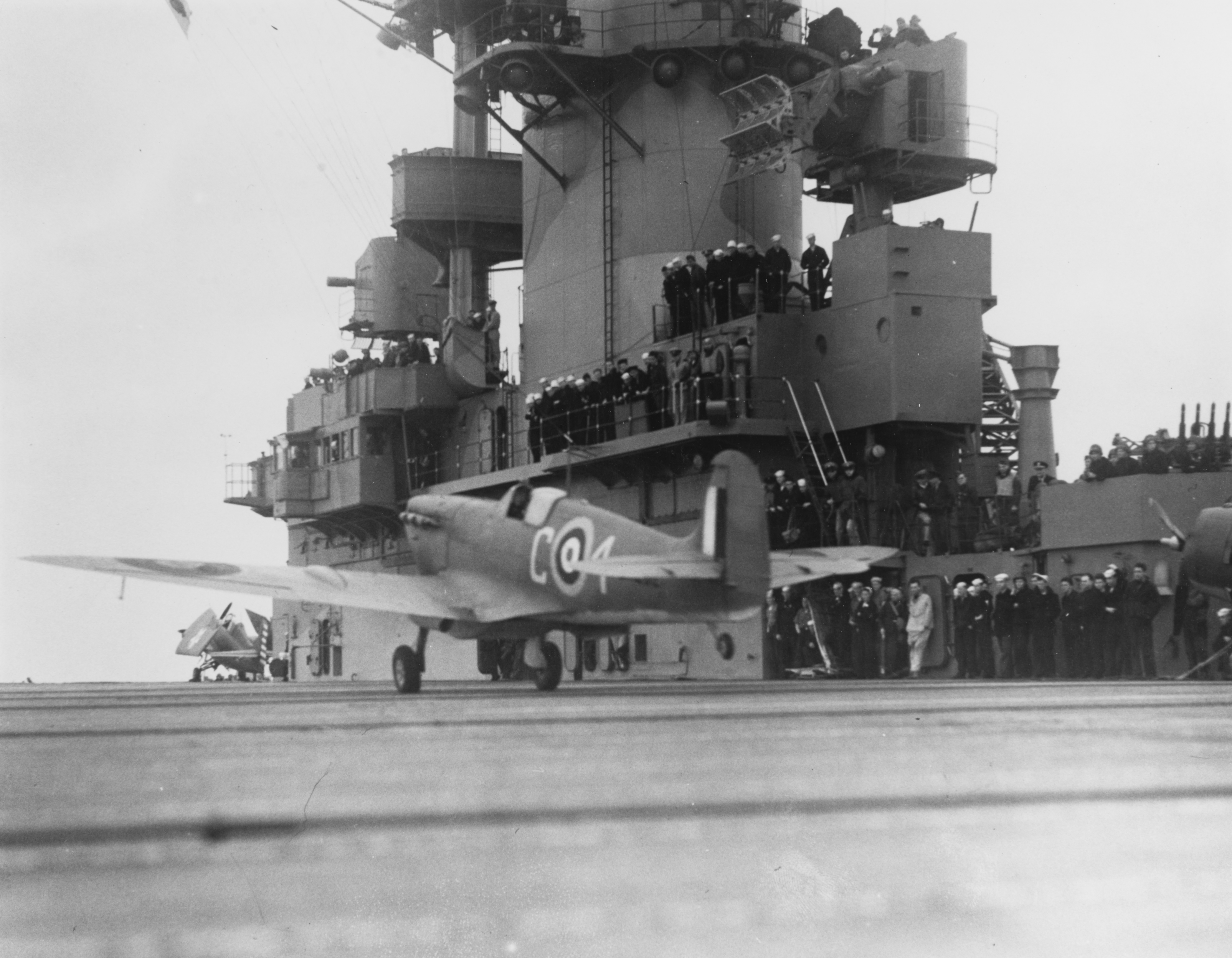
Uno Spitfire decolla dal ponte della USS Wasp verso Malta.

L'VIII Armata britannica attaccò le forze dell'Asse il 18 novembre 1941, e gli eventi dei giorni successivi videro la RAF collezionare diversi successi, sia abbattendo un gran numero di Ju 87, che i tedeschi usavano per il supporto ravvicinato alle azioni dei loro corazzati, sia distruggendo a terra interi gruppi di caccia italiani (prevalentemente Fiat G.50 e Macchi M.C.200). Nonostante il supporto fornito alle truppe terrestri di Rommel dai reparti della Luftwaffe e della Regia Aeronautica schierati a Creta, l'offensiva inglese consentì la conquista di Tobruch e costrinse la Wehrmacht a una ritirata strategica. In gennaio fu Rommel, a sorpresa, a contrattaccare approfittando del blocco dei rifornimenti inglesi sul Mediterraneo e del fatto che diversi reparti della Royal Australian Air Force erano stati richiamati in patria per far fronte alla minaccia giapponese.
I primi mesi del 1942 videro la pressione su Malta (ancora in mano inglese) farsi quasi insostenibile: l'isola, che rappresentava per le forze dell'Asse l'ultimo ostacolo verso la supremazia sul Mediterraneo, fu continuamente bersagliata da pesanti bombardamenti tedeschi e italiani; inoltre il blocco aeronavale italo-tedesco rendeva quasi impossibile per i rifornimenti arrivare a destinazione, e fu con estrema difficoltà che le portaerei HMS Eagle e USS Wasp riuscirono a lanciare alcune squadriglie di Spitfire in supporto alla stremata guarnigione di Hurricane dell'isola. L'operazione Herkules per lo sbarco a Malta avrebbe dovuto essere lanciata congiuntamente da tedeschi e italiani come una grande invasione con truppe paracadutate, aviotrasportate, da sbarco e di fanteria; invece venne cancellata, perché i successi di Rommel contro le truppe inglesi di terra avevano reso verosimile, agli occhi dei comandanti dell'Asse, la possibilità di annientare le forze alleate in Nordafrica in breve tempo.
Grazie a un importante contributo dell'aviazione da bombardamento tattico, Rommel si era aperto la via verso l'Egitto nella battaglia di Bir Hacheim del maggio-giugno 1942. Inoltre, i convogli inglesi che tentavano di rifornire Malta subirono una doppia sconfitta nella battaglia aeronavale di mezzo giugno. Pur a costo di pesanti perdite, invece, la battaglia di mezzo agosto permise agli alleati di far arrivare sull'isola importanti rifornimenti, che le consentirono di resistere per poi contribuire alla disfatta tedesca in Africa.
Con l'ormai netta superiorità aerea degli alleati sul Nordafrica, dovuta in parte all'esordio di nuovi velivoli (come i B-25 e i B-26) e di nuovi modelli (come gli Hurricane Mk.IID anticarro con due cannoncini da 40 mm), in parte all'emorragia di uomini e mezzi sofferta dalla Lufwaffe, che doveva trasferirli sul fronte orientale, gli Alleati ottennero una schiacciante vittoria sull'Asse nella seconda battaglia di El Alamein dell'ottobre-novembre 1942.
L'operazione Torch, uno sbarco anfibio e aereo anglo-americano nel Marocco e nell'Algeria francesi venne coordinato in modo vagamente maldestro dallo stato maggiore unificato alleato; tuttavia, esso ebbe l'effetto di ampliare e rafforzare i presidi alleati in Nordafrica. Vennero costruiti nuovi aeroporti su cui vennero basati i reparti di caccia P-38 Lightning e Spitfire Mk.IX che rinforzarono le aviazioni alleate; esse attaccarono senza sosta le forze terrestri e navali dell'Asse, accelerando la ritirata italo-tedesca dall'Africa che si compì nel maggio del 1943 e ponendo le basi per l'attacco al territorio metropolitano italiano.

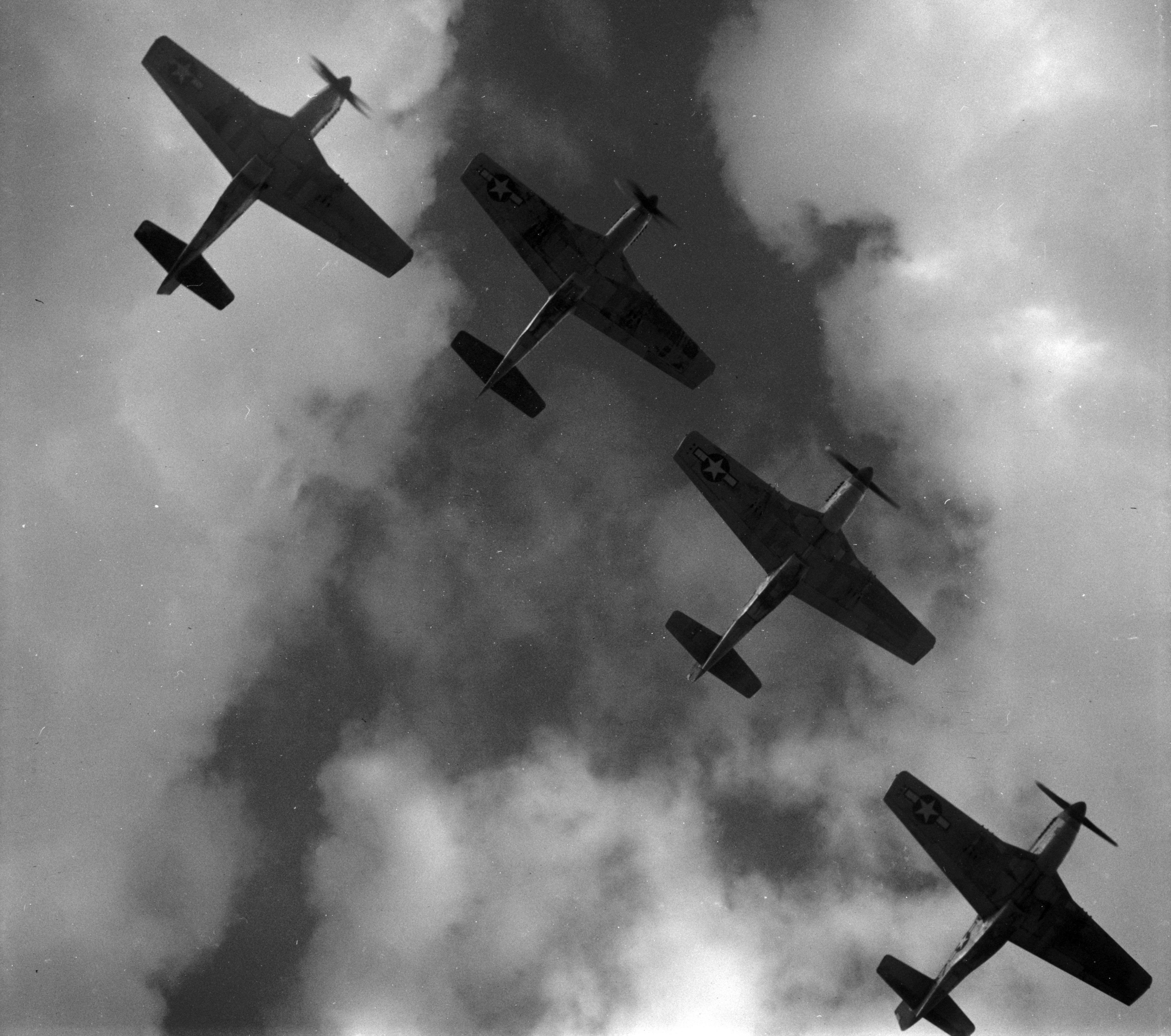
Cacciabombardieri P-51 Mustang in volo sopra la Puglia.

### La campagna d'Italia
Fu in condizioni di ampia superiorità aerea che, nella tarda primavera del 1943, iniziarono le operazioni che avrebbero portato alla Conquista dell'Italia: gli Alleati disponevano di un totale di 4 000 moderni aeroplani schierati tra il Nordafrica e le isole del Mediterraneo e pronti per supportare l'invasione anfibia della Sicilia; ad essi la Luftwaffe poteva opporre circa 1 100 velivoli, e la Regia Aeronautica meno di 700.
Una pesante campagna di bombardamento fu sufficiente, da sola, a far capitolare l'11 giugno la roccaforte italiana di Pantelleria, avamposto di notevole importanza strategica. Il 10 luglio prese avvio l'sbarco in Sicilia per l'invasione della Sicilia: essa aveva una componente anfibia a una aerea, quest'ultima basata su 137 alianti inglesi con truppe di fanteria e 226 C-47 statunitensi carichi di paracadutisti. Gli aviosbarchi alleati andarono male, e furono contrastati duramente dai soldati italiani e tedeschi. I Ju 52 e i Me 323 da trasporto consentirono ai tedeschi di operare un contro-sbarco, con lancio di armi e di mezzi, e gli Alleati furono messi in difficoltà da molti episodi di fuoco amico.

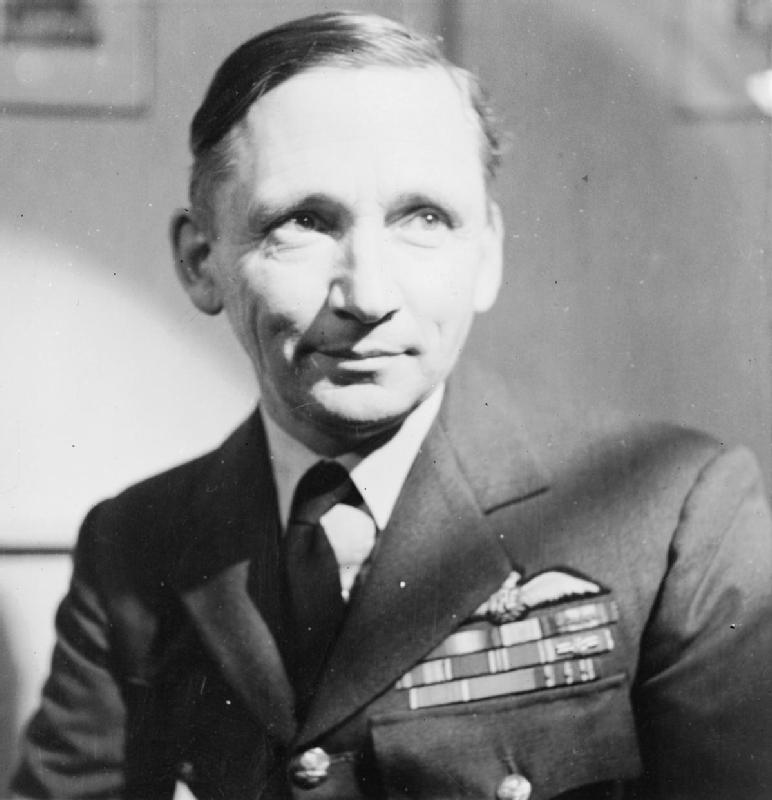
Il comandante in capo del Mediterranean Air Command Arthur Tedder.

Tuttavia, alla fine, gli italiani si arresero e i tedeschi intrapresero una ritirata verso l'Italia continentale. Gli Alleati entrarono a Messina il 16 agosto. Il 25 luglio, mentre continuavano i pesanti bombardamenti anglo-americani sulle città italiane, Benito Mussolini era stato arrestato; l'8 settembre, dopo che gli Alleati erano già sbarcati in Calabria, in Puglia e in Basilicata, venne annunciato l'armistizio. I tedeschi occuparono l'Italia centro-settentrionale, e nel Regno del Sud la Regia Aeronautica veniva ricostituita come Aeronautica Cobelligerante Italiana.

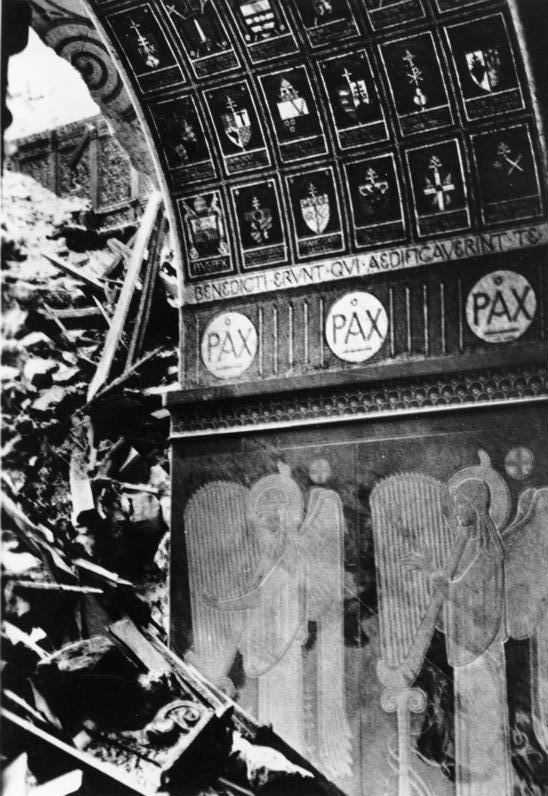
Le rovine dell'abbazia di Montecassino, bombardata dagli Alleati nel febbraio 1944.

Il 12 settembre, nel corso di un'azione nota come operazione Quercia, un aereo da collegamento Fieseler Fi 156 e un reparto di paracadutisti tedeschi liberarono Mussolini, che tornò a dirigere lo stato fascista della Repubblica Sociale Italiana. Lentamente gli Alleati riuscirono a consolidare le loro teste di ponte, e iniziò una difficile avanzata verso nord. A gennaio 1944 essi sbarcarono a Nettuno e ad Anzio. L'aviazione alleata, e specialmente quella statunitense (con i cacciabombardieri P-51 Mustang e P-47 Thunderbolt) compirono un minuzioso ed efficace lavoro di interdizione in cui colpirono duramente vie di comunicazione e depositi di materiale, praticamente paralizzando le forze dell'Asse nell'Italia centrale. Ciononostante la difesa tedesca all'altezza del Garigliano non cedette, e nel vano tentativo di sbloccare la battaglia di Montecassino, gli Alleati bombardarono violentemente un'abbazia del XVII secolo, passando poi all'attacco aereo del villaggio di Cassino.
Il 4 giugno 1944 gli alleati entrarono a Roma, e da lì proseguirono l'avanzata verso nord. Quando, intorno alla fine dell'aprile 1945, l'insurrezione coordinata dal CLN liberò definitivamente l'Italia del nord, l'offensiva di primavera aveva ormai portato gli Alleati nella pianura padana.
I possedimenti dell'Asse nel mar Egeo rimasero in mano ai tedeschi fino alla fine della guerra, dal momento che gli Alleati non vollero distogliere le loro forze navali e aeree dai fronti dell'Italia e della Francia.

### Il D-Day
Intanto, in Gran Bretagna, gli Alleati avevano completato i preparativi per la più grande operazione anfibia della storia, lo sbarco in Normandia, che avrebbe aperto loro la strada verso il cuore della Germania. La copertura aerea dell'operazione era imponente: gli anglo-americani disponevano di 13 000 aeroplani, tra cui 2 467 quadrimotori e 1 645 bimotori da bombardamento, 5 409 tra caccia e cacciabombardieri, 2 355 aerei da trasporto e 867 alianti. La III. Luftflotte, la principale unità aerea tedesca del nord della Francia, disponeva di poco più di 800 aerei, rinforzati da altri 300 nella settimana immediatamente successiva allo sbarco.

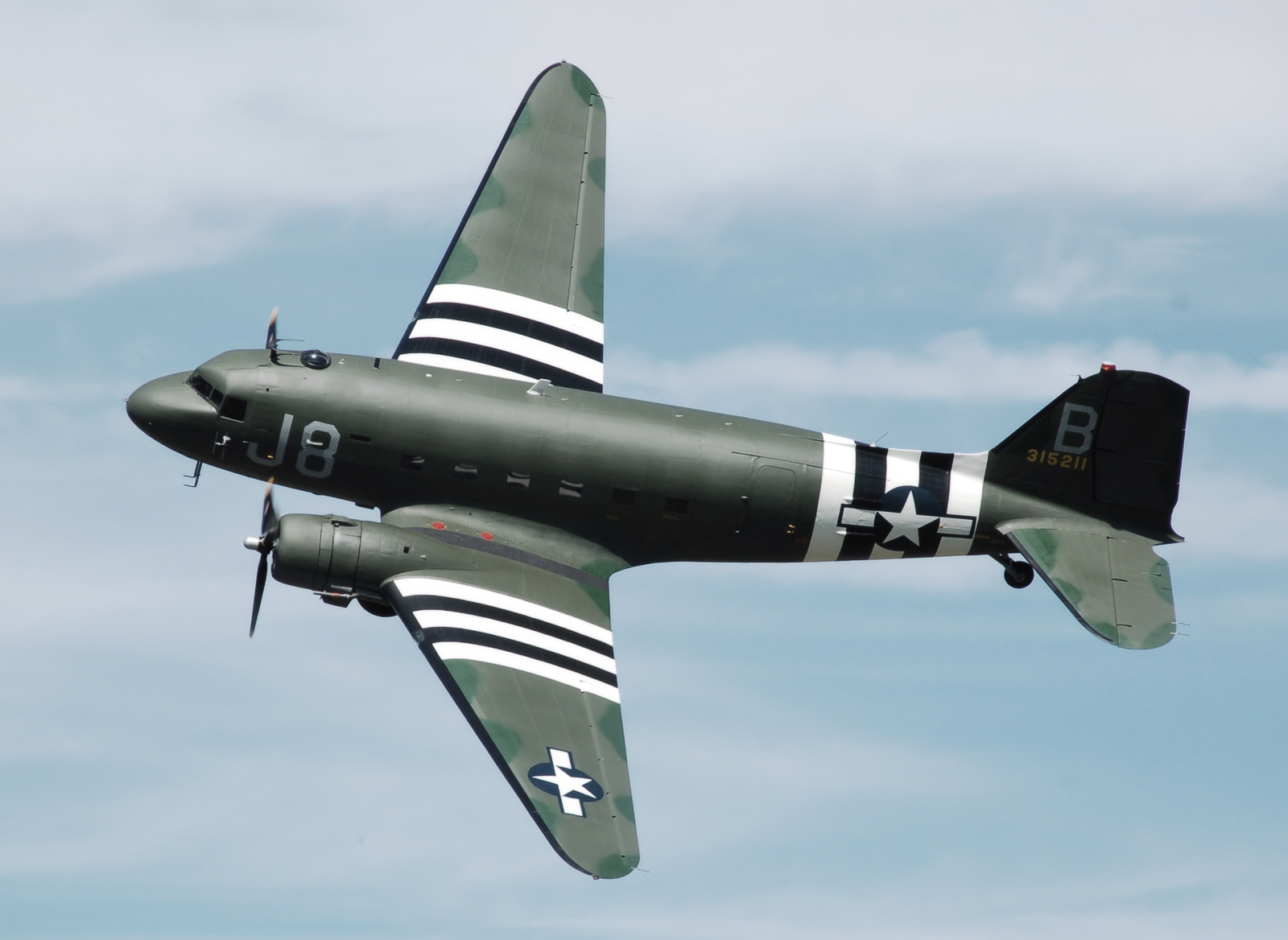
Un cargo Douglas C-47. Notare le invasion stripes, le strisce bianche e nere sulle ali e sulla fusoliera che servivano per facilitare l'identificazione degli aerei alleati nei giorni dello sbarco in Normandia.

Pesanti bombardamenti contro le installazioni radar e le fortificazioni del Vallo Atlantico prepararono l'invasione nei primi giorni del giugno 1944, colpendo le vie di comunicazione nel tentativo di isolare la Bassa Normandia. La sera del 5 giugno tre divisioni di paracadutisti e alianti (due americane, l'82ª e la 101ª, e una inglese, la 6ª, per un totale di circa 25 000 uomini) attaccarono i tedeschi dietro le loro linee; i loro obiettivi erano la conquista dei ponti sull'Orne e sui suoi canali, la distruzione di una batteria costiera e l'interruzione delle vie di comunicazione da est che avrebbero potuto consentire ai rinforzi tedeschi di affluire nell'area. Inoltre, gli americani dovevano coprire e assistere le truppe anfibie alla loro destra. Pur con ritardi, imprevisti e gravi difficoltà, gli aviosbarchi alleati raggiunsero i loro obiettivi principali.

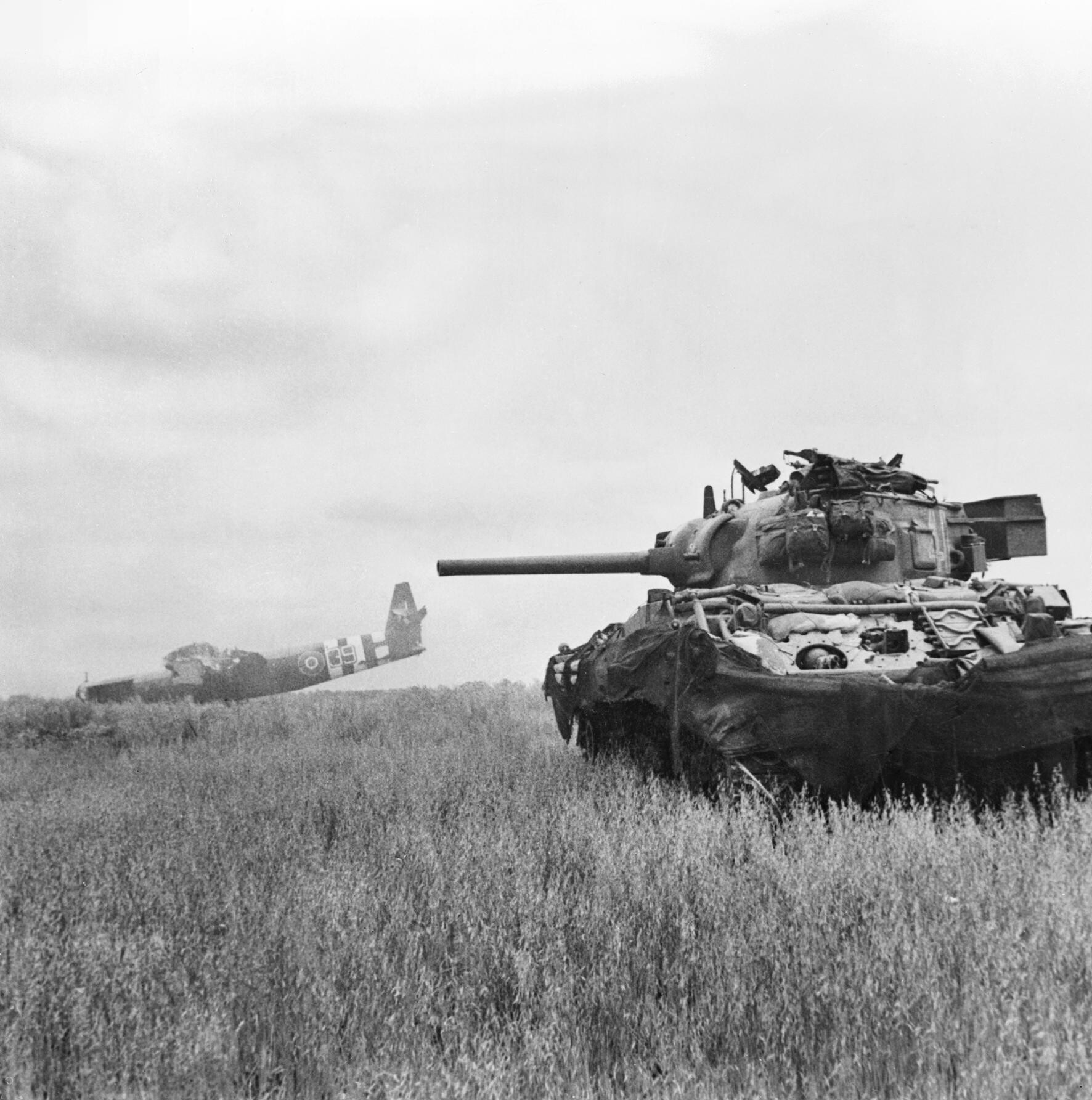
Un carro armato alleato M4 Sherman e un aliante da trasporto Airspeed Horsa in Normandia.

Lo sbarco anfibio del 6 giugno, il D-Day, venne a sua volta supportato efficacemente dall'azione dei cacciabombardieri, che impedirono ai rinforzi tedeschi di giungere rapidamente dove erano necessari. Con i P-47 e con i nuovi Typhoon e Tempest, spesso armati di razzi aria-terra, gli alleati colpirono pesantemente sia i corazzati nemici che i loro convogli di trasporto, anche se la contraerea causò perdite rilevanti ai cacciabombardieri impiegati in attacchi di questo tipo.
In prossimità delle teste di ponte vennero rapidamente costruite piste di grelle sui terreni spianati dai bulldozer. Con bombardamenti pesantissimi l'USAAF e la RAF annientarono la resistenza tedesca prima a Caen, poi nella sacca di Falaise, e si aprirono così la via verso Parigi, il Belgio e la Germania.

### Ultimi combattimenti sul fronte occidentale
Un altro sbarco, destinato a dividere la reazione tedesca, ebbe luogo nella Francia meridionale il 15 agosto. Anche in questo caso lo sbarco anfibio fu preceduto, la notte avanti, dal lancio di truppe aviotrasportate e fu supportato dall'azione determinante di 5 000 aeroplani, di cui 2 000 basati in Corsica. Questa volta le operazioni dei paracadutisti si svolsero secondo i programmi, lo sbarco fu un successo e in breve tempo gli Alleati conseguirono gli obiettivi prefissati.

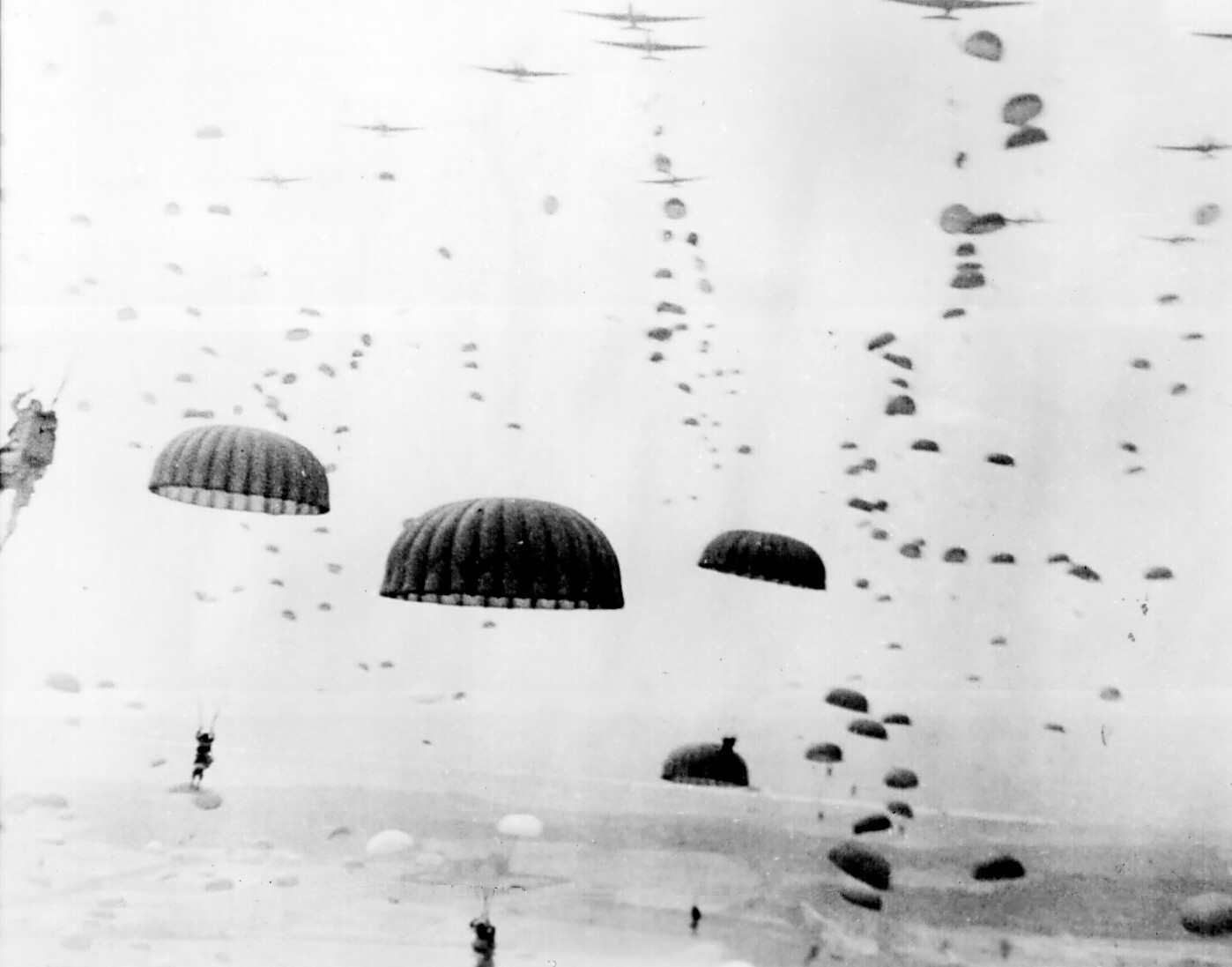
Lancio di paracadutisti sui Paesi Bassi nel corso dell'operazione Market Garden.

L'operazione Market Garden, iniziata il 17 settembre 1944, si avvicinò ad essere per gli Alleati una grave sconfitta. L'audace piano del generale inglese Montgomery prevedeva di lanciare 5 divisioni (due statunitensi, due britanniche e una polacca) tra la Mosa e il Waal, dietro la linea difensiva tedesca la cui resistenza si faceva sempre più accanita man mano che gli Alleati avanzavano verso est avvicinandosi alla Germania. I primi lanci di paracadutisti andarono secondo i piani, i ponti vennero conquistati e nei giorni successivi le truppe furono rinforzate da ulteriori lanci di armi e materiale oltre che dall'arrivo delle colonne corazzate inglesi. Gli atterraggi degli alianti inglesi, invece, andarono male: i cavi di traino di molti degli alianti pesanti (carichi di Jeep, pezzi d'artiglieria e anche carri armati leggeri) si ruppero, privando i soldati del loro equipaggiamento pesante; i piani dell'operazione vennero scoperti, molte delle radio andarono fuori uso, e inoltre gli inglesi si trovarono svantaggiati per essere atterrati lontano dagli obiettivi. I rinforzi non arrivarono a causa del maltempo, e il tentativo di conquistare il ponte di Arnhem si risolse in un insuccesso. Solo quando, intorno al 25 settembre, l'avanzata degli statunitensi consentì alle truppe di ricongiungersi l'operazione terminò con un parziale successo. Anche se gli obiettivi principali non erano stati raggiunti, la nuova testa di ponte nei Paesi Bassi era un buon trampolino per l'invasione della Germania, che venne portata avanti nella primavera del 1945.
A questo punto, comunque, la superiorità incontrastata degli Alleati nel dominio dei cieli aveva reso gli sforzi dell'Asse quasi del tutto vani. La controffensiva tedesca delle Ardenne dell'inverno 1944-1945 fu resa possibile solo dalle cattive condizioni meteorologiche, che impedirono all'aviazione alleata di ricoprire il suo consueto ruolo di supporto e copertura. Il lancio di paracadutisti da 106 vecchi Ju 52 (tutti reduci da Stalingrado) che avrebbe dovuto supportare lo sfondamento a terra avvenne con 24 ore di ritardo per mancanza di carburante. Questo, insieme l'inesperienza dei giovani piloti, contribuì in misura considerevole al fallimento dell'operazione. Comunque, quando dopo circa quattro giorni di successi delle truppe terrestri tedesche il 19 dicembre il tempo si schiarì, la RAF e l'USAAF rientrarono in azione lasciando poco margine alle speranze dei tedeschi. L'operazione Bodenplatte del 1º gennaio 1945, in cui 1 100 tra Bf 109, Fw 190 (più una dozzina di Me 262) attaccarono le basi aeree degli Alleati tra Belgio e Paesi Bassi, portò alla distruzione di quasi 400 aerei alleati, e diede così una settimana di respiro ai tedeschi. Questo però era costato la perdita di 300 piloti tedeschi, tra cui molti degli ultimi piloti esperti. In febbraio, l'avanzata degli Alleati riprese.
Tra febbraio e aprile, i raid di bombardamento Alleati sulle città si intensificarono a livelli senza precedenti (è del 13-14 febbraio il già citato bombardamento di Dresda). A fine marzo la Luftwaffe compì le sue ultime sortite di difesa contro i bombardieri anglo-americani e contro le colonne di truppe e di mezzi che, a ovest, avevano ormai superato il Reno e, a est, erano già quasi alle porte di Berlino. I bombardamenti della RAF cessarono il 6 aprile, e il 10 terminarono anche le azioni strategiche dell'USAAF. La Germania si sarebbe arresa il 7 maggio 1945.

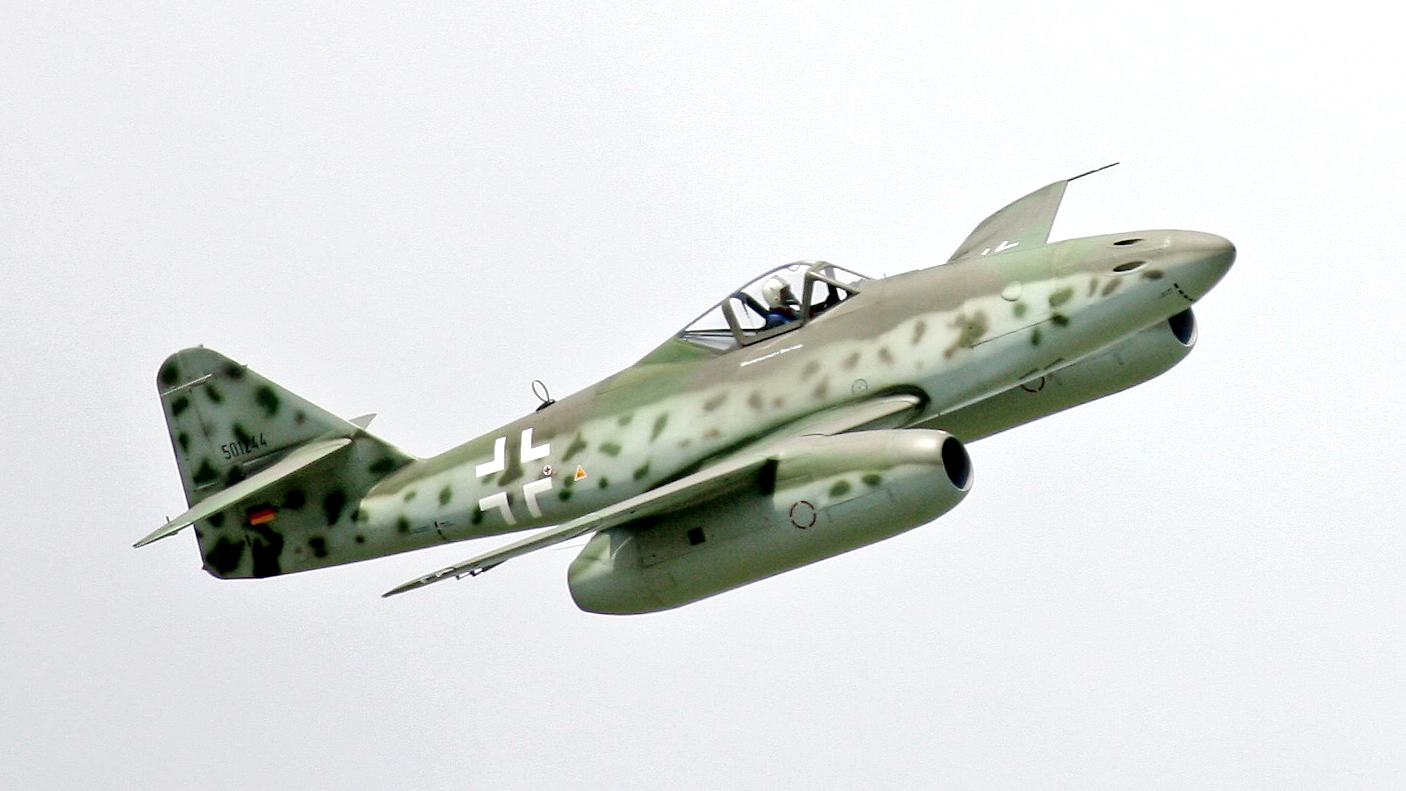
Una copia contemporanea di un Messerschmitt Me 262.

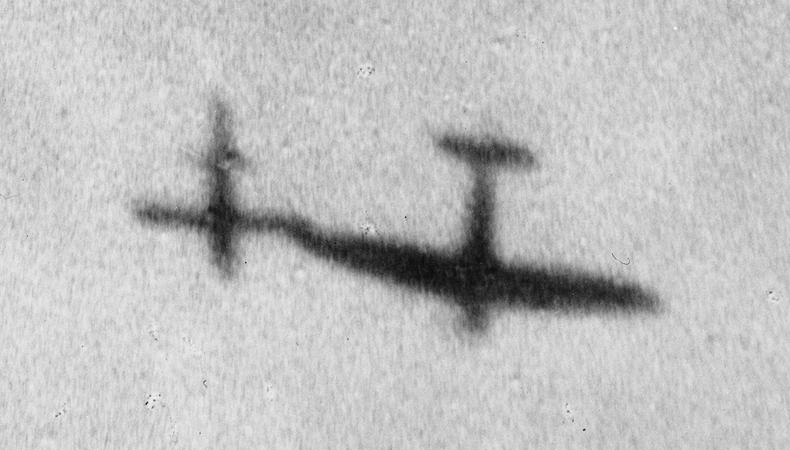
Un Supermarine Spitfire intercetta una V1 e la manda fuori controllo urtando la sua estremità alare. Solo i caccia inglesi più veloci (Spitfire, Typhoon, Tempest e Meteor) riuscivano a compiere questa rischiosa manovra.

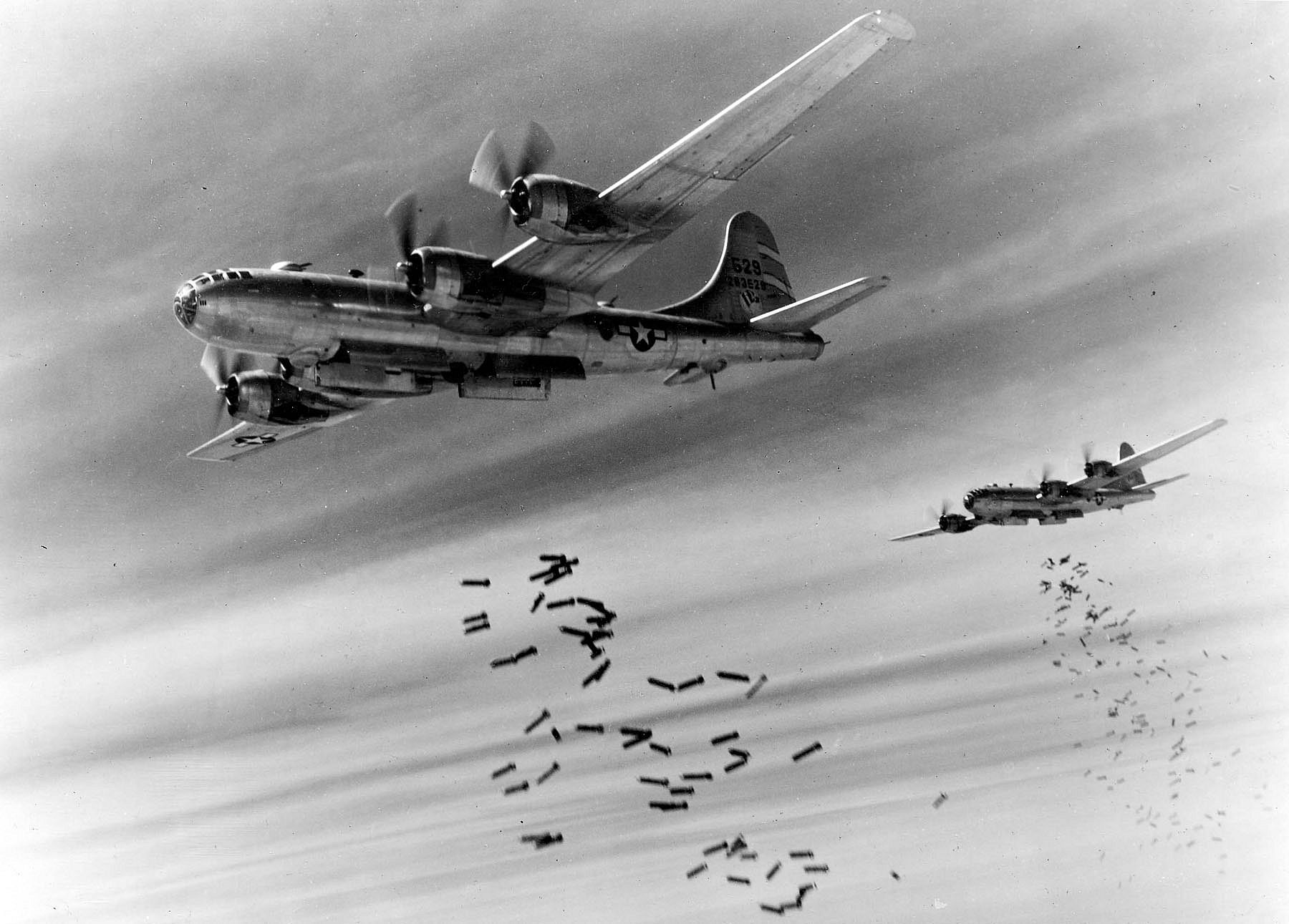
Bombardieri statunitensi Boeing B-29 Superfortress.

## La fine del conflitto: dalle bombe volanti agli ordigni atomici
Sul piano aeronautico, la parte finale del conflitto fu segnata dal declino sempre più rapido delle capacità delle industrie dell'Asse, stremate dai bombardamenti, di continuare a far fronte alle perdite subite dalle aviazioni tedesca e giapponese. Le materie prime scarseggiavano sempre di più, così come i carburanti e la manodopera qualificata; al contempo, l'emorragia di uomini non poteva essere compensata dall'istruzione e dall'entrata in linea di nuovi piloti ed equipaggi a un ritmo abbastanza alto. Ciononostante, i tedeschi non si arresero all'idea della sconfitta fino alla fine, e procedettero con lo sviluppo di una serie di Wunderwaffe, "armi miracolose", che avrebbero dovuto ribaltare le sorti della guerra in loro favore. Per quanto riguarda l'aviazione, si trattava sostanzialmente degli aeroplani con propulsione a getto e delle bombe volanti.
I tedeschi avevano fatto volare il primo vero aviogetto della storia, l'Heinkel He 178, una settimana prima dello scoppio della seconda guerra mondiale. Progetti per velivoli militari a reazione furono pronti per il 1941, ma Hitler in persona insistette affinché il promettente progetto del Messerschmitt Me 262 venisse sviluppato non come caccia ma come bombardiere. Questo rallentò il programma e limitò l'impatto che questo aeroplano poté avere sulle fasi finali della guerra. Tuttavia, tra l'estate del 1944 e la fine della guerra, poterono entrare in servizio oltre al Me 262 anche il bombardiere Arado Ar 234 e il caccia Heinkel He 162. Anche se vennero prodotti in un numero limitato di esemplari e furono soggetti ai problemi tipici di aerei innovativi al loro primo impiego, la loro introduzione ebbe conseguenze militari di una certa rilevanza: in particolare i caccia, veloci e pesantemente armati, causarono perdite piuttosto gravi alle formazioni di bombardieri anglo-americani in volo sulla Germania. Progetti ancora più rivoluzionari di aeroplani a razzo, come il Messerschmitt Me 163, ottennero risultati più modesti.
Un'altra categoria di Wunderwaffe effettivamente divenute operative furono i missili V1 (Fieseler Fi 103) e V2 (Aggregat 4). La V1 (dove V sta per Vergeltungswaffen, "arma di rappresaglia") era una bomba volante composta di un'ala rettangolare, un gruppo di impennaggi, un motore a pulsoreattore e una testata di 830 chilogrammi di esplosivo. Essa veniva guidata sul bersaglio da un autopilota e, pur non essendo precisa, era molto veloce e difficile da intercettare. Le circa 8 000 V1 lanciate su Londra a partire dal giugno 1944 uccisero almeno 2 500 persone. Gli inglesi ebbero un certo successo nel difendersi da queste armi grazie ai loro veloci caccia intercettori e, soprattutto, grazie all'artiglieria contraerea. I Gloster Meteor, i primi jet operativi inglesi (e gli unici a entrare in servizio prima della fine del conflitto) contribuirono con successo alla lotta contro le V1.
La V2 invece era un vero e proprio missile balistico supersonico, con motore a razzo, armato di 9 o 10 quintali di esplosivo e impossibile da intercettare. Ne vennero lanciate 3 200, che causarono la morte di circa 6 000 persone. Gli alleati in questo caso poterono solo attaccare le basi di lancio di questi missili e gli impianti dove venivano prodotte, a Peenemünde, nel corso dell'operazione Crossbow.

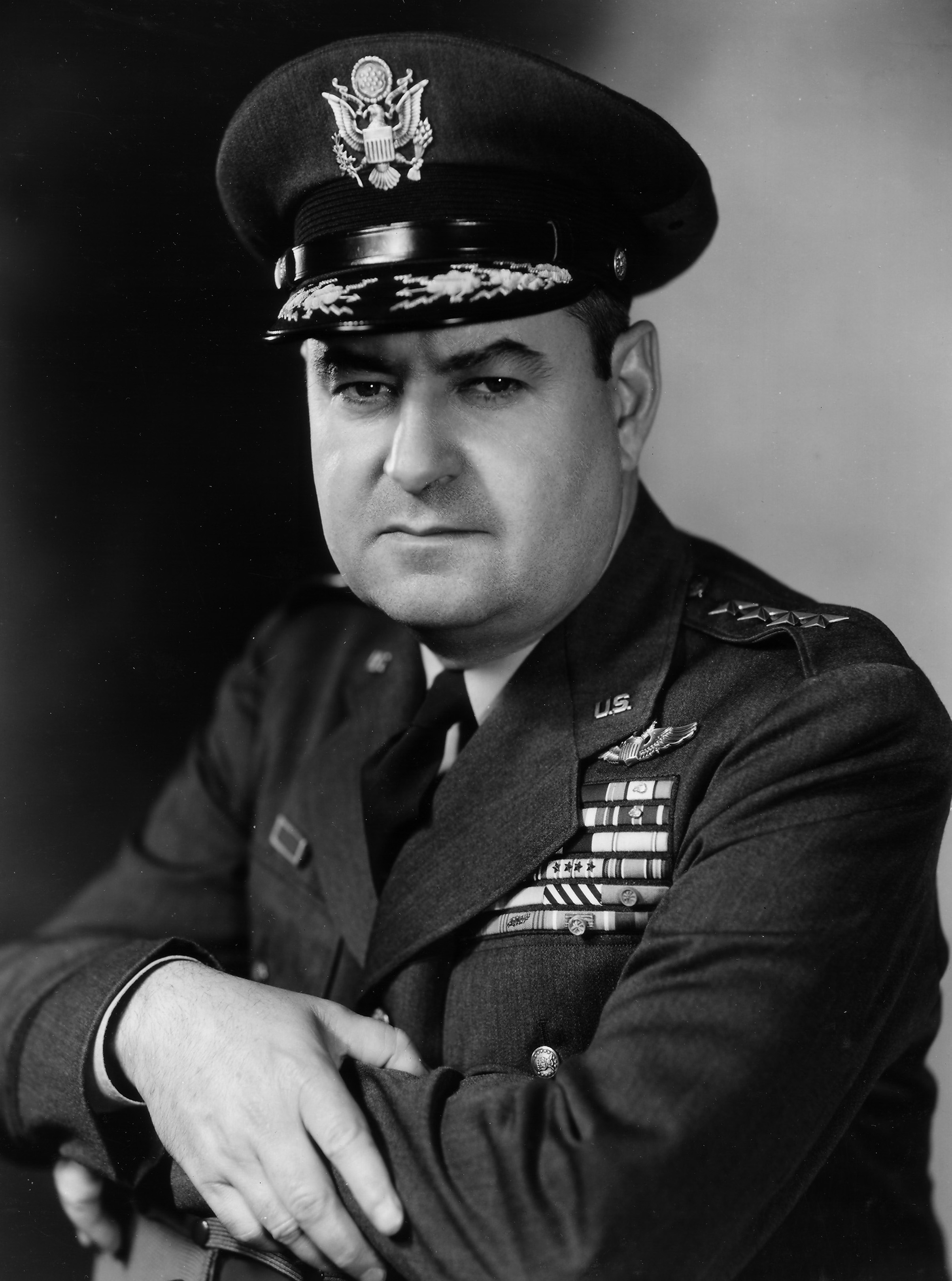
Il generale Curtis LeMay.

Sul fronte del Pacifico, la conquista statunitense delle isole Marianne e, poi, di Iwo Jima aveva messo a disposizione dell'USAAF le basi avanzate di cui essa aveva bisogno per iniziare una nuova offensiva strategica sulle città giapponesi impiegando il nuovo, sofisticato bombardiere pesante a lungo raggio Boeing B-29 Superfortress. Nell'estate del 1944 erano cominciati i raid diurni ad alta quota dei B-29 basati in India, ma essi avevano sortito effetti limitati. Fu quando, nel novembre dello stesso anno, il generale Curtis LeMay decise di passare ad attacchi notturni a bassa quota con armi incendiarie che gli effetti dei bombardamenti sulle città giapponesi divennero devastanti. Nel bombardamento di Tokyo del 9-10 marzo 1945 morirono 80 000 persone. A partire dalla primavera del 1945, i bombardamenti americani colpirono duramente 69 città di più di 100 000 abitanti.
L'Impero giapponese, dal punto di vista militare e industriale, era già stato messo in ginocchio dai bombardamenti convenzionali e dalle azioni della US Navy. Tuttavia, per portare a termine la guerra in modo rapido, gli statunitensi ritennero necessario dare una dimostrazione di forza senza precedenti con l'impiego delle bombe atomiche che, a partire dal 1942, erano state sviluppate dall'équipe del progetto Manhattan. Il 6 e il 9 agosto 1945 due bombardieri B-29, l'Enola Gay e il BOCKSCAR, sganciarono sulle città giapponesi di Hiroshima e Nagasaki due bombe atomiche, una all'uranio e una al plutonio. Esse causarono in totale 130 000/199 000 morti (80 000/135 000 a Hiroshima e 50 000/64 000 a Nagasaki), a cui se ne aggiunsero molte altre migliaia dovute all'effetto a lungo termine delle radiazioni. Anche se gli americani proseguirono con i bombardamenti tradizionali per un'altra settimana, fu questa azione a provocare il 15 agosto la resa del Giappone agli Alleati.

### Annotazioni
1. ↑  Tra i ruoli sostanzialmente anticonvenzionali ricoperti dall'aviazione durante la seconda guerra mondiale figurarono ad esempio il lancio di volantini, il taglio dei cavi di sbarramento e lo sminamento magnetico.
2. ↑  Altre fonti riportano la cifra (sostanzialmente compatibile) di 3 750 velivoli in prima linea, più altri 3 000 destinati all'addestramento. Si veda Dicorato, p. 407 Storia.
3. ↑  Gli Stati Uniti, che pure furono una delle nazioni industrialmente più avanzate intervenute nella prima guerra mondiale, non avevano a quel tempo praticamente nessuna industria aeronautica di rilievo; nel corso della Grande guerra produssero pochi aerei, prevalentemente versioni costruite su licenza di velivoli inglesi. Il loro ritardo nel campo della tecnologia aeronautica venne colmato nel primo dopoguerra, ma la forza aerea degli USA non divenne un'arma indipendente fino al 1947, ben oltre la fine della seconda guerra mondiale. Si veda Grant, pp. 76-78
4. ↑  La Yorktown e la Enterprise andarono ad aggiungersi alla USS Langley, alla USS Lexington, alla USS Saratoga e alla USS Ranger. Si noti che, alla fine degli anni trenta, gli esperti di strategia militare avevano delle divergenze sull'importanza delle forze aeronavali, e alcuni ancora ritenevano che le corazzate fossero in grado di vincere una guerra sui mari da sole. Si veda Grant, pp. 171-173
5. ↑  Anche tre stormi del Corpo di Spedizione italiano della Regia Aeronautica parteciparono ad alcune incursioni sull'Inghilterra tra l'ottobre e il novembre 1940. Il loro impatto sulle operazioni però fu trascurabile, ed ebbe l'effetto collaterale di contribuire a sottrarre mezzi preziosi ai contingenti italiani in Nordafrica. Si veda Dicorato, pp. 485-486 e 491 Storia.

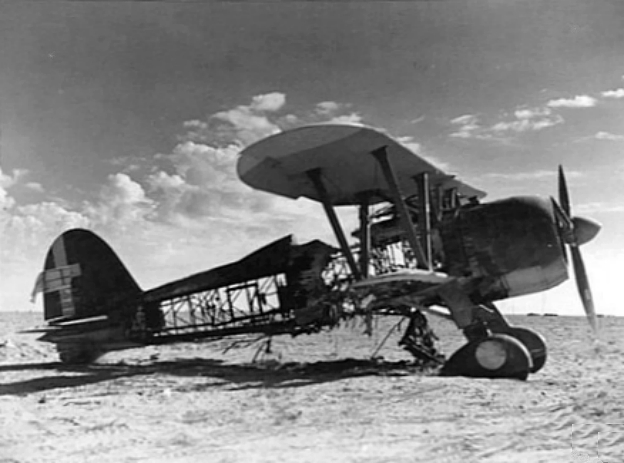
Un C.R.42 italiano distrutto e abbandonato su un campo di volo in Libia nel tardo 1940.

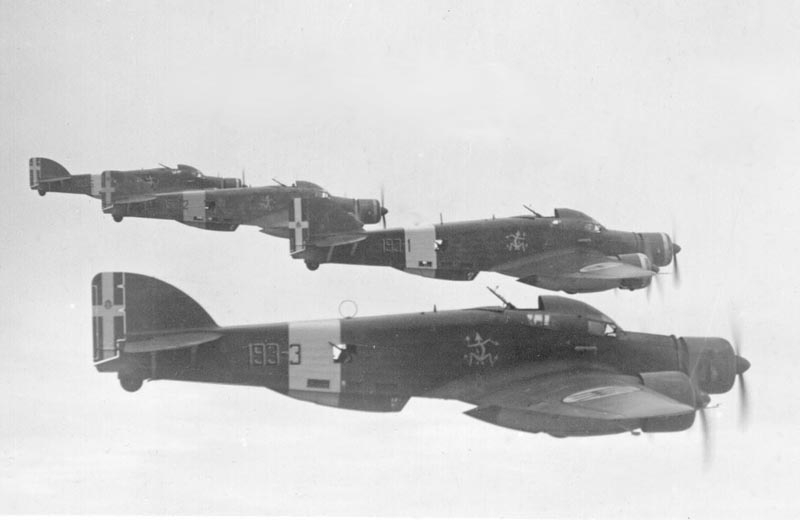
Savoia-Marchetti S.M.79 in volo su Malta nel 1941.

6. ↑  Nelle notti tra il 7 e l'8 e tra l'8 e il 9 agosto 1941, alcuni bombardieri sovietici DB-3F modificati per estendere la loro autonomia portarono a termine due incursioni di grande successo, anche se su piccola scala, su Berlino. Questo episodio, del tutto isolato (le incursioni sovietiche sulla Germania furono sempre meno intense di quelle anglo-americane e iniziarono ad essere regolari solo verso la fine della guerra), testimonia "un'aggressività che in quei giorni nessuno avrebbe supposto tanto viva nei piloti sovietici". Si veda Dicorato, pp. 561-562 Storia.
7. ↑  Risulta che un pilota di Stuka, Hans-Ulrich Rudel, distrusse in totale 500 carri sovietici (molti dei quali a Kursk). Si veda Grant, p. 198.
8. ↑  A una fine simile sarebbe andata incontro la gemella della Bismarck, la Tirpitz, cacciata senza tregua dall'Ammiragliato e dalla RAF a partire dal 15 settembre 1944 e affondata il 12 novembre. Dal momento che le corazzature della nave rendevano inefficaci le normali bombe aeronautiche, gli inglesi la attaccarono con le gigantesche bombe Tallboy da 5 tonnellate, sganciate dai quadrimotori Avro Lancaster. Un primo colpo a segno a prua immobilizzò la nave e in seguito, con altre bombe dello stesso tipo che colpirono il fondale basso intorno alla corazzata, la RAF riuscì a danneggiare lo scafo fino a far capovolgere la nave. Si veda Dicorato, pp. 711-712 Storia.
9. ↑  Per confronto, nello stesso anno gli U-Boot distrussero 429 navi. Si veda Dicorato, p. 553 Storia.
10. ↑  L'ammriaglio dell'US Navy Henry L. Miller affermò a proposito dell'impresa di Doolittle: "Il raid aveva molte buone ragioni a favore, ma la più importante era il morale del popolo americano". Si veda Grant, p. 225
11. ↑  Pure le città italiane (Milano, Torino, Genova, ma anche Roma e altre) subirono pesanti bombardamenti, che uccisero in totale circa 60 000 persone. Si veda (EN) The Bombing of Italy 1940 - 1945, su University of Exeter. URL consultato il 7 dicembre 2011 (archiviato dall'url originale il 25 marzo 2009).
12. ↑  Di queste, la maggior parte (circa 200) furono dovute al fuoco amico della contraerea che, in quella zona, era schierata a difesa dei campi di lancio delle V2. Si veda Dicorato, p. 718 Storia.
13. ↑  Altre fonti parlano di addirittura 150 000 morti. Si veda Dicorato, p. 723 Storia.

### Fonti
1. ↑  (EN) Joe W. McDaniel, 1905 Wright Flyer III, su Wright Brothers Aeroplane Company – A Virtual Museum of Pioneer Aviation. URL consultato il 12 ottobre 2011.
2. ↑  Ferdinando Pedriali, «Aerei italiani in Libia 1911-1912», Storia Militare, novembre 2007, pp. 31-40.
3. ↑   G. Dicorato, G. Bignozzi, B. Catalanotto, C. Falessi, Storia dell'Aviazione, Milano, Fratelli Fabbri Editori, 1973,  p. 20 Storia.
4. ↑   R.G. Grant, (ed. italiana a cura di R. Niccoli), Il volo – 100 anni di aviazione, Novara, DeAgostini, 2003,  p. 67, ISBN 88-418-0951-5.
5. 1 2 3 4  (EN) The Second World War 1939-1945 (PDF), su The Royal Air Force Website. URL consultato il 6 novembre 2011 (archiviato dall'url originale il 6 agosto 2011).
6. ↑  Grant, p. 107.
7. 1 2  Grant, pp. 166-176.
8. 1 2 3 4 5  Grant, p. 176.
9. ↑  Dicorato, pp. 337-341 Storia.
10. ↑  Grant, pp. 180-182.
11. ↑  Dicorato, pp. 342-344, 563 Storia.
12. 1 2  (EN) Rehearsals for war: Ethiopia, Spain, and China, su Aviation in World War 2, Century of Flight. URL consultato il 3 novembre 2011 (archiviato dall'url originale il 2 novembre 2011).
13. ↑  (EN) Aviation in World War 2, su century-of-flight.net, Century of Flight. URL consultato il 3 novembre 2011 (archiviato dall'url originale il 7 novembre 2011).
14. ↑  Dicorato, pp. 625-632 Profili.
15. ↑  (EN)   James Corum, The Luftwaffe: Creating the Operational Air War, 1918-1940, Kansas University Press, 1997,  p.271, ISBN 978-0-7006-0836-2.
16. ↑  (EN)   E.R. Hooton, Luftwaffe at War; Gathering Storm 1933-39, Londra, Chervron/Ian Allan, 2007,  p.24 v. 1, ISBN 1-903223-71-7.
17. 1 2  (EN) The Inter-War Years 1919-1939 (PDF), su The Royal Air Force Website. URL consultato il 6 novembre 2011 (archiviato dall'url originale il 12 ottobre 2011).
18. ↑  Dicorato, pp. 469-470 Storia.
19. 1 2  Dicorato, pp. 407-408 Storia.
20. ↑  Dicorato, p. 413 Storia.
21. 1 2  Dicorato, p. 545 Storia.
22. 1 2  Dicorato, pp. 412-414 Storia.
23. ↑  Dicorato, pp. 415-416 Storia.
24. ↑  Dicorato, p. 416 Storia.
25. 1 2  Dicorato, p. 563-564 Storia.
26. ↑  Dicorato, p. 565 Storia.
27. 1 2  Dicorato, pp. 564-566 Storia.
28. ↑  (EN) National Security Act Sections 207-208, su National Museum of the US Air Force. URL consultato il 9 novembre 2011 (archiviato dall'url originale l'8 marzo 2012).
29. ↑  Grant, pp. 178-182.
30. ↑  (EN) Mark Skinner Watson, Chief of Staff, Pre-war Plans and Preparations (Chapter IX: The Movement Toward Air Autonomy), su U.S. Army Center Of Military History. URL consultato il 9 novembre 2011 (archiviato dall'url originale l'11 novembre 2010).
31. ↑  (EN) The Evolution of the Department of the Air Force, su Air Force Historical Research Agency. URL consultato il 9 novembre 2011 (archiviato dall'url originale il 16 maggio 2010).
32. ↑  (EN) Army Air Forces Statistical Digest, World War II, su Army Air Forces in World War II. URL consultato il 9 novembre 2011 (archiviato dall'url originale il 18 maggio 2011).
33. ↑  Grant, pp. 202-205.
34. ↑  Grant, pp. 171-173.
35. ↑  Grant, p. 235.
36. ↑  (EN) World War II 1940-1945 (PDF), su United States Naval Aviation 1910-1995, Naval History and Heritage Command. URL consultato il 9 novembre 2011 (archiviato dall'url originale il 7 maggio 2011).
37. ↑  Dicorato, p. 568 Storia.
38. 1 2 3 4  Grant, pp. 188-189.
39. 1 2 3  Dicorato, p. 427 Storia.
40. ↑  (EN) The beginning of World War 2, su century-of-flight.net, Century of Flight. URL consultato l'11 novembre 2011 (archiviato dall'url originale il 2 novembre 2011).
41. ↑  (PL)   Adam Kurowski, Lotnictwo polskie w 1939 roku, Varsavia, Wydawnictwo Ministerstwa Obrony Narodowej, 1962,  p. 129.
42. ↑  (EN)   Stanley S. Seidner, Marshal Edward Śmigły-Rydz Rydz and the Defense of Poland, New York, 1978,  pp. 162-63.
43. 1 2  Dicorato, pp. 438-440 Storia.
44. 1 2  Dicorato, pp. 441-443 Storia.
45. ↑  Dicorato, pp. 443-445 Storia.
46. ↑  Dicorato, pp. 445-448 Storia.
47. ↑  Dicorato, pp. 446-447 Storia.
48. ↑  Dicorato, pp. 447-448 Storia.
49. 1 2 3  Dicorato, pp. 449-452 Storia.
50. 1 2  Dicorato, pp. 453-455 Storia.
51. ↑  (EN) Raul Colon, Why France Fell to the Nazis: The Air Component Before the War, su Aviation in World War 2, Century of Flight, 4 novembre 2011. URL consultato il 28 novembre 2011 (archiviato dall'url originale il 1º dicembre 2011).
52. 1 2 3  Grant, p. 206.
53. ↑  Grant, p. 209.
54. ↑  (EN) Day 70 – September 17 1940, su Battle of Britain Day by Day. URL consultato il 28 novembre 2011.
55. ↑  (EN)  E.R. Hooton, Eagle in Flames: The Fall of the Luftwaffe, Arms & Armour Press, 1997, p. 42. ISBN 1-85409-343-6.
56. ↑  Grant, p. 214.
57. ↑  Dicorato, pp. 465-486 Storia.
58. ↑  (EN) The Battle of Britain, su Aviation in World War 2, Century of Flight. URL consultato il 28 novembre 2011 (archiviato dall'url originale il 1º dicembre 2011).
59. ↑  Dicorato, pp. 486-487 Storia.
60. ↑  Dicorato, pp. 487-488 Storia.
61. ↑  Dicorato, pp. 489-491 Storia.
62. ↑  Dicorato, pp. 491-492 Storia.
63. ↑  Dicorato, pp. 492-494 Storia.
64. ↑  Dicorato, pp. 494-495 Storia.
65. ↑  Dicorato, pp. 495-496 Storia.
66. ↑  Dicorato, pp. 497-498 Storia.
67. ↑  Dicorato, pp. 501-504 Storia.
68. 1 2 3 4  Dicorato, pp. 505-510 Storia.
69. ↑  Dicorato, p. 547 Storia.
70. ↑  Dicorato, p. 551 Storia.
71. ↑  Dicorato, pp. 545-546 Storia.
72. ↑  Dicorato, pp. 545-547 Storia.
73. 1 2 3 4 5  (EN) The Eastern Front in World War 2, su Aviation in World War 2, Century of Flight. URL consultato il 3 novembre 2011 (archiviato dall'url originale il 2 novembre 2011).
74. 1 2  Dicorato, pp. 548 Storia.
75. 1 2  Dicorato, p. 549 Storia.
76. ↑  Dicorato, p. 551-552 Storia.
77. ↑  Dicorato, p. 552 Storia.
78. 1 2  Grant, pp. 196-198.
79. ↑  Dicorato, pp. 585-587 Storia.
80. ↑  Dicorato, p. 585-586 Storia.
81. ↑  Dicorato, p. 588 Storia.
82. 1 2  Dicorato, p. 604 Storia.
83. 1 2  Grant, p. 198.
84. 1 2  Dicorato, p. 605 Storia.
85. ↑  Dicorato, p. 588-589 Storia.
86. ↑  Dicorato, p. 603 Storia.
87. ↑  Dicorato, pp. 605-608 Storia.
88. ↑  Dicorato, p. 641 Storia.
89. ↑  Dicorato, pp. 641-644 Storia.
90. ↑  Dicorato, p. 645 Storia.
91. 1 2  Dicorato, pp. 705-706 Storia.
92. ↑  Dicorato, pp. 433-438 Storia.
93. ↑  Dicorato, pp. 510-512 Storia.
94. 1 2  Dicorato, pp. 553-560 Storia.
95. 1 2  Dicorato, pp. 609-613 Storia.
96. ↑  Dicorato, p. 666 Storia.
97. ↑  (EN) John Barratt, The Bitter End, The U-boat War, 1943-1945, su Battle of the Atlantic, Military History Online, 15 dicembre 2002. URL consultato il 3 dicembre 2011 (archiviato dall'url originale il 12 dicembre 2018).
98. 1 2  (EN) War in the Pacific from Pearl Harbor to Midway, su Aviation in World War 2, Century of Flight. URL consultato il 3 dicembre 2011 (archiviato dall'url originale l'11 dicembre 2011).
99. 1 2  Grant, pp. 218-224.
100. ↑  Dicorato, pp. 577-579 Storia.
101. ↑  (EN) The Flying Tigers, su Aviation in World War 2, Century of Flight. URL consultato il 3 dicembre 2011 (archiviato dall'url originale il 23 novembre 2011).
102. ↑  Dicorato, p. 579 Storia.
103. ↑  Grant, p. 225.
104. ↑  (EN) Jimmy Doolittle Raid, su Aviation in World War 2, Century of Flight. URL consultato il 3 dicembre 2011 (archiviato dall'url originale il 23 novembre 2011).
105. 1 2  Dicorato, p. 595 Storia.
106. ↑  Dicorato, pp. 593-597 Storia.
107. ↑  (EN) The Battle of the Coral Sea, su ANZAC Day Commemoration Committee. URL consultato il 6 dicembre 2011 (archiviato dall'url originale il 1º dicembre 2011).
108. ↑  Grant, p. 227.
109. 1 2  Dicorato, p. 600 Storia.
110. 1 2  Dicorato, pp. 597-600 Storia.
111. ↑  Grant, pp. 225-227.
112. ↑  Grant, p. 229.
113. ↑  Dicorato, pp. 633-639 Storia.
114. 1 2  Grant, p. 231.
115. ↑  Dicorato, p. 640 Storia.
116. ↑  Grant, pp. 231-232.
117. ↑  Grant, p. 232.
118. ↑  (EN) Kenneth I. Friedman, Battle of Leyte Gulf, su battle-of-leyte-gulf.com. URL consultato il 6 dicembre 2011 (archiviato dall'url originale il 25 dicembre 2011).
119. ↑  Grant, p. 233.
120. ↑  (EN) Kamikaze pilots, su World War 2 Insightful Essays. URL consultato il 6 dicembre 2011.
121. ↑  Grant, pp. 236-239.
122. ↑  Grant, p. 239.
123. ↑  Grant, p. 242.
124. 1 2  Grant, pp. 243-246.
125. ↑  Grant, p. 245.
126. ↑  Grant, pp. 246-252.
127. 1 2 3 4 5  Grant, p. 255.
128. ↑  (EN) Daniel Oakman, The battle of Berlin, su Australian War Memorial. URL consultato il 7 dicembre 2011.
129. ↑  (EN) Luke Harding, Germany's forgotten victims, su The Guardian, 22 ottobre 2003. URL consultato il 7 dicembre 2011.
130. ↑  Grant, p. 253.
131. ↑  Dicorato, pp. 657-664 Storia.
132. 1 2  Dicorato, pp. 589-590 Storia.
133. ↑  Dicorato, pp. 591-592 Storia.
134. ↑  Dicorato, pp. 617-618 Storia.
135. 1 2  Dicorato, pp. 619-624 Storia.
136. ↑  Dicorato, pp. 626-627 Storia.
137. ↑  Dicorato, pp. 630-632 Storia.
138. 1 2  Dicorato, pp. 667-668 Storia.
139. ↑  Dicorato, pp. 669 Storia.
140. 1 2  Dicorato, pp. 670-672 Storia.
141. 1 2 3  Dicorato, pp. 673-675 Storia.
142. ↑  (EN) John Ezard, Error led to bombing Montecassino, su The Guardian, 4 aprile 2000. URL consultato l'8 dicembre 2011.
143. 1 2  Dicorato, pp. 675 Storia.
144. ↑  Dicorato, pp. 676 Storia.
145. ↑  (EN)  H.F. Joslen, Orders Of Battle Second World War 1939–1945, Naval & Military Press, 1960, p. 133. ISBN 978-184342-474-1.
146. 1 2 3 4  Dicorato, pp. 677 Storia.
147. 1 2  Grant, p. 201.
148. ↑  Dicorato, pp. 678-679 Storia.
149. ↑  Dicorato, p. 680 Storia.
150. ↑  Dicorato, pp. 706-708 Storia.
151. 1 2 3 4  Dicorato, pp. 709-711 Storia.
152. ↑  Dicorato, pp. 716-719 Storia.
153. ↑  Dicorato, pp. 719-720 Storia.
154. ↑  Grant, p. 254.
155. ↑  Dicorato, pp. 713-716 Storia.
156. ↑  Grant, pp. 254-255.
157. ↑  Walter J. Boyne, Scontro di ali: L'aviazione militare nella Seconda guerra mondiale, Milano, Mursia, 1997, p. 313. ISBN 88-425-2256-2.
158. ↑  Dicorato, p. 697 Storia.
159. 1 2  Grant, p. 217.
160. ↑  Dicorato, p. 702 Storia.
161. ↑  Dicorato, p. 776 Profili.
162. ↑  Dicorato, p. 703 Storia.
163. ↑  Dicorato, pp. 699-701 Storia.
164. ↑  Dicorato, pp. 723-724 Storia.
165. ↑  Dicorato, p. 727 Storia.
166. 1 2  Dicorato, p. 728 Storia.
167. ↑  (EN) The Atomic Bombings of Hiroshima and Nagasaki – Total Casualties, su Atomic Archive. URL consultato l'8 dicembre 2011.
168. ↑  (EN)  Wesley Frank Craven, James Lea Cate (a cura di), The Army Air Forces in World War II, Chicago, University of Chicago Press, 1953, p. 558 vol. 5 The Pacific: Matterhorn to Nagasaki June 1944 to August 1945. ISBN non esistente

### Testi in italiano
- Giuseppe Ciampaglia, Douhet Vs. Mecozzi. Due visioni complementari del potere aereo, Roma, Edizione dell'utore, 2024.
- G. Dicorato, G. Bignozzi, B. Catalanotto, C. Falessi, Storia dell'Aviazione, Milano, Fratelli Fabbri Editori, 1973.
- R.G. Grant, (ed. italiana a cura di R. Niccoli), Il volo – 100 anni di aviazione, Novara, DeAgostini, 2003, ISBN 88-418-0951-5.
- John Batchelor, Malcolm V. Lowe, Enciclopedia del Volo – dal 1939 al 1945, Vercelli, Edizioni White Star, 2007, ISBN 978-88-540-0692-8.

### Testi in inglese
- Richard Overy, The Air War, 1939-1945, New York, Stein and Day, 1981. ISBN non esistente
- (Si veda anche la bibliografia proposta da Citizendium: (EN) World War II, air war/Bibliography, su Citizendium. URL consultato il 7 dicembre 2011.)

### Testi in altre lingue
- AA. VV., L'atlas des avions de la deuxième guerre mondiale, Editions Atlas, 2005, ISBN 978-2-7234-3653-3.